# Cheminée d'usine

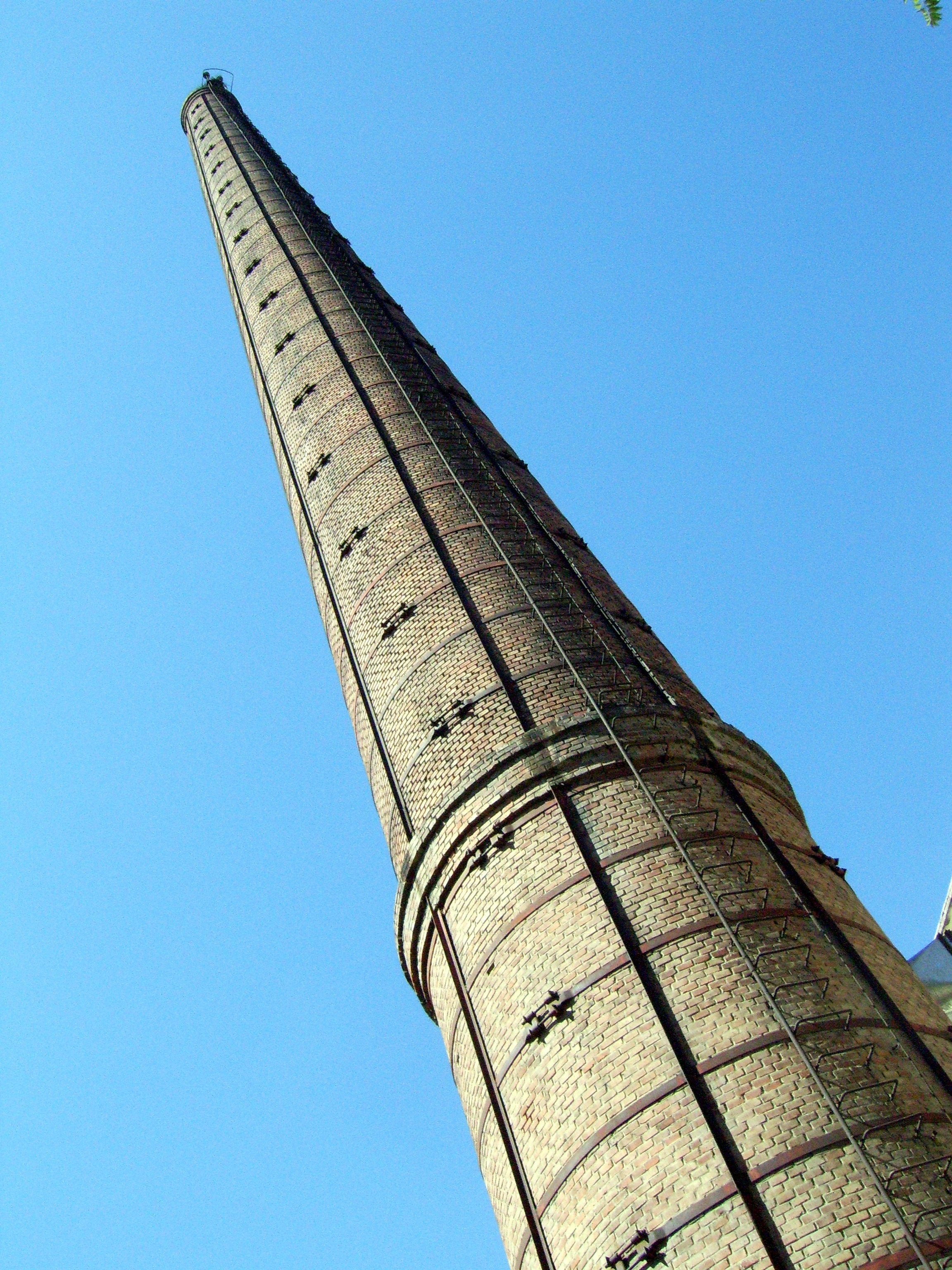
Cheminée d'usine à Pékin.

Une cheminée d'usine (parfois appelée cheminée industrielle) est un type de cheminée servant à évacuer les fumées et autres rejets gazeux d'une usine ou de tout établissement industriel. Initialement construites en pierre puis en brique, les cheminées contemporaines sont souvent édifiées en béton ou en matériaux métalliques.
Les cheminées industrielles se développent avec l'industrialisation des économies, premièrement en Europe occidentale dès le XVIIIe siècle, puis se généralisent dans l'ensemble des autres régions du monde concernées par l'industrie.
La fabrication et l'entretien des cheminées industrielles sont assurés par les techniciens en fumisterie. Du fait de la nature potentiellement toxique des rejets qu'elles évacuent, la structure des cheminées est soumise à une réglementation stricte spécifiant notamment leur taille. 
Les cheminées industrielles concilient une fonction pratique, liée au fonctionnement d'installations techniques destinées à la production d'énergie et de biens, à une fonction esthétique voire symbolique, qui se traduit dans leurs dimensions ou leurs ornements.
Marseille présente des cheminées industrielles particulières liées à la présence de montagne : les cheminées rampantes.

## Fonctionnement

### Principes

« L'effet de cheminée » est expliqué par la poussée d'Archimède qui fait monter dans la cheminée l’air chaud, dont la densité (et la pression) est plus petite que celle de l'air froid. Le tirage de la cheminée (ou « appel d'air ») est d'autant plus fort que la différence thermique est élevée.

L'existence d'une cheminée industrielle est invariablement liée à la présence d'un four ou d'une chaudière. 
Comme les cheminées domestiques, les cheminées industrielles ont vocation à permettre l'évacuation des fumées du foyer de combustion, mais à la différence de celles-ci, elles sont également chargées d'améliorer la combustion en renforçant le tirage thermique. C'est précisément le calibrage de la cheminée industrielle, tant en hauteur qu'en largeur, qui va renforcer l'appel d'air nécessaire à la combustion et ainsi stimuler celle-ci.
La combustion peut de ce fait être dopée de plusieurs manières, notamment en renforçant la différence de température entre l'intérieur et l'extérieur de la cheminée, ou en augmentant la hauteur de la cheminée.

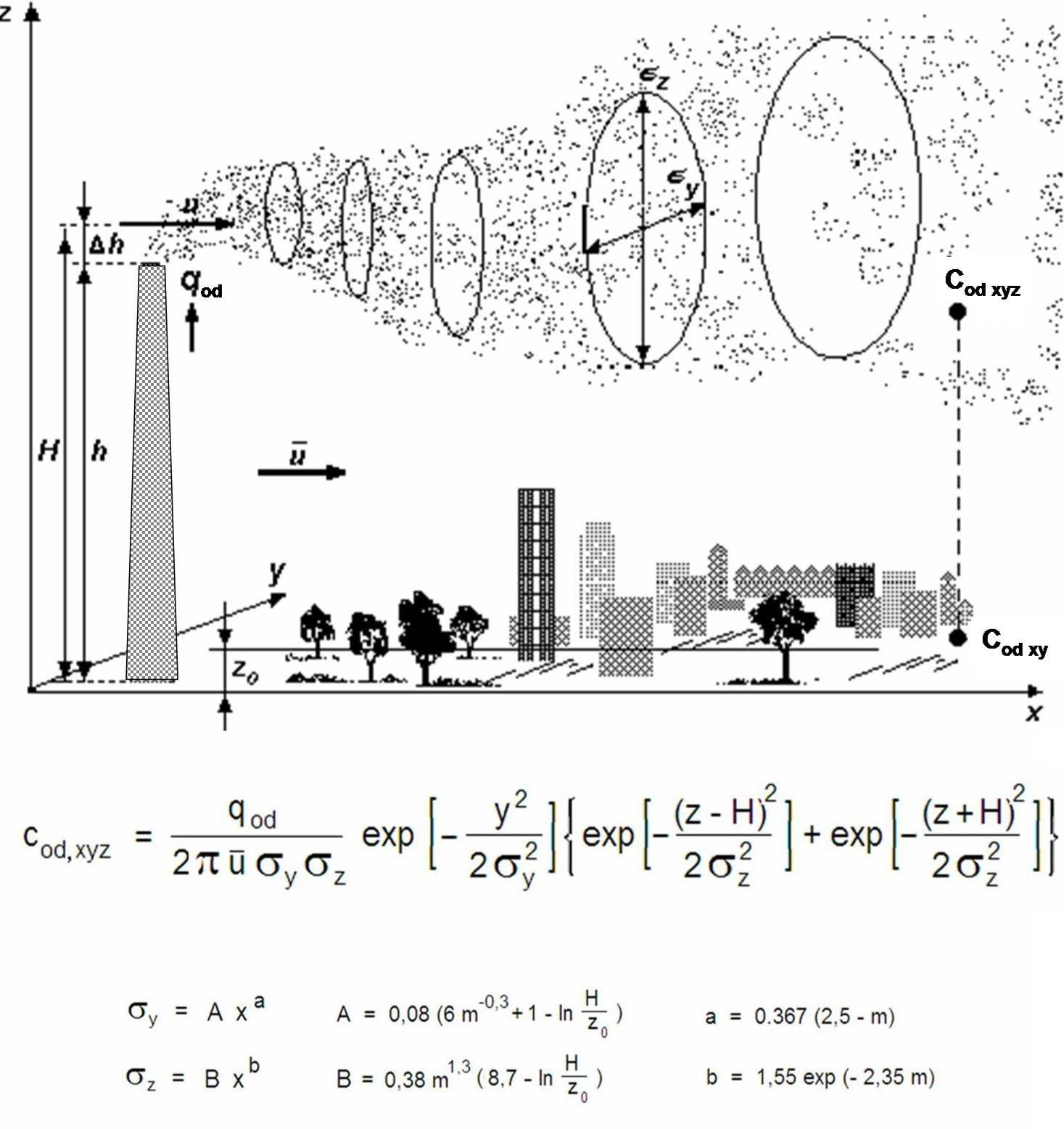
Le panache gaussien des cheminées industrielles peut faire retomber les vapeurs toxiques à plus d'un kilomètre de leur émission, d'où la réglementation relative au contrôle de la pollution atmosphérique.

### Types d'activité
Les cheminées industrielles peuvent être associées à des activités économiques très variées : extraction minière et traitement du minerai, industries lourdes, industries de transformation de matières plastiques, industrie manufacturière comme le textile, scierie, conserveries, etc.

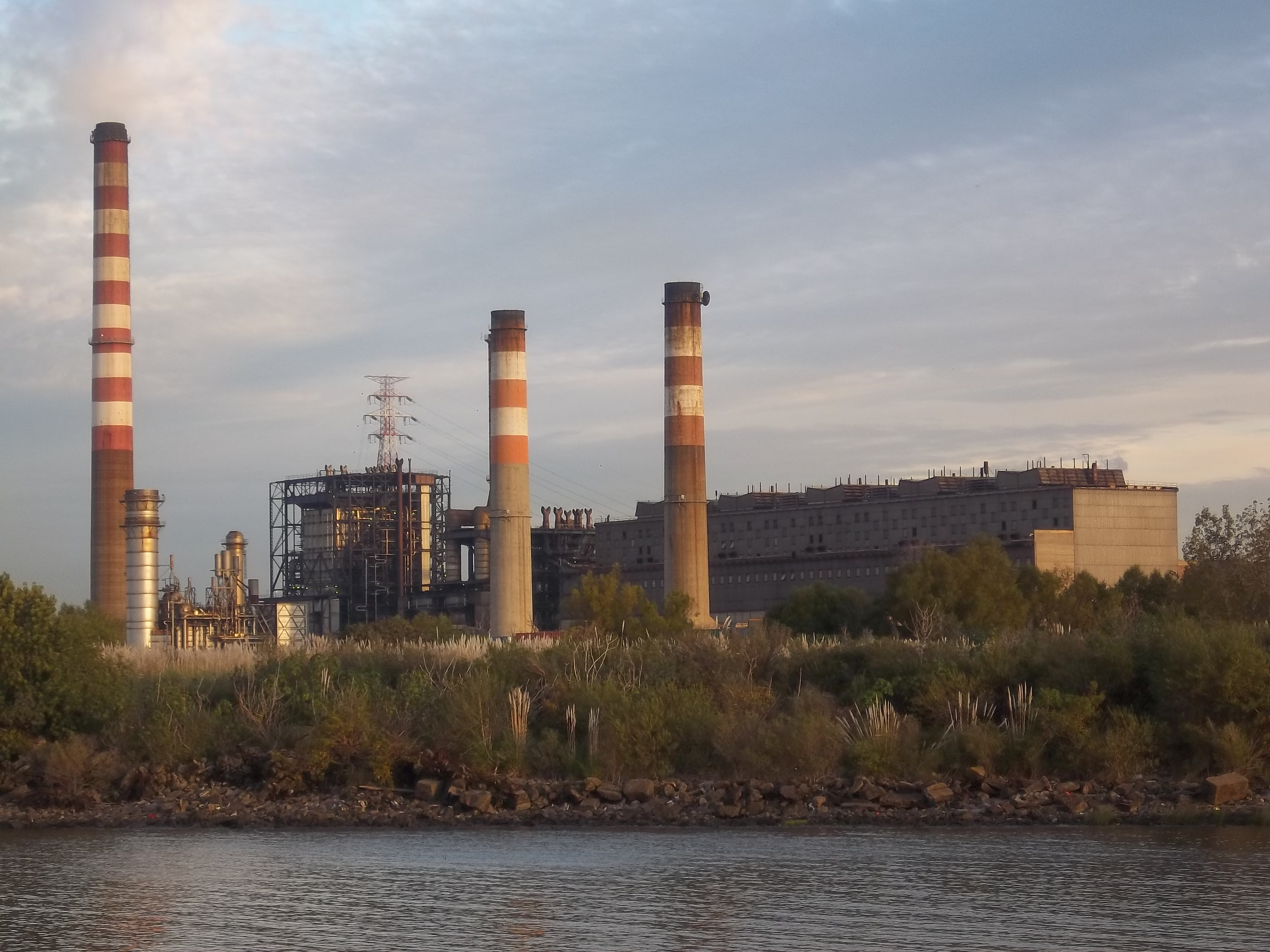
Centrale thermique en Argentine.
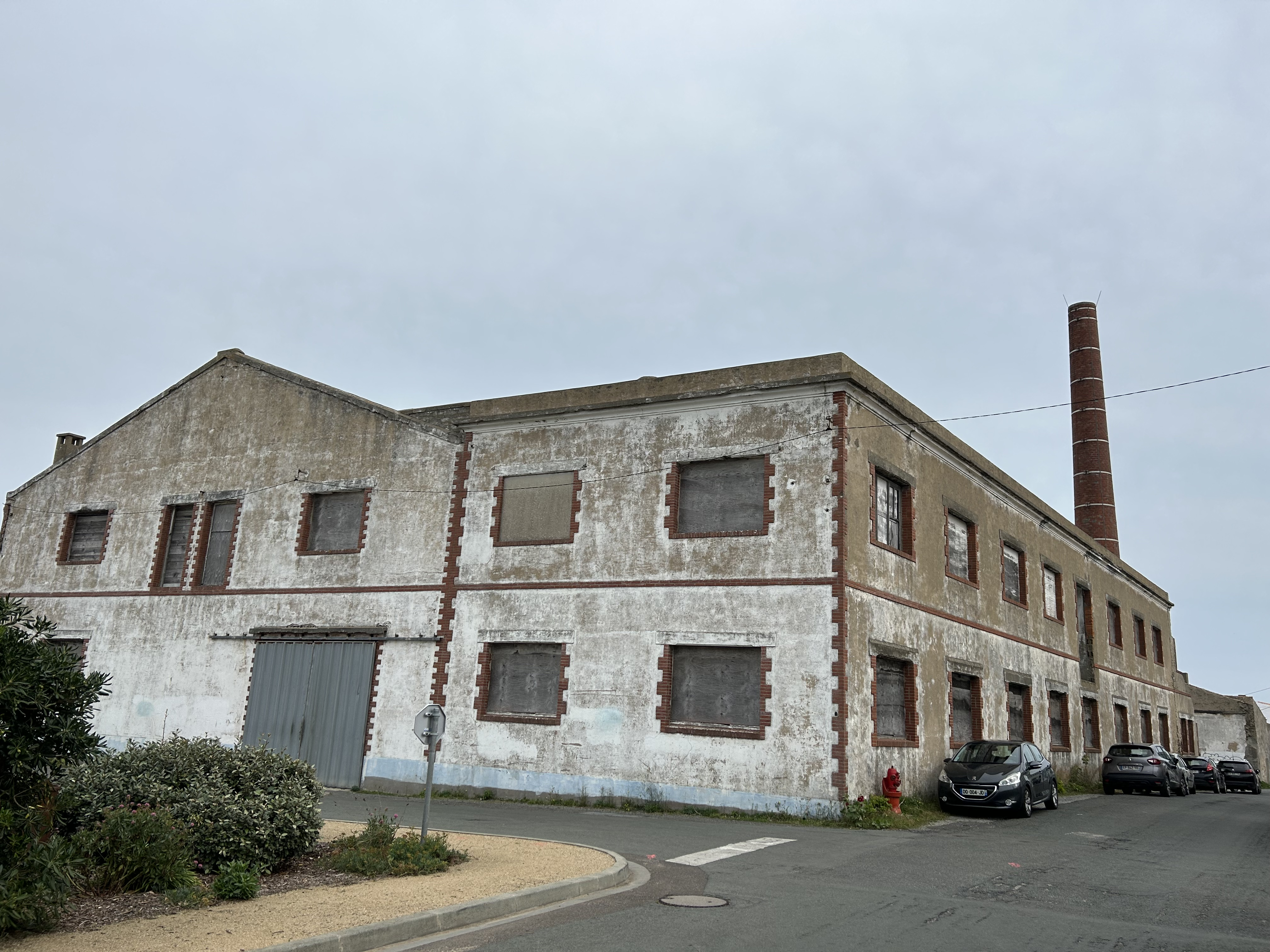
Ancienne conserverie (île d'Yeu, France).
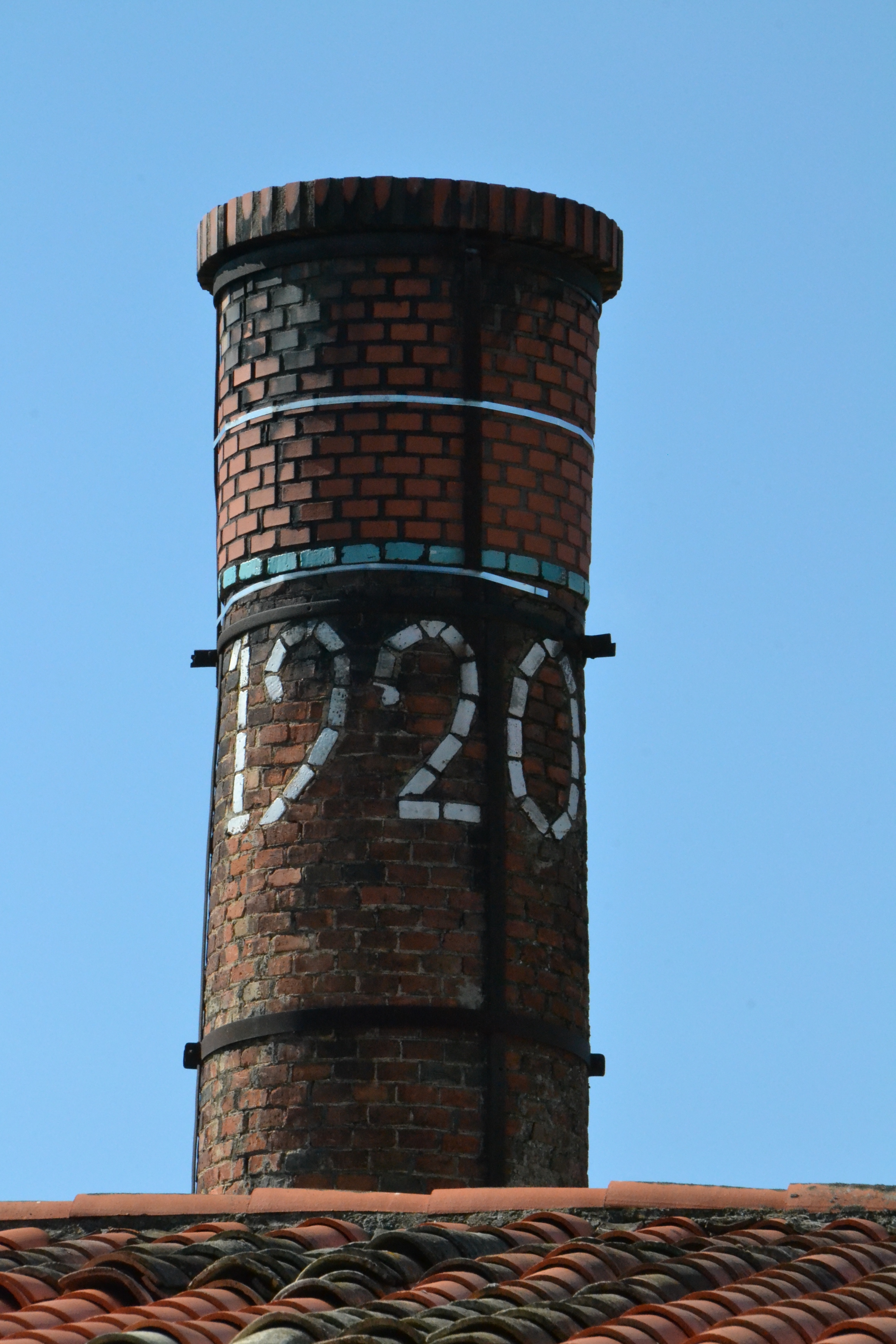
Poterie, Mas-Saintes-Puelles (France).
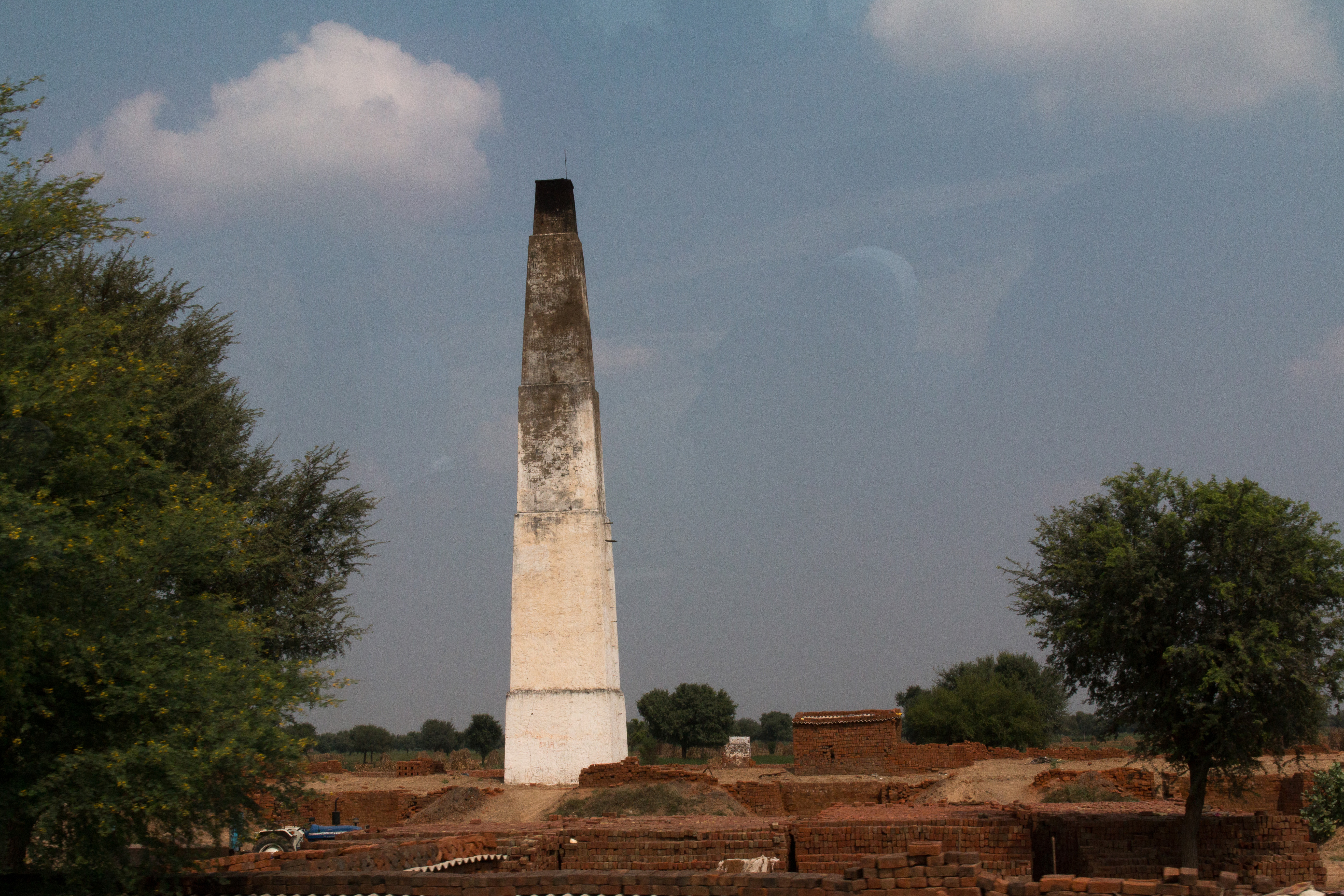
Briqueterie en Inde.
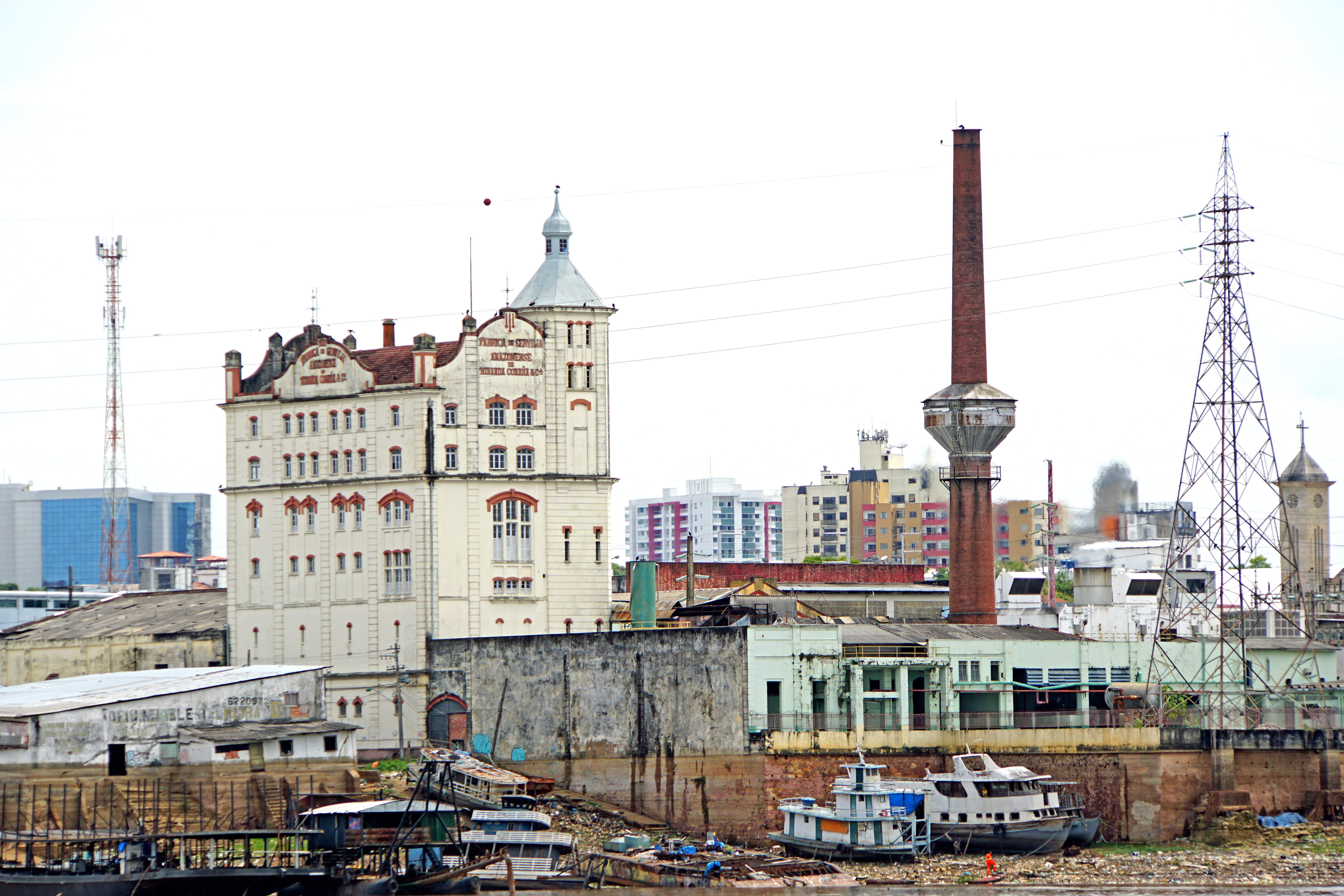
Brasserie au Brésil.
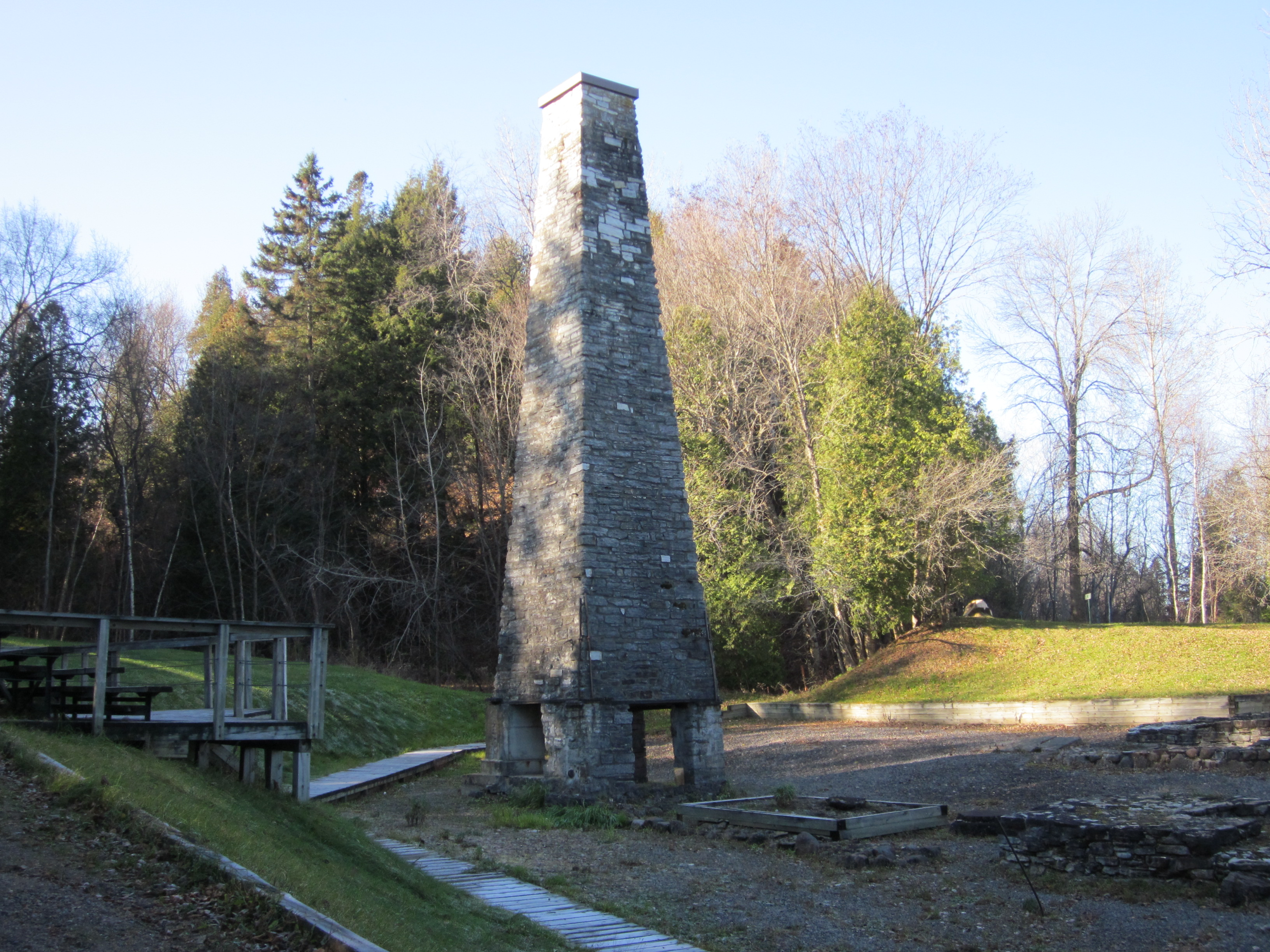
Forges du Saint-Maurice (Canada).

### Description
La cheminée est composée de trois parties principales : 
- le socle (ou piédestal), qui repose sur les fondations de l'édifice ;
- le fut, partie centrale et tronconique ;
- le couronnement.

Le fonctionnement de la cheminée ne nécessite aucun ornement extérieur. L'ajout de décorations résulte de choix esthétiques et d'une volonté de conférer une fonction symbolique au bâtiment. L'esthétique des cheminées à la fois suit en partie les mouvements de mode de l'architecture et s'accommode des goûts de leurs propriétaires.
Initialement de forme carrée, les cheminées sont plus tard généralisées sous leur forme circulaire, offrant une meilleure résistance au vent. Leur résistance est renforcée par la présence de cercles métalliques, disposés à intervalles réguliers — six ou sept mètres en moyenne au XIXe siècle —, noyés dans la maçonnerie ou fixés à l'extérieur du fut.

Exemples d'ornements.
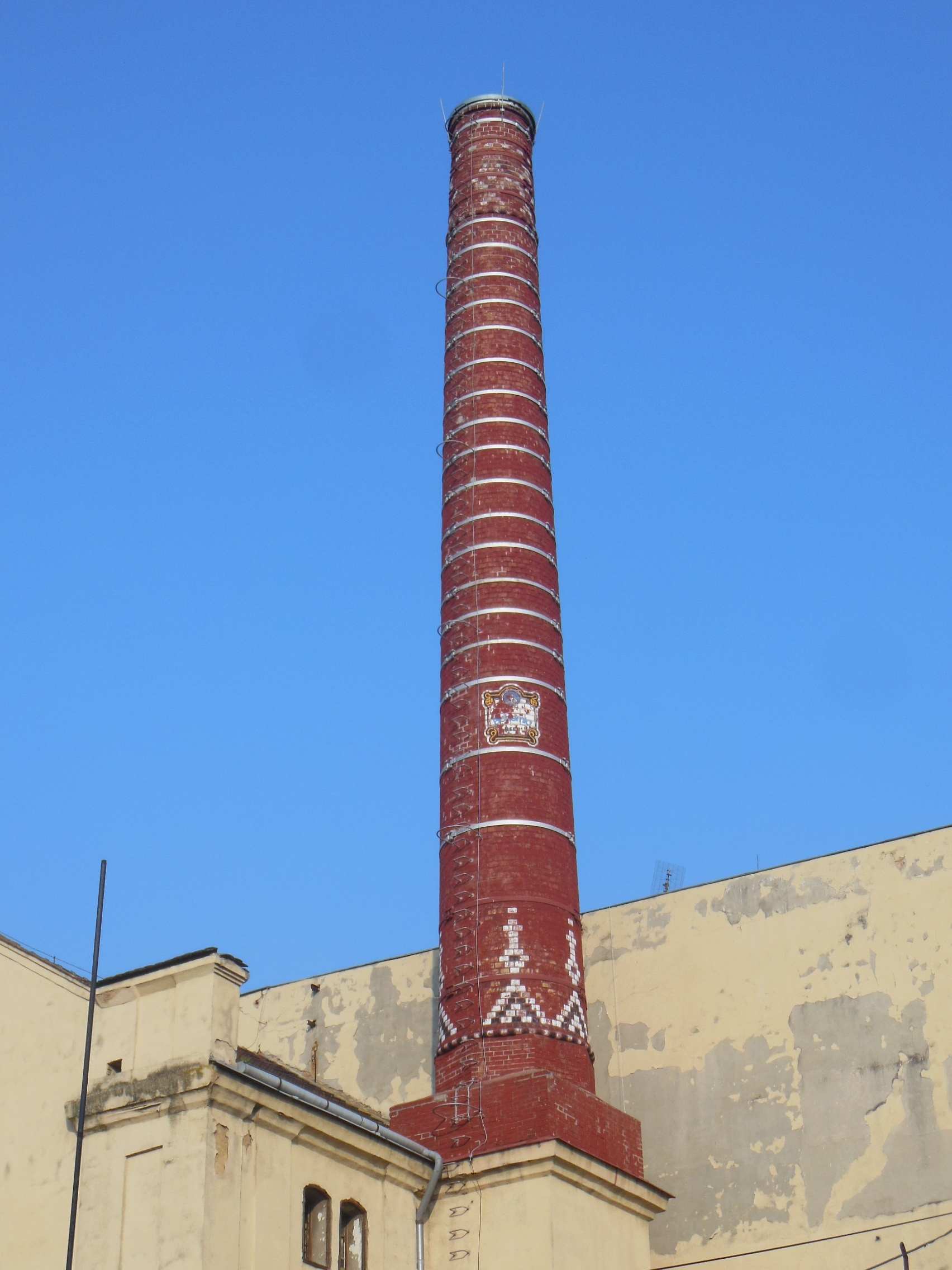
Fut orné, Kralupy nad Vltavou (Tchéquie).
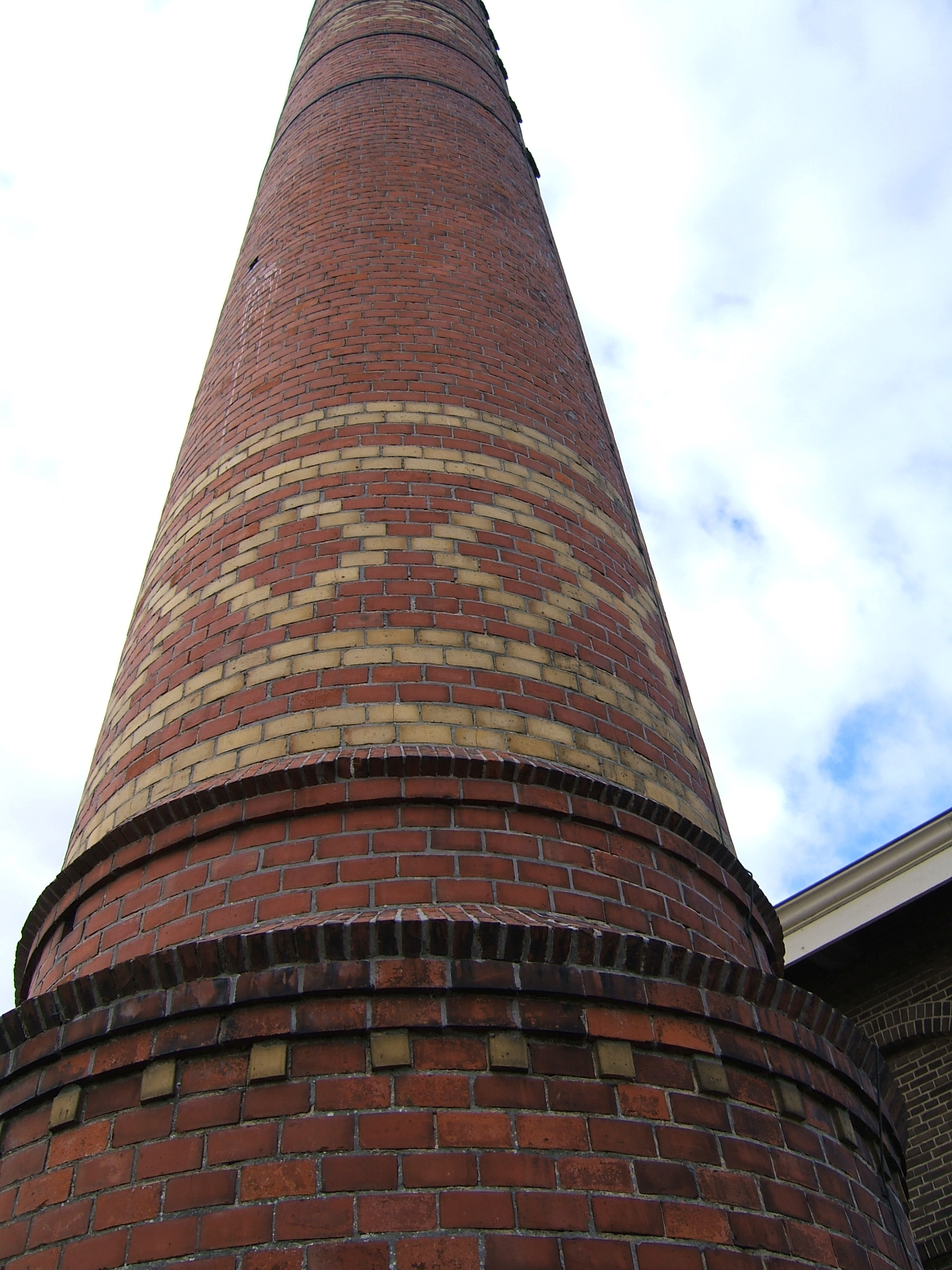
Cheminée aux Pays-Bas.
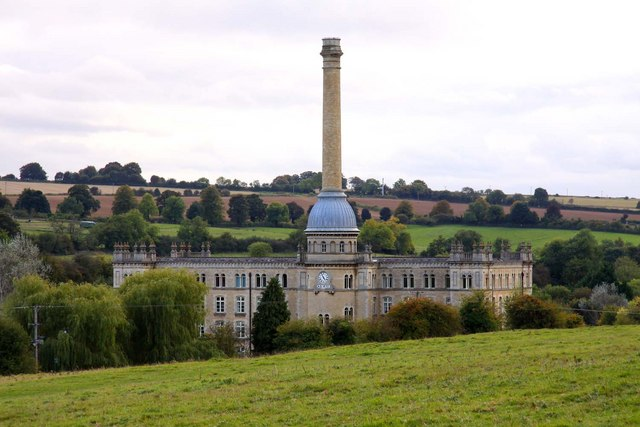
Bliss Mill, Chipping Norton (Royaume-Uni).
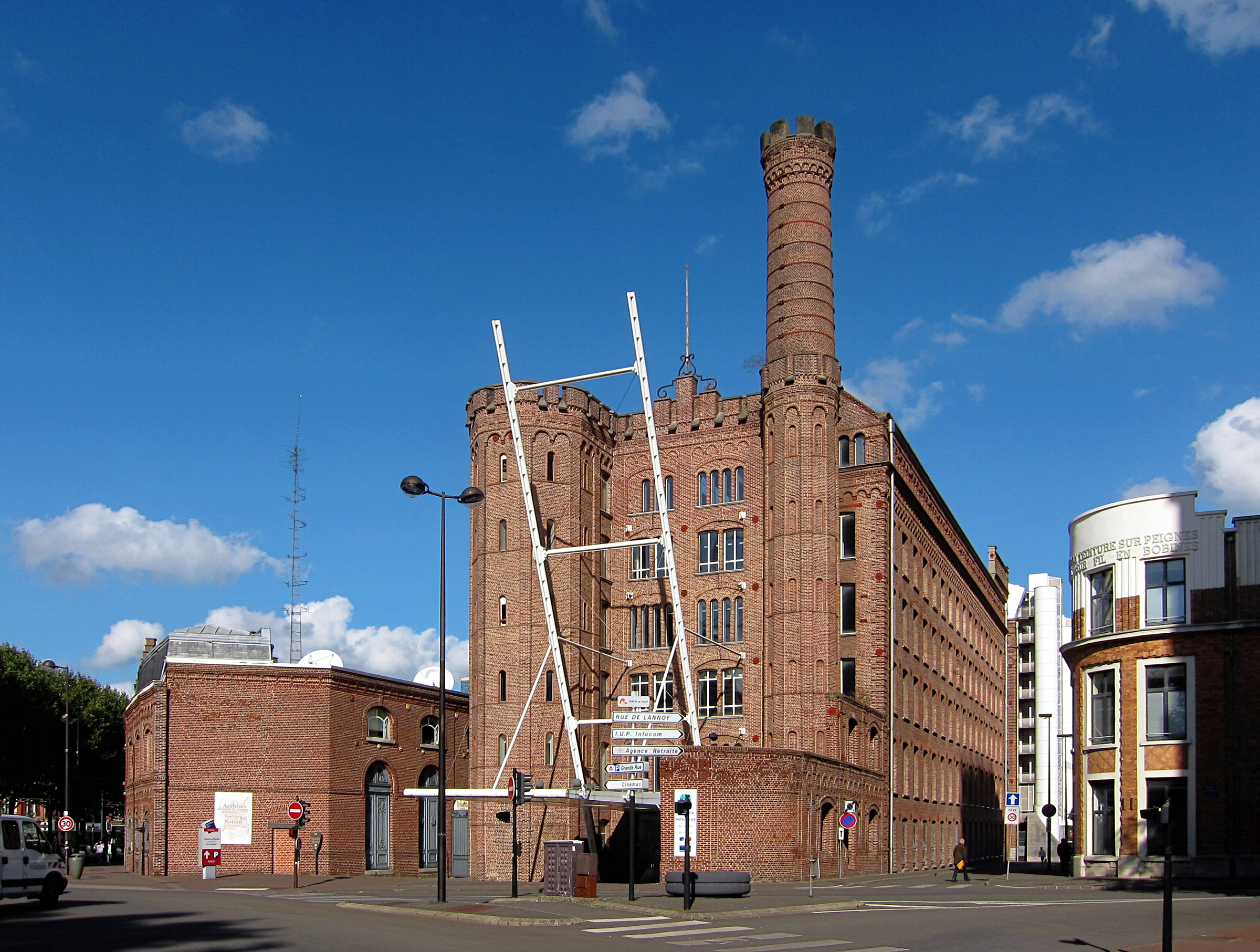
Archives nationales du monde du travail, Roubaix (France).
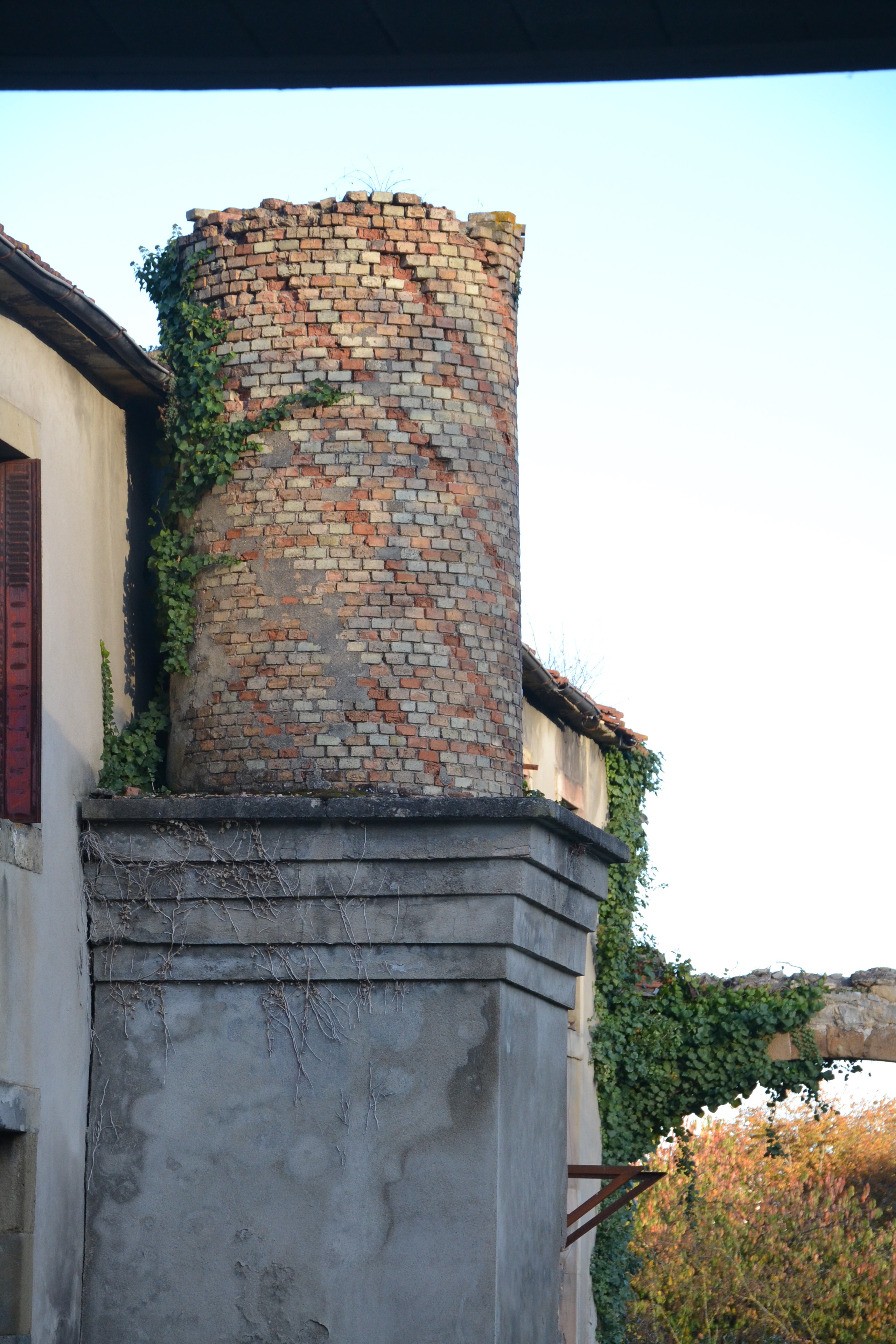
Ancienne usine Bez, La Bastide-sur-l'Hers (France).

## Histoire

### Premières cheminées

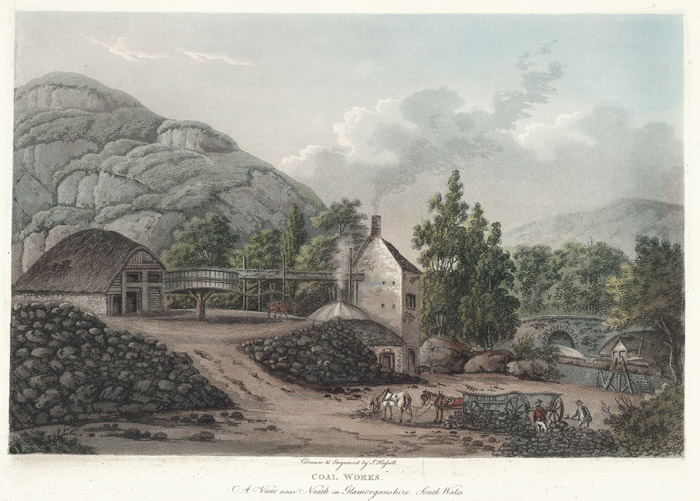
Représentation d'une « pompe à feu » Newcomen (Pays de Galles, 1798).

Dans l'Antiquité, il est fait mention de fourneaux dont la grande hauteur permet l'évacuation des fumées. Ainsi, entre autres références, Strabon évoque dans sa Géographie la « grande élévation » donnée aux fours où les Turdétans, peuple du sud de la péninsule ibérique, fondent l'argent, « pour que la fumée, qui se dégage du minerai et qui de sa nature est lourde et délétère, se dissipe plus aisément en s'échappant plus haut dans l'air ».
À l'époque moderne, le développement des cheminées industrielles s'appuie sur des observations anciennes, et quelques textes précurseurs, comme Novi Forni Philosophici, publié en Allemagne en 1647 par un alchimiste conscient de l'incidence déterminante des différences de pression dans le fonctionnement des foyers.
Les cheminées industrielles se développent dans le cadre de la Première révolution industrielle qui démarre au XVIIIe siècle en Grande-Bretagne, et dont le moteur est l'invention et le développement de la machine à vapeur. Entre le milieu du XVIIe siècle et le début du XVIIIe siècle, les travaux d'Edward Somerset et de l'ingénieur Thomas Savery améliorent la connaissance et la compréhension de la vapeur d'eau, aboutissant à la mise au point des premiers prototypes de machines à vapeur. Savery élabore ainsi une machine censée permettre l'évacuation des eaux infiltrées au fond des mines.
Dans les années 1710, dans les Midlands et le Nord-Est de l'Angleterre, les premières « pompes à feu » sont édifiées. Mises au point par Thomas Newcomen, qui leur donne son nom en anglais (Newcomen engine), elles permettent également l'exhaure des eaux s'infiltrant dans les puits de mine des bassins houillers. Si sur les premiers modèles, la fumée de combustion de la machine à vapeur est évacuée par une simple bouche d'aération, ou un dispositif semblable à une cheminée domestique, la présence d'une cheminée est attestée ultérieurement. Dans le courant du XVIIIe siècle, des « pompes à feu » sont installées en Europe continentale, notamment en Belgique (Jemeppe-sur-Meuse en 1720) et en France (Fresnes-sur-Escaut en 1732), pour la compagnie des mines d'Anzin. Plusieurs de ces édifices demeurent en place au XXIe siècle.

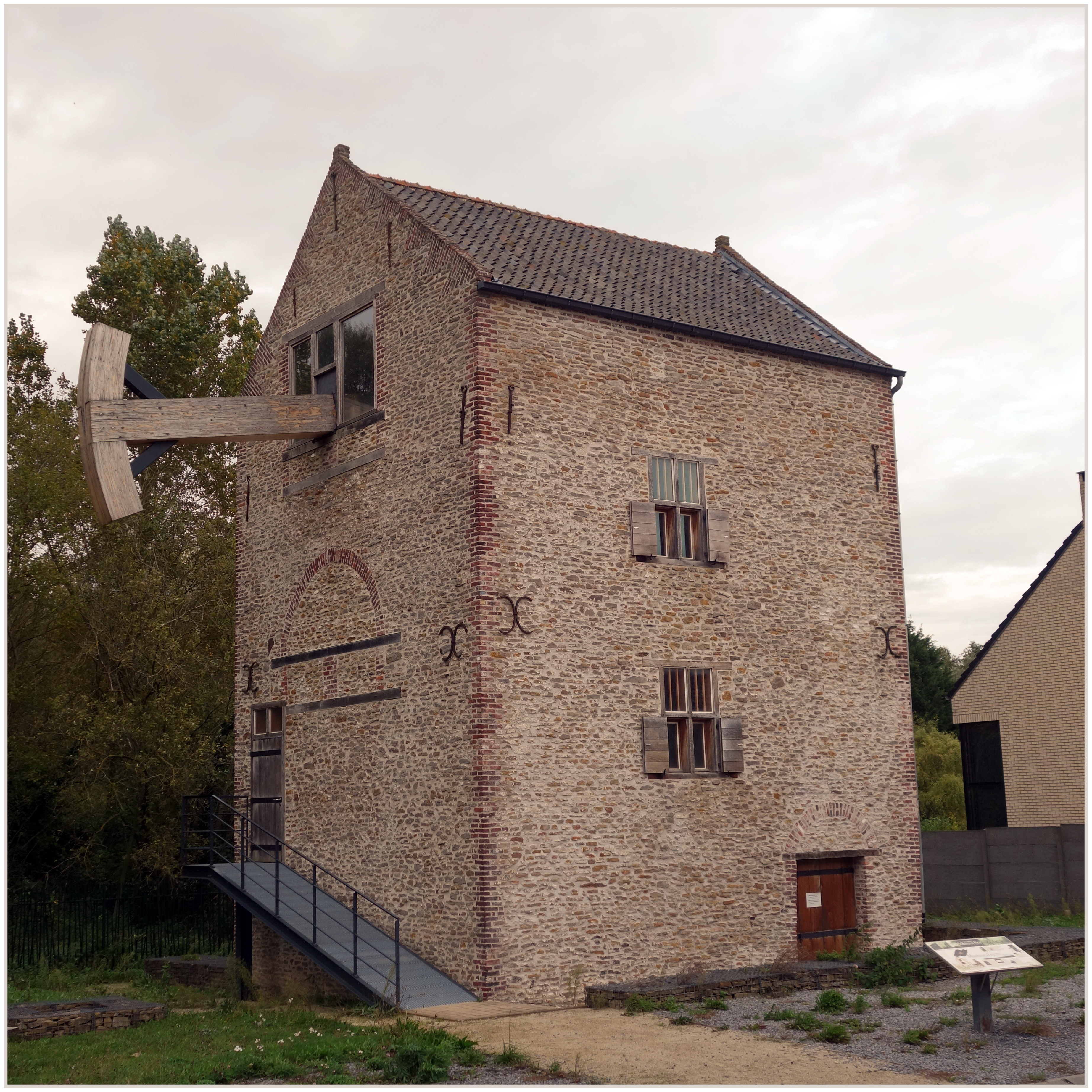
Machine à feu de Bernissart (Hainaut, Belgique) : modèle du XVIIIe siècle sans cheminée apparente.
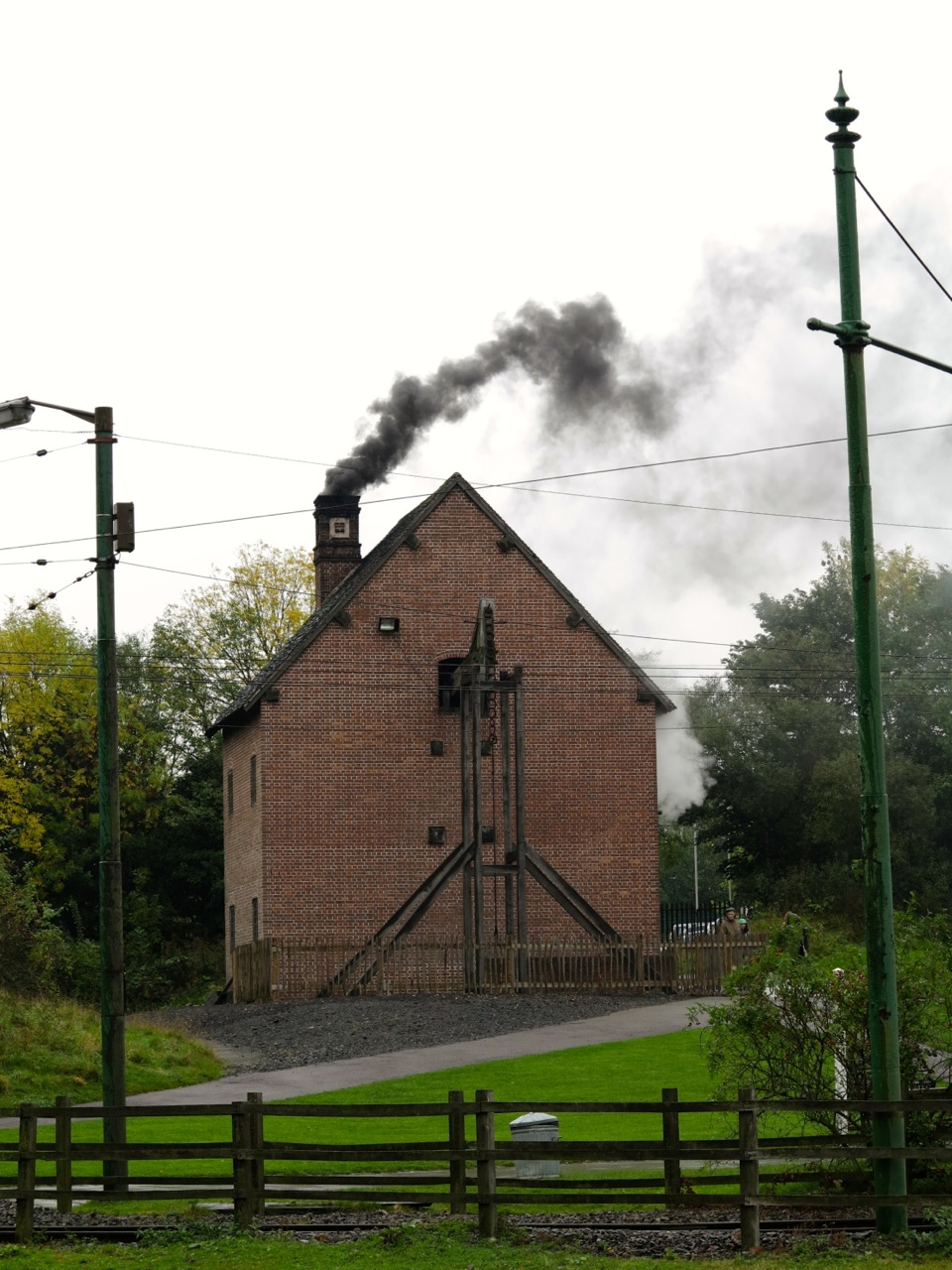
Fonctionnement de la machine de Newcomen de Dudley, dans les Midlands de l'Ouest en Angleterre (réplique de 1712).
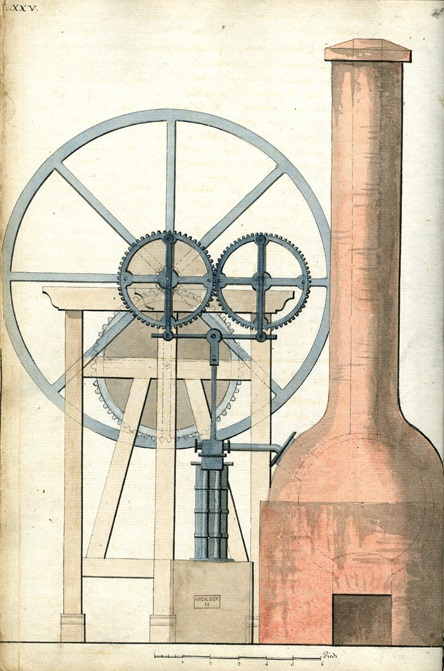
Machine d'extraction de 1800 et représentation d'une cheminée associée, houillères de Littry (Calvados, France).
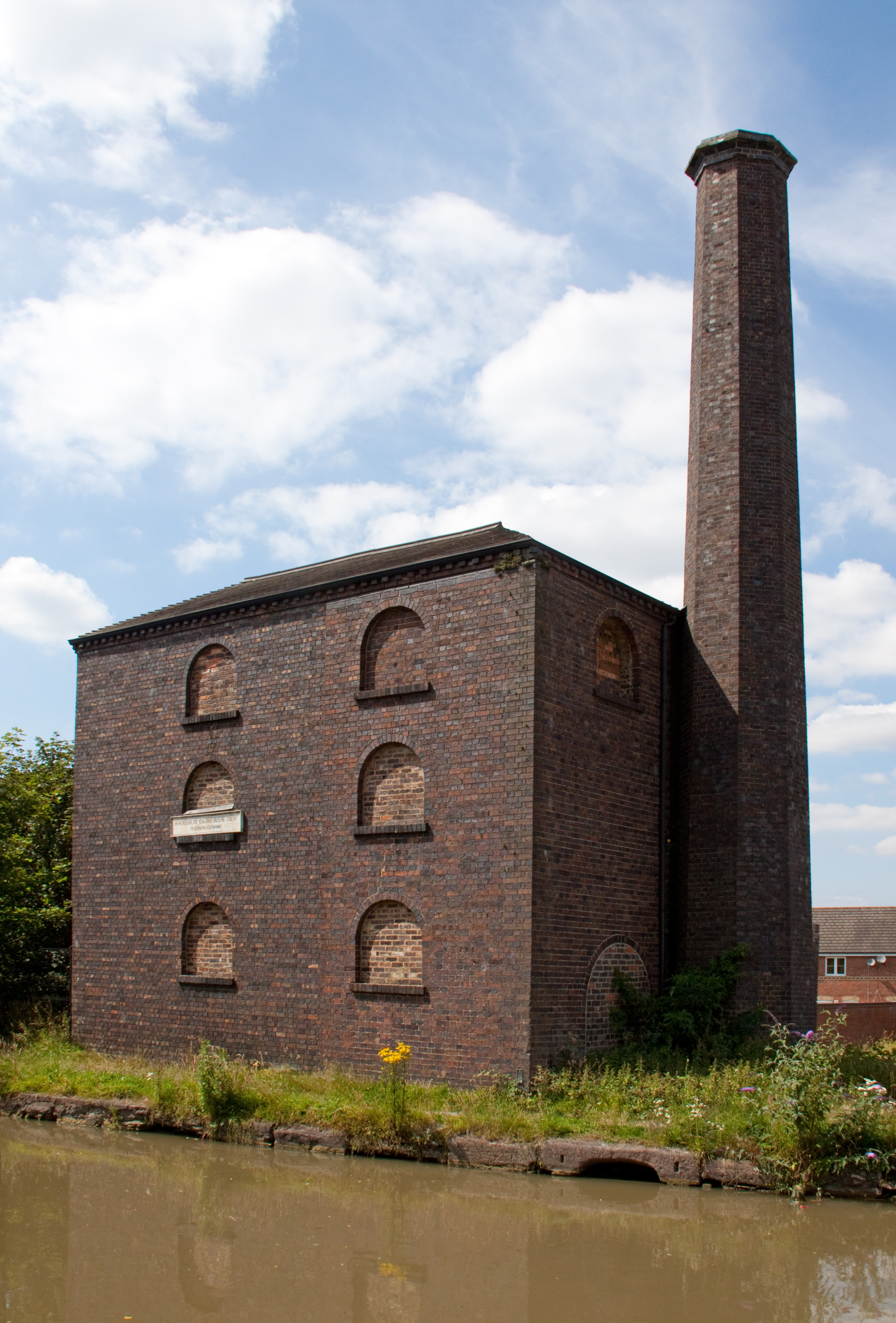
La machine de Hawkesbury, dans le Warwickshire, dans sa version du début du XIXe siècle.

C'est également au XVIIIe siècle que des cheminées commencent à apparaître à proximité d'autres installations industrielles émergentes ou jusqu'alors artisanales : fours à chaux, verreries, mines de cuivre, salines… Les mines de plomb argentifère disposent également de cheminées permettant l'évacuation des fumées issues de la fonte du minerai. La plus ancienne cheminée d'un four de fonte du plomb encore en place se trouve à Ashover, dans le Derbyshire, en Angleterre ; l'édifice est attesté dès 1770. À Stoke-on-Trent, l'action de Josiah Wedgwood, qui assure l'essor de l'entreprise de faïence qu'il a créée en 1759, se traduit aussi par le développement de machines actionnées par la vapeur, surmontées de nouvelles cheminées.

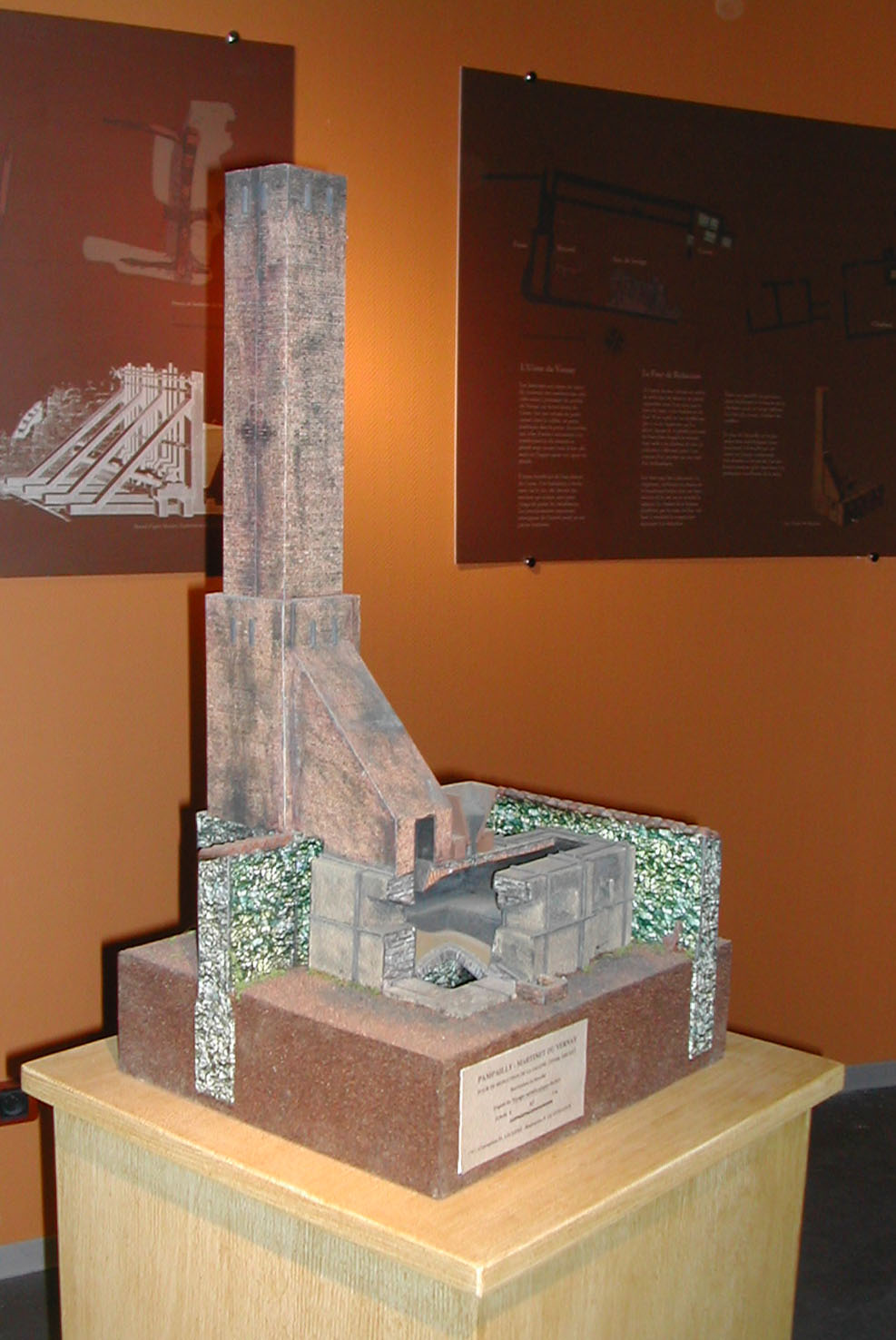
Représentation du four de l'ancienne mine d'argent de Brussieu (Rhône, France), XVIIIe siècle.
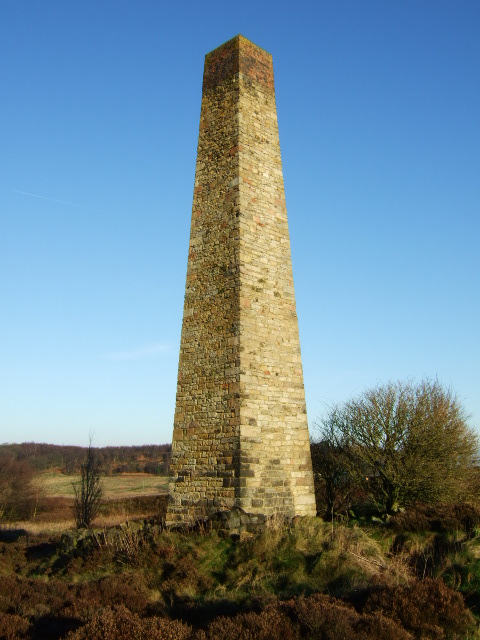
Cheminée du lead smelt mill de Stone Edge, Ashover, Angleterre (1770).
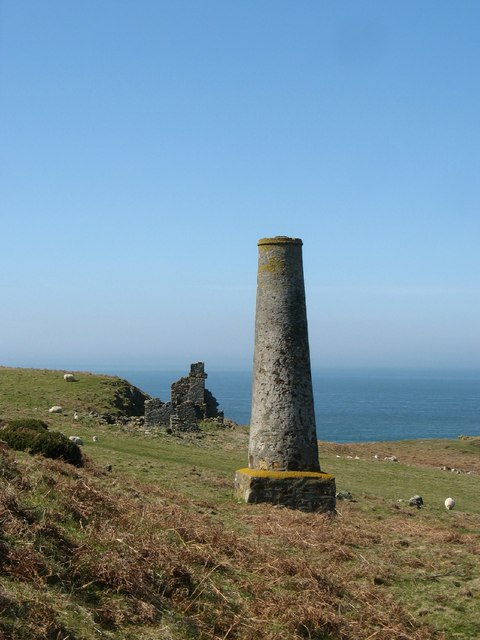
Vestiges de la cheminée d'une ancienne mine de cuivre à Anglesey, pays de Galles (fin XVIIIe siècle).

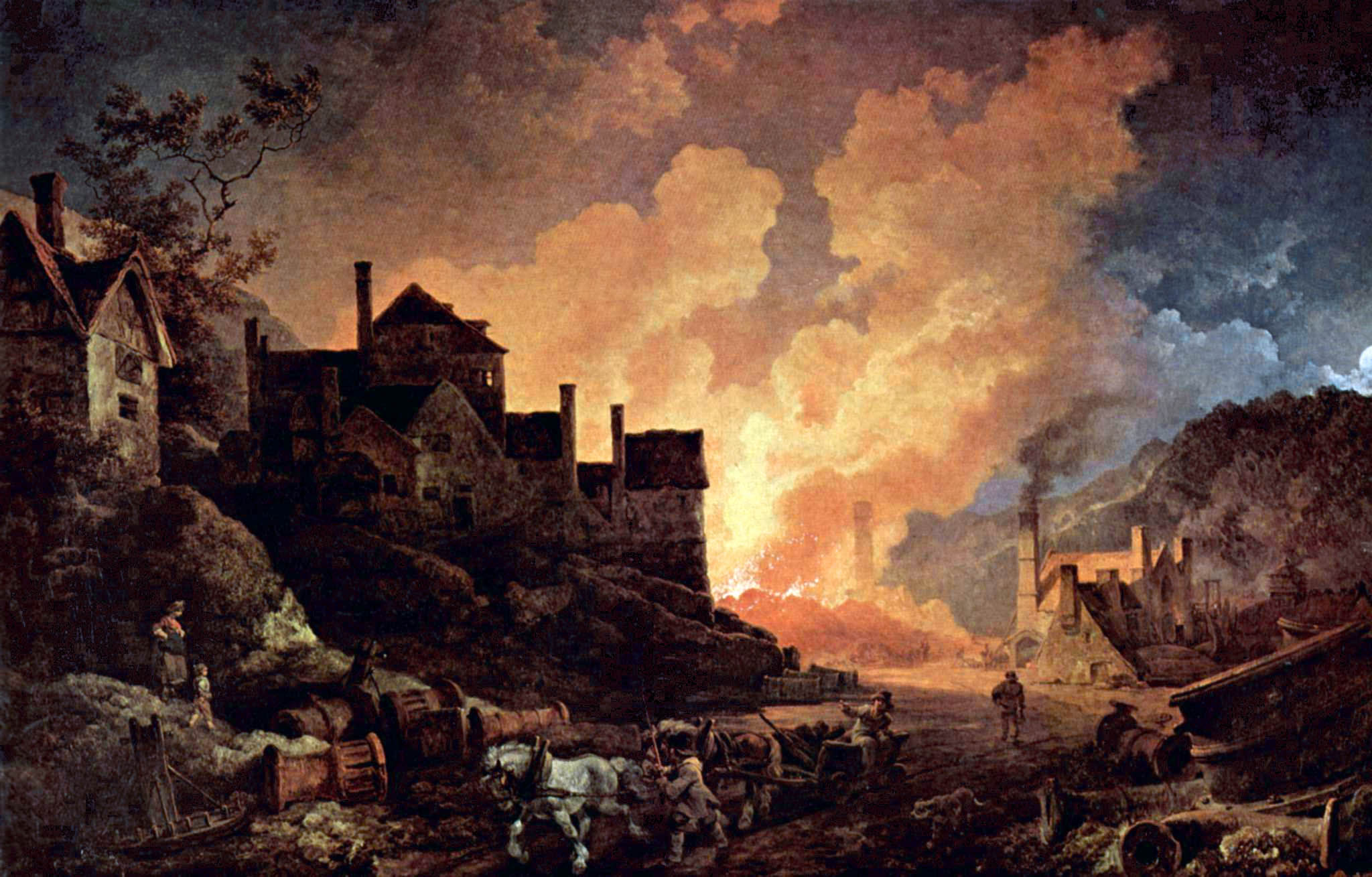
Coalbrookdale de nuit, toile de Philippe-Jacques de Loutherbourg réalisée en 1801, représentant Coalbrookdale, foyer mondial de la fonte au plomb.

Dans la sidérurgie, l'usage du coke comme combustible associé à la vapeur multiplie la présence des cheminées, en premier lieu dans la vallée de la Severn, dans le dernier quart du XVIIIe siècle. Les premiers hauts fourneaux ressemblent à des pyramides tronquées. À la fin du XVIIIe siècle, la mise au point du puddlage, nouveau procédé permettant la production de fonte résistante car pauvre en carbone, occasionne la création de fours à réverbère spécifiques surmontés d'une cheminée. De façon décisive, les améliorations substantielles apportées par James Watt à la machine à vapeur à partir des années 1770 renforcent la puissance et l'utilité des chaudières, donc les dimensions des cheminées, dont le poids croissant impose des fondations plus profondes et la construction de bâtiments dédiés. Les chaudières sont progressivement dissociées de l'engine house. 

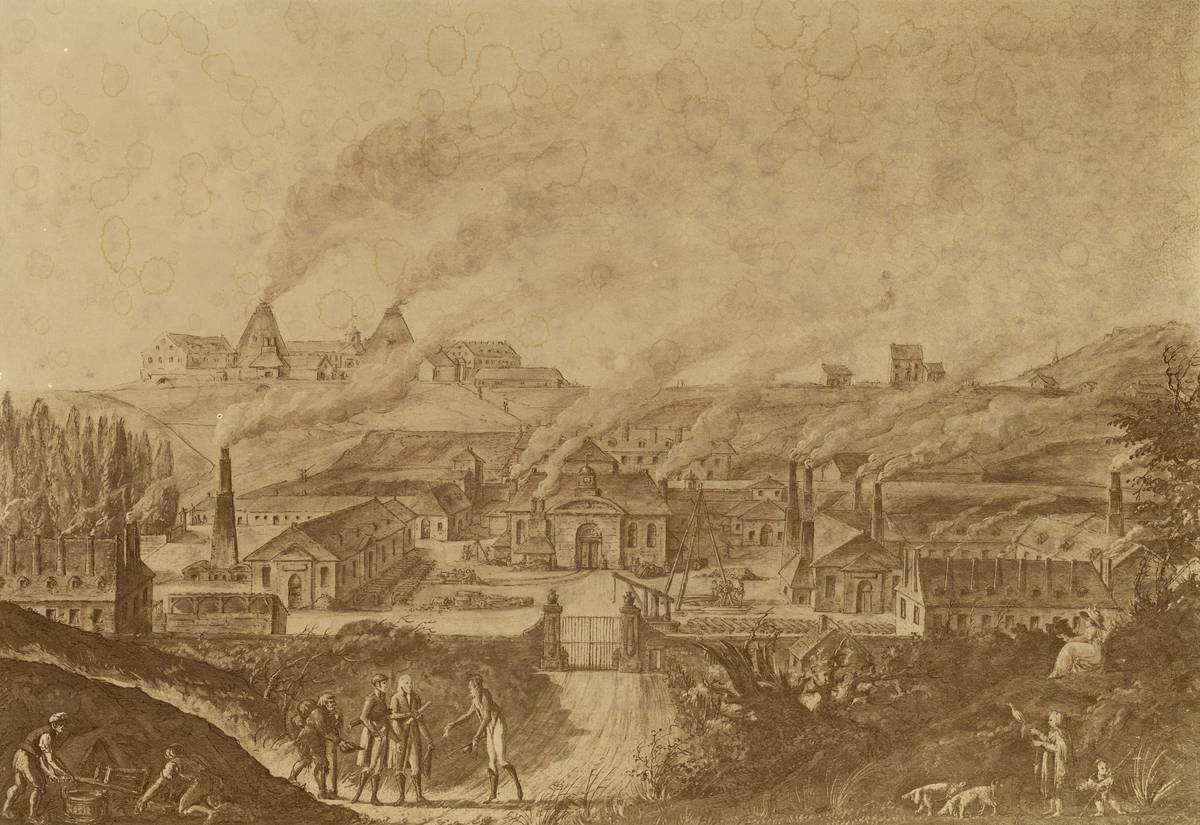
Cheminées de la fonderie royale du Creusot (Saône-et-Loire, France), en 1806.

### Améliorations et développement

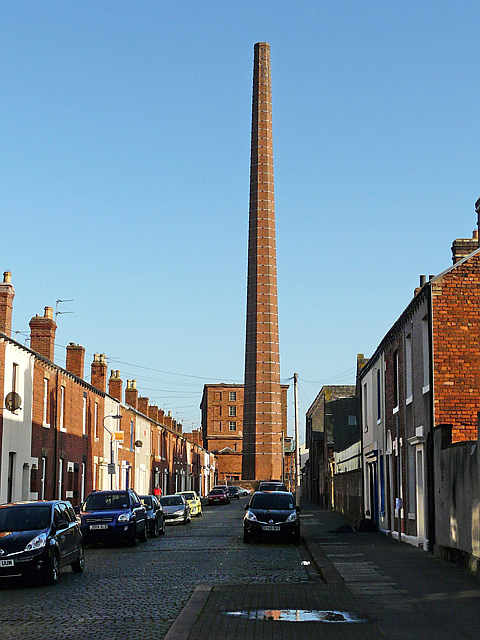
La cheminée de l'usine Shaddon de Carlisle (Angleterre), construite en 1836, atteint initialement la hauteur record de 93 mètres, avant raccourcissement ultérieur.

Les cheminées se généralisent au début du XIXe siècle, leur présence étant désormais perçue comme indispensable au bon fonctionnement de foyers plus volumineux. Ainsi, en France, les usines du Calvados au début du siècle disposent de cheminées atteignant les 30 mètres de hauteur en contexte urbain. Les hauteurs sont moindres en milieu rural.
Ces multiples installations confèrent à une région d'Angleterre son surnom de Black Country. Plus globalement, les premières décennies du XIXe siècle correspondent à la généralisation de paysages industriels urbains et non plus semi-ruraux comme c'était encore le cas tout au long du siècle précédent. Les emplois et bâtiments industriels se développent au point de former de véritables agglomérations industrielles. En Grande-Bretagne, le recours à la machine à vapeur se généralise dans les autres secteurs de l'industrie, notamment l'industrie textile, à partir des années 1780 et surtout au début du XIXe siècle, et permet aux usines de s'éloigner des cours d'eau dont elles ne sont plus dépendantes sur le plan énergétique. Dans la bonneterie, la filature et le tissage, autant dans le coton que la laine, de nouvelles hautes usines encadrées de cheminées se multiplient. 
De manière générale, l'augmentation de la dimension des cheminées, qui les éloigne définitivement des cheminées domestiques, nécessite un renforcement de leurs parois, et la mise au point de nouvelles techniques de construction, comprenant notamment l'amincissement progressif de l'épaisseur des murs à mesure de leur élévation, principalement à partir du début du XIXe siècle. Les cheminées demeurent encore majoritairement de forme rectangulaire, la forme circulaire causant des difficultés, notamment dans la persistance d'interstices entre les briques quadrangulaires. Mais l'accroissement continu des hauteurs et la mauvaise résistance au vent des édifices carrés rendent plus favorables les constructions octogonales et circulaires, qui se généralisent à partir des années 1820.

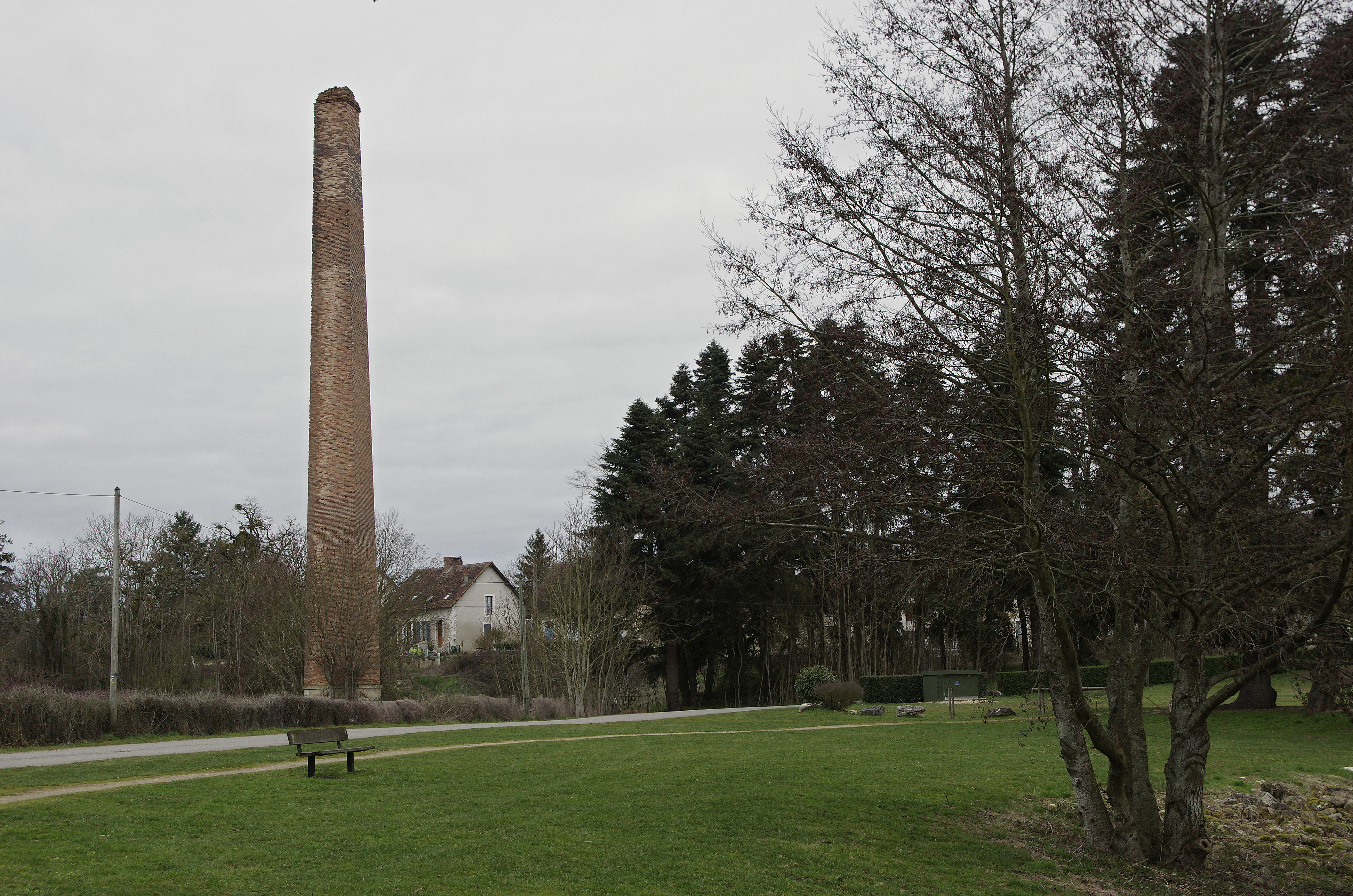
Cheminée carrée en brique de 1839 des anciennes forges de Mareuil-sur-Arnon (Cher, France).
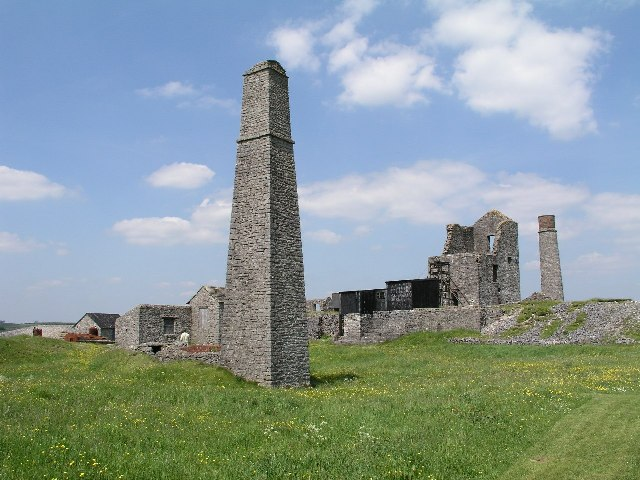
Cheminées en pierre de 1840, carrée et circulaire, de l'ancienne mine de plomb de Magpie, à Sheldon, dans le Derbyshire (Angleterre).
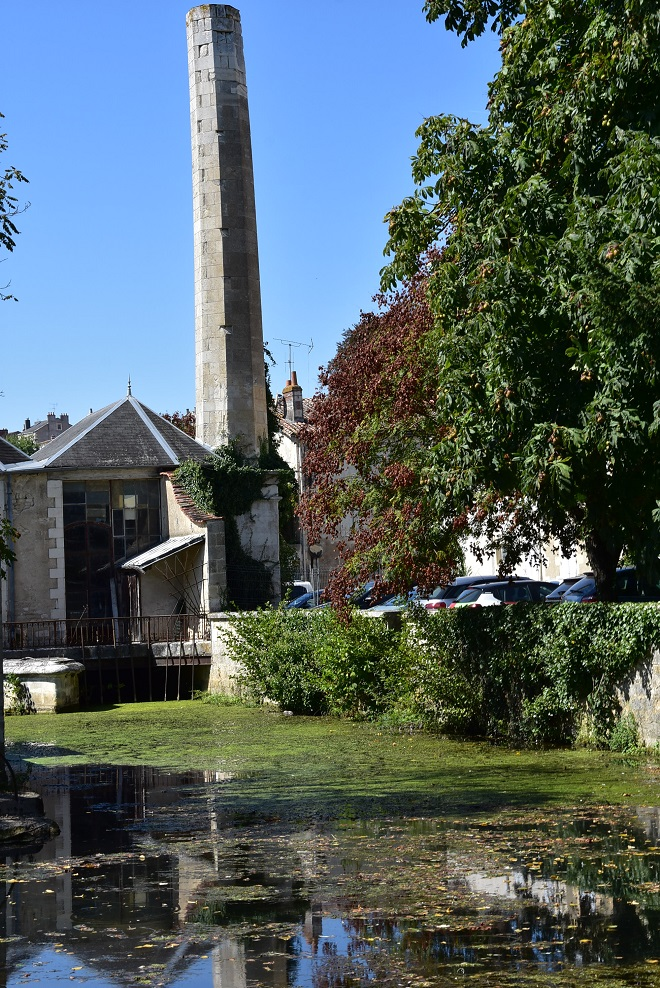
Cheminée octogonale en pierre de 1851 à Saint-Maixent-l'École (Deux-Sèvres, France).

La technologie du four à réverbère est améliorée.
Au début de leur plein développement, dans la première moitié du XIXe siècle, les cheminées sont assez largement perçues positivement par les commentateurs, essayistes et ouvriers britanniques, associées à la rationalisation économique et à la productivité, et surtout susceptibles d'éloigner des sens les rejets gazeux et d'éviter la manipulation de matières problématiques.

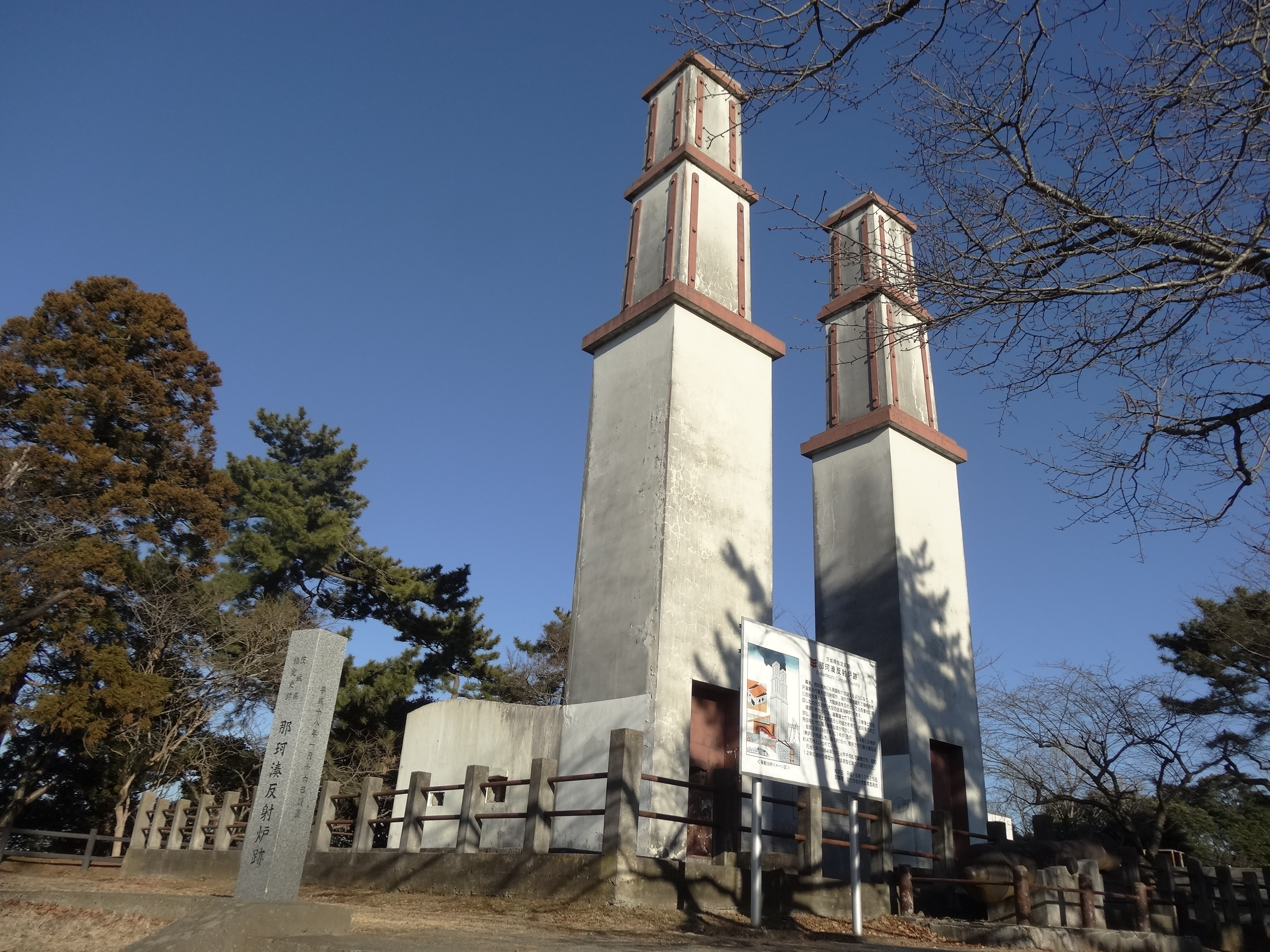
Cheminées d'un four à réverbère des années 1860, d'une ancienne fonderie de canons en fer, au Japon.
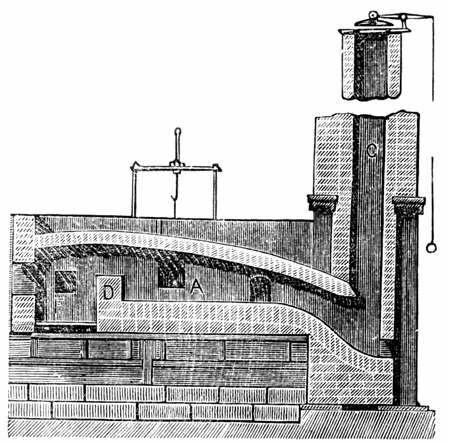
Représentation d'un fourneau pour le puddlage (1881).

### Apogée

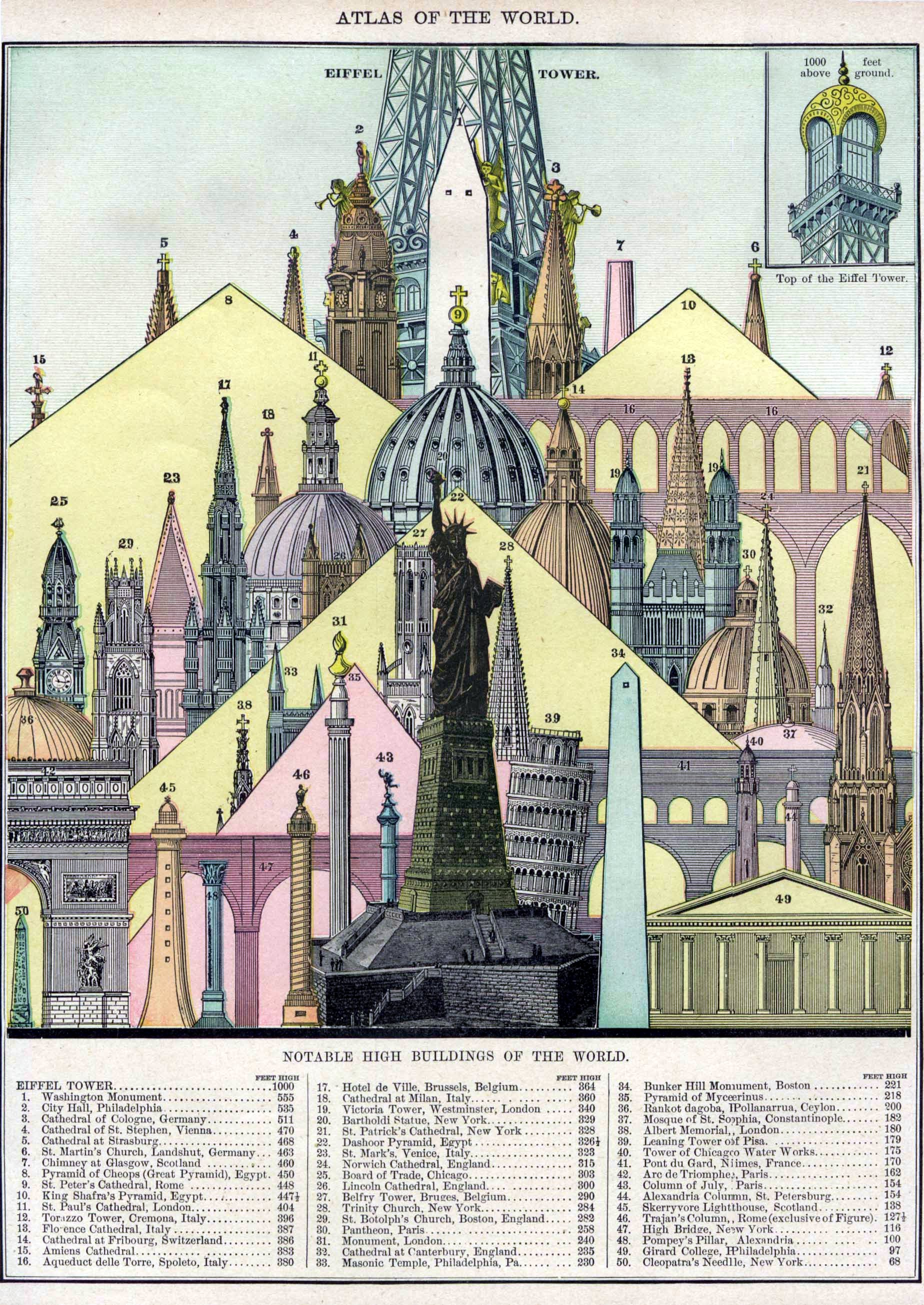
Représentation d'une cheminée d'usine à Glasgow de 460 pieds de haut (soit 140 m) dans un Universal Atlas of The World de 1896 (notée n°7 sur le schéma).

Dans le courant du XIXe siècle, les cheminées industrielles atteignent des hauteurs très importantes. Le cas de la cheminée de l'usine de Charles Tennant à Springburn, près de Glasgow, mesurée à près de 140 m dès 1840, est emblématique de ces nouvelles prouesses architecturales.
Le développement industriel important que connaissent les grandes agglomérations à la fin du XIXe siècle et au début du XXe siècle multiplie la présence des cheminées d'usine à proximité des habitations. La commune de Paris compte 426 cheminées en 1912.
Ces édifices sont à la fois l'exutoire et le symbole de la pollution générée par l'industrie.
La cheminée d'usine apparaît comme l'un des éléments identitaires des paysages industriels britanniques du XIXe siècle, dans les écrits de plusieurs observateurs comme Alexis de Tocqueville (Voyage en Angleterre, Irlande, Suisse et Algérie, publié à titre posthume en 1957 mais daté de 1835 environ) ou Hippolyte Taine (Notes sur l'Angleterre, 1872).

### Cheminées rampantes
A Marseille, la présence d'une industrie très polluante liée à celle de reliefs importants a conduit à la construction de cheminées rampant à flanc de colline pour déboucher parfois sur une cheminée traditionnelle de très faible hauteur. On trouve nombre de ces cheminées rampantes parfois même dans des calanques très fréquentées, malgré des niveaux de pollution du sol très élevés sur l'emplacement du rampant.

### Innovations techniques

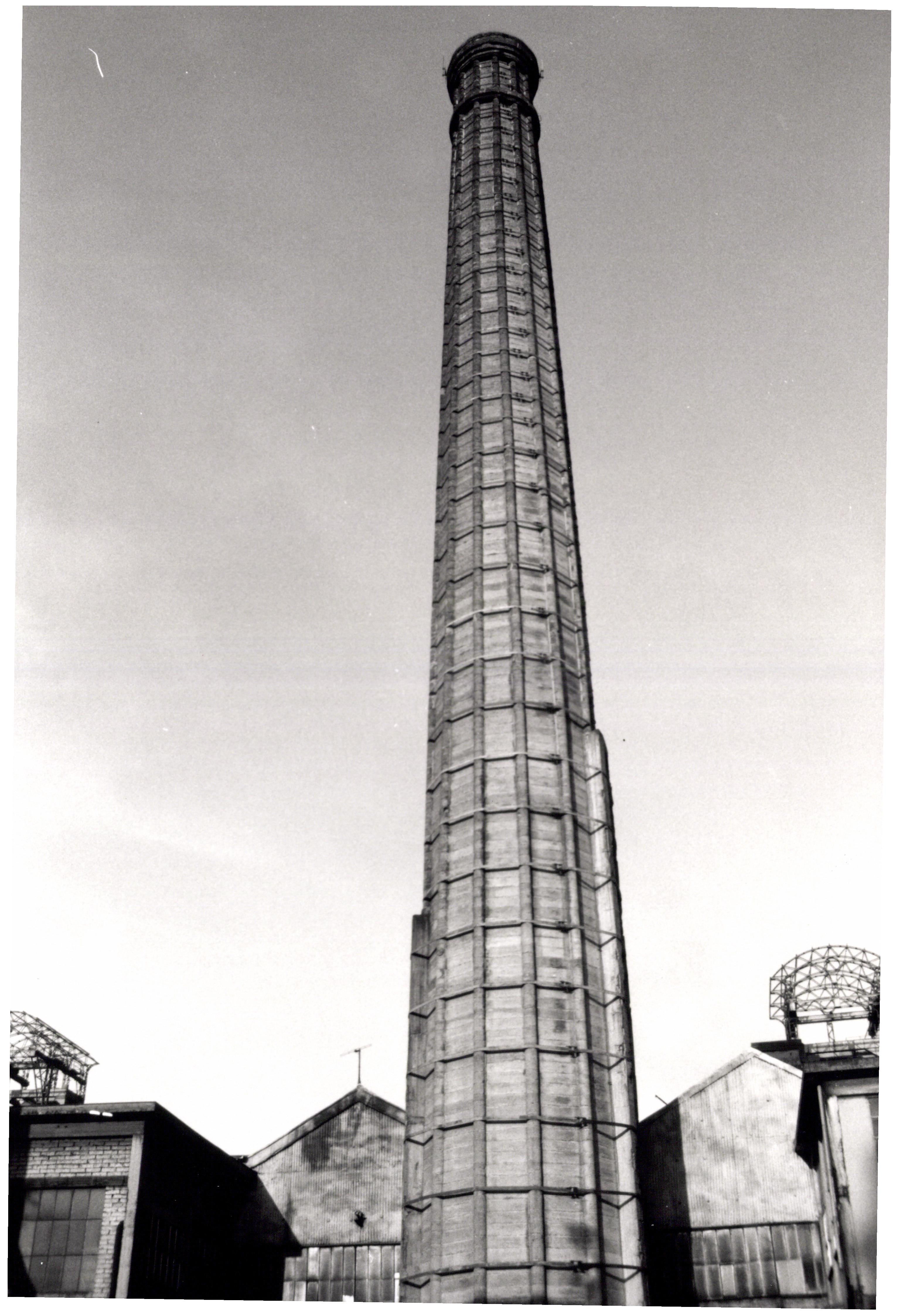
Cheminée en béton armé de type « Monnoyer », mines de charbon de Heusden-Zolder (Limbourg, Belgique).

La mise au point du béton armé à la fin du XIXe siècle et son perfectionnement au début du XXe siècle profitent aux cheminées industrielles. Le système Monnoyer, qui repose sur le principe de claveaux de béton moulés à l'avance et assemblés sur place, obéit à un brevet déposé en 1906 par la société de Léon Monnoyer, établi en Belgique. Les brevets de François Hennebique sont aussi bénéfiques à l'édification de cheminées en béton armé, dès 1898. Ces nouvelles méthodes de fabrication autorisent des chantiers rapides, assurent résistance et souplesse aux constructions et permettent d'en diversifier les formes (socles carrés, cylindriques, polygonaux…). De nombreuses réalisations audacieuses dans leur hauteur sont effectuées dans les années 1910. 
Certaines cheminées servent aussi de château d'eau, en étant équipées de réservoirs profitant d'une position surélevée.

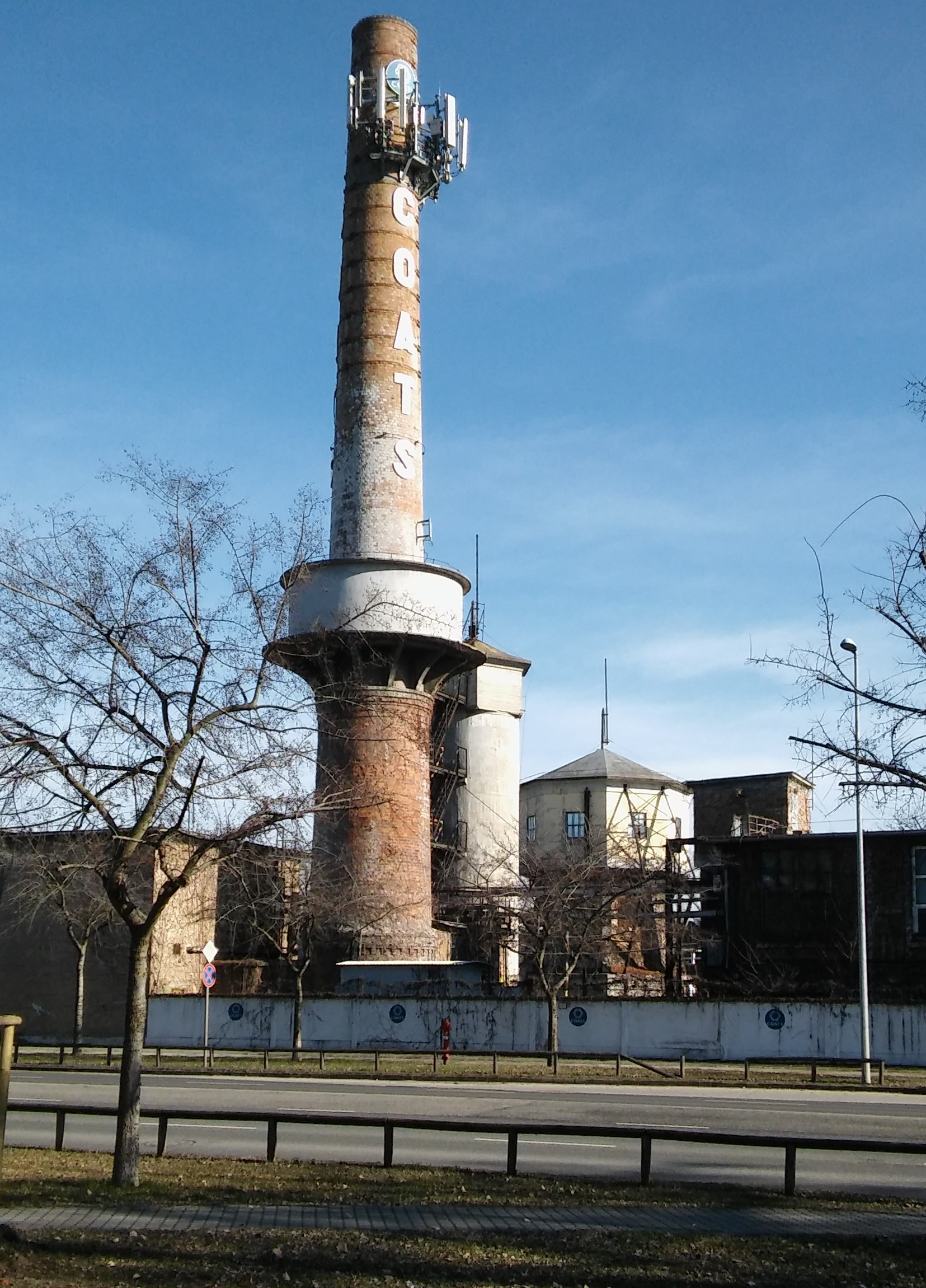
Cheminée avec château d'eau à Budapest.
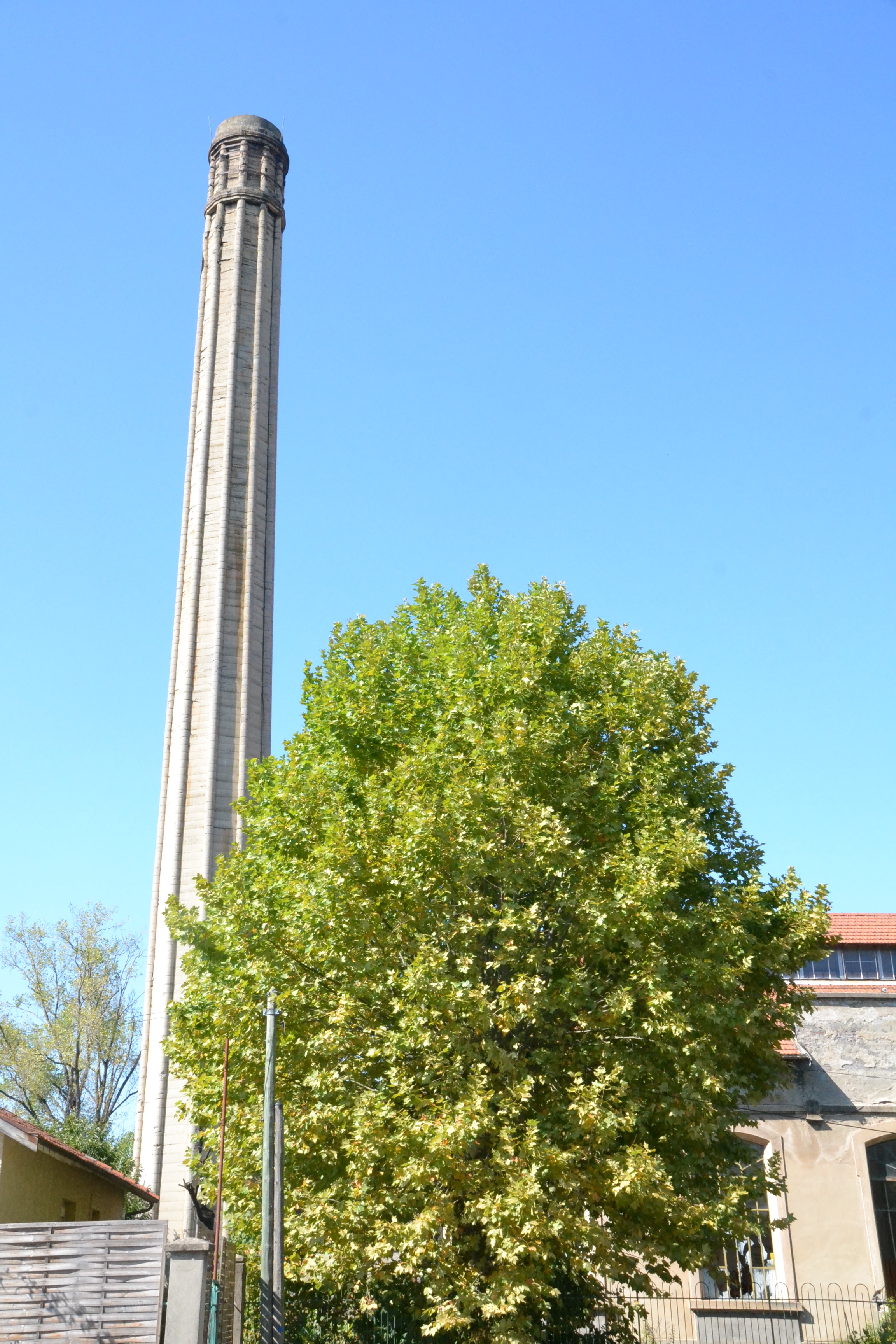
Cheminée en béton, Charvieu-Chavagneux (France).

### Désindustrialisation

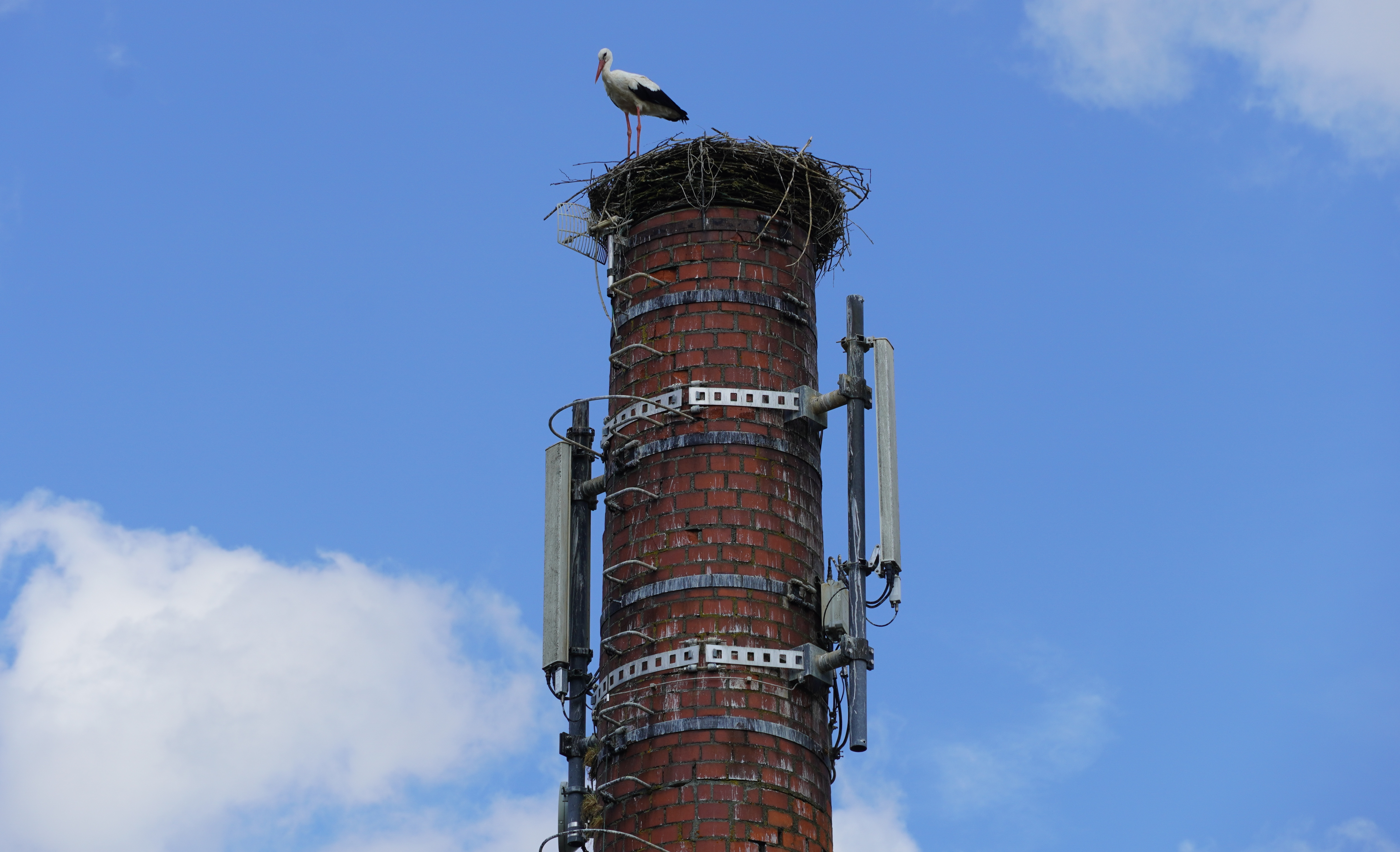
Installation d'oiseaux et d'antennes-relais sur une ancienne cheminée, en Autriche.

La désindustrialisation ou la modernisation de l'industrie, dans de nombreux cas, justifient l'obsolescence de certaines cheminées. Quand elles ne sont plus utilisées et de fait plus entretenues, les cheminées se dégradent, et nombreuses sont celles qui subissent une démolition. Le coût important d'une réhabilitation, le risque posé par des édifices devenus instables, la difficulté de leur donner une nouvelle utilité, mais aussi le souhait politique de rompre avec une époque passée et ses symboles et le refus de leur attribuer une réalité esthétique, sont des arguments qui favorisent la suppression des cheminées.
L'abattage des cheminées constitue un événement à forte dimension symbolique, marquant à la fois la fin de l'époque industrielle révolue mais aussi de la trace d'une période improductive et « d'un échec collectif, celui d’un déclin économique prononcé ».

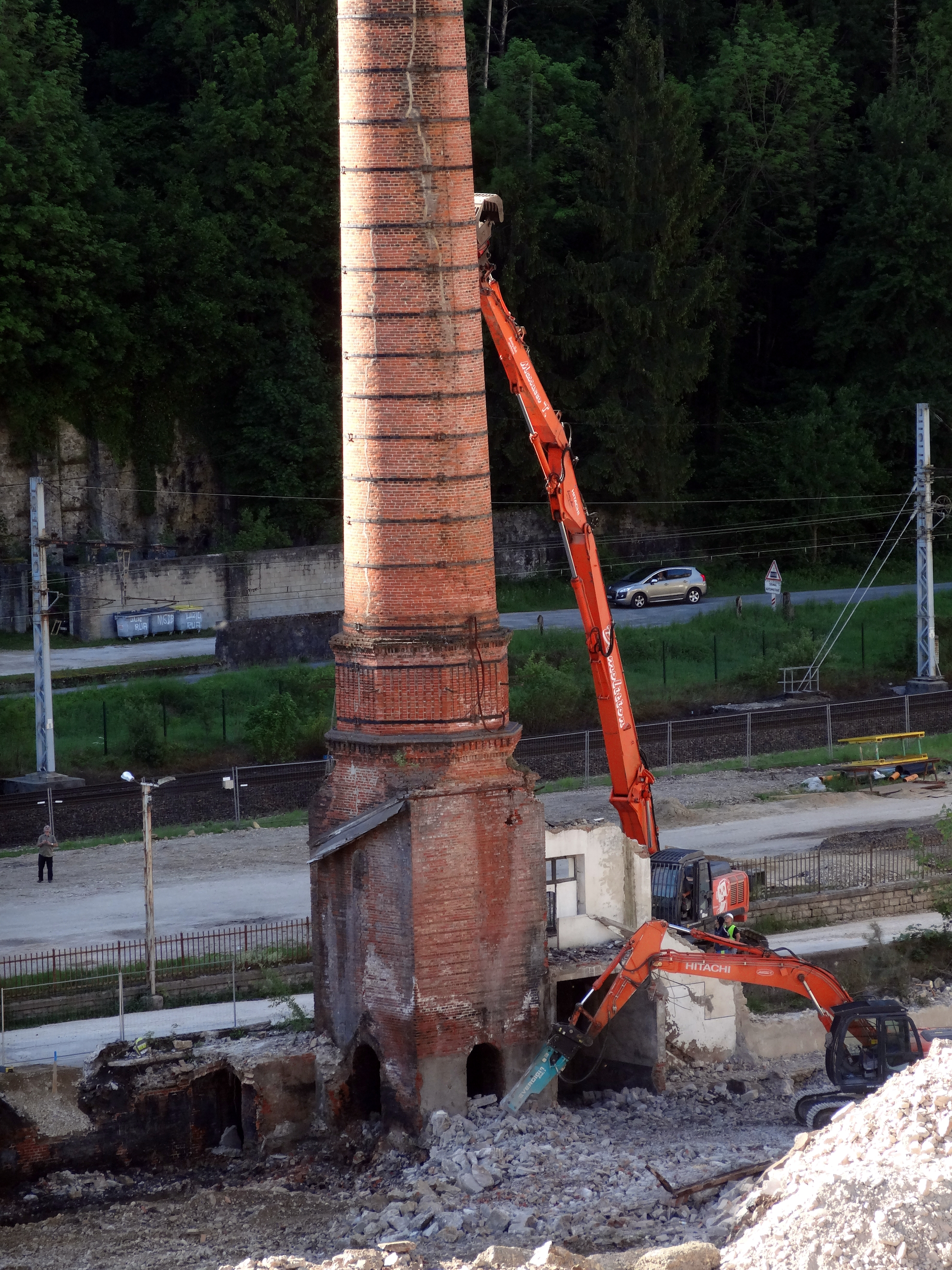
Débuts d'une opération de démolition de cheminée, ici la Schappe de Saint-Rambert (France).
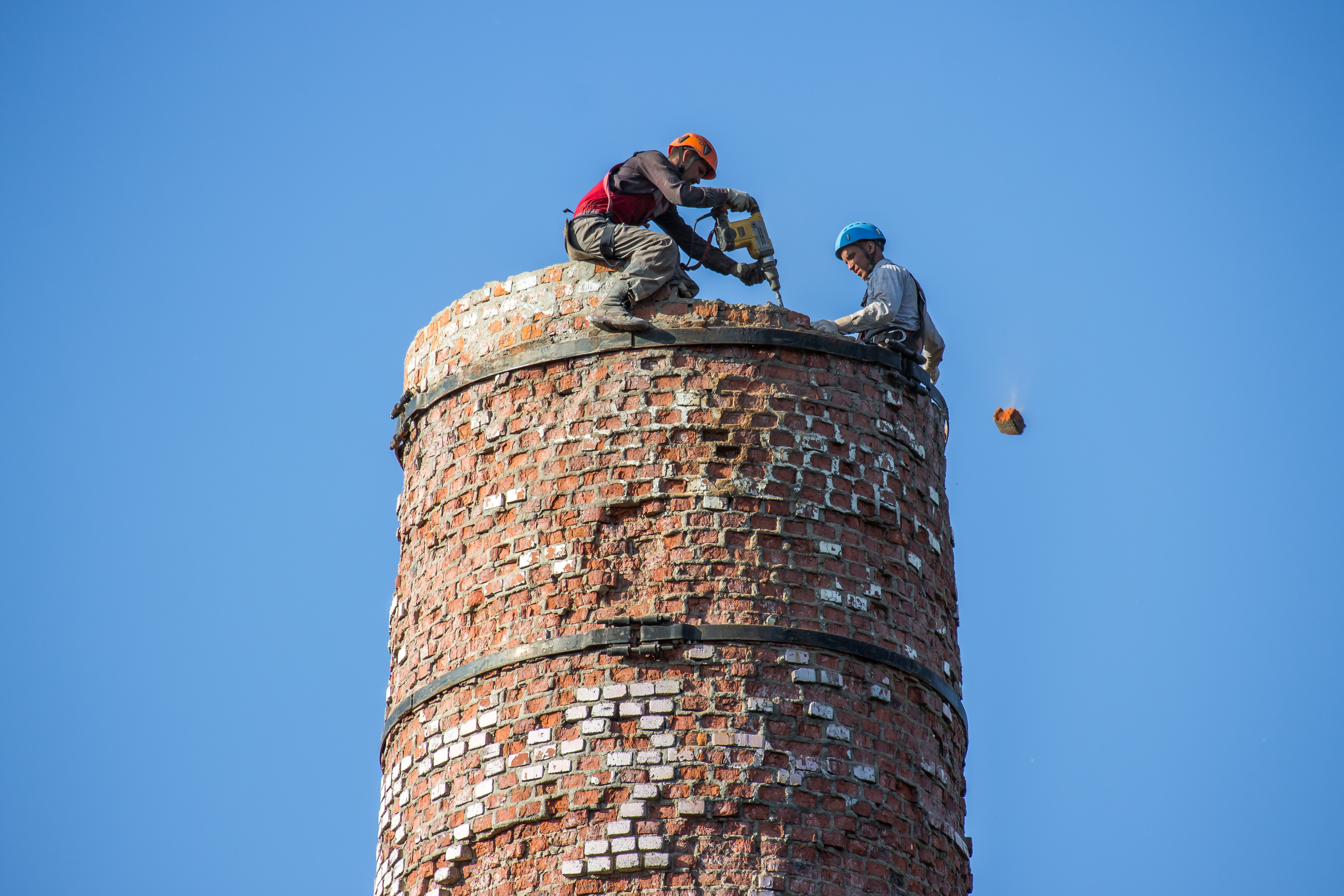
Démolition manuelle en Russie.
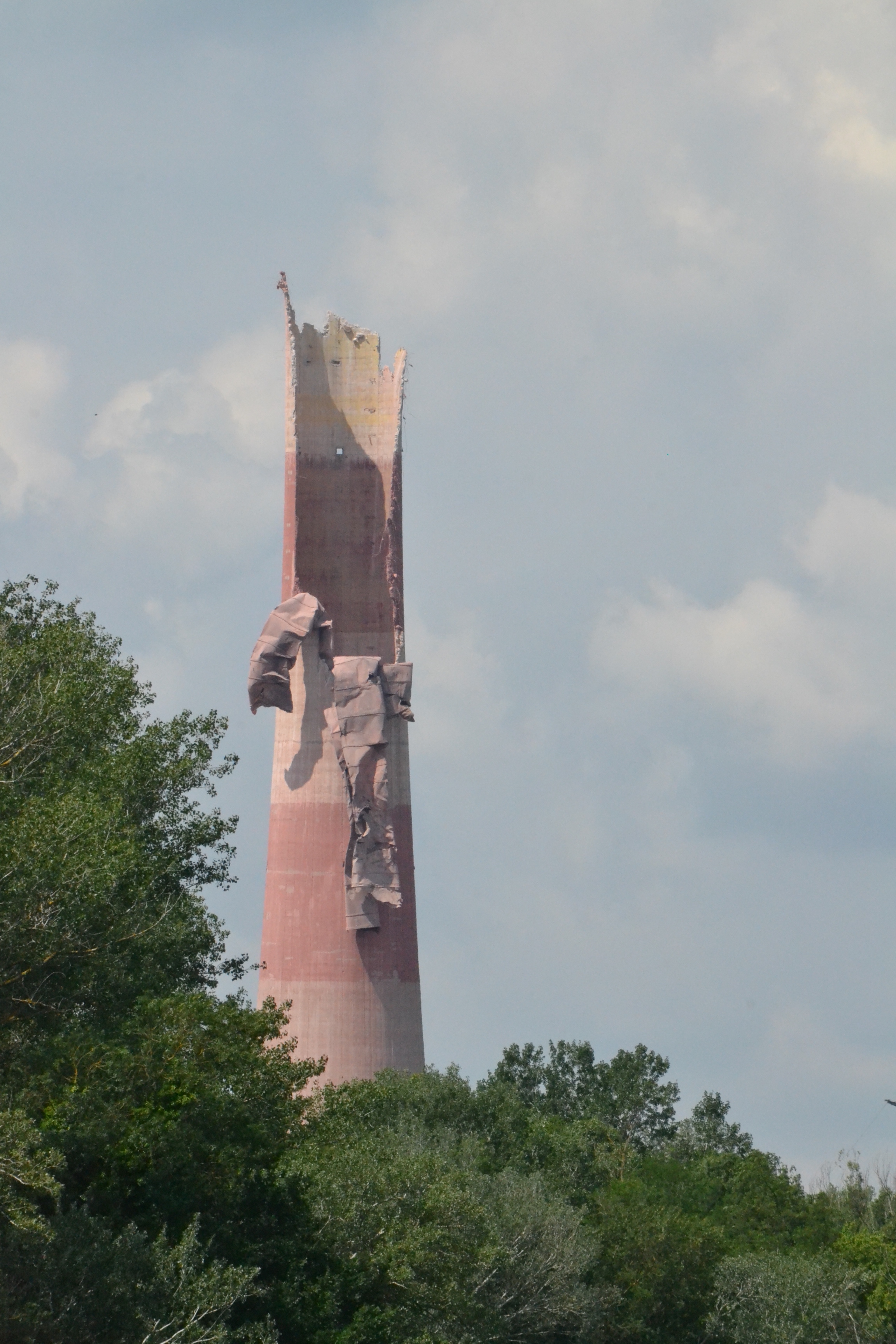
Démolition partielle de la cheminée de la centrale thermique d'Aramon (France).
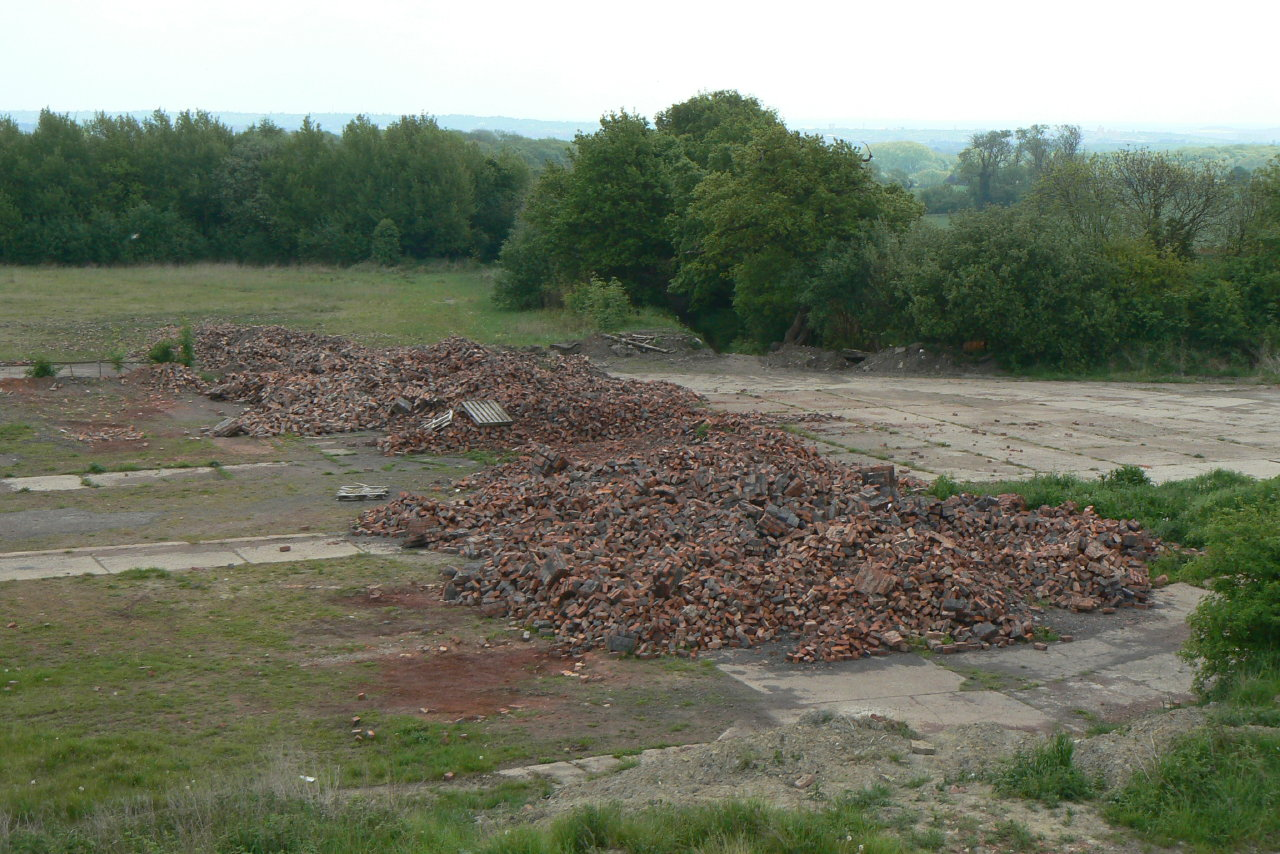
Ruines d'une cheminée détruite au Royaume-Uni.

Dans certains cas, les cheminées sont conservées et entretenues car on leur trouve une nouvelle utilité concrète, avec la pose de paratonnerres ou d'antenne-relais de téléphonie mobile. L'installation de ces dernières sur certaines cheminées en briques suscite parfois la controverse,  les travaux étant accusés de fragiliser la structure initiale.

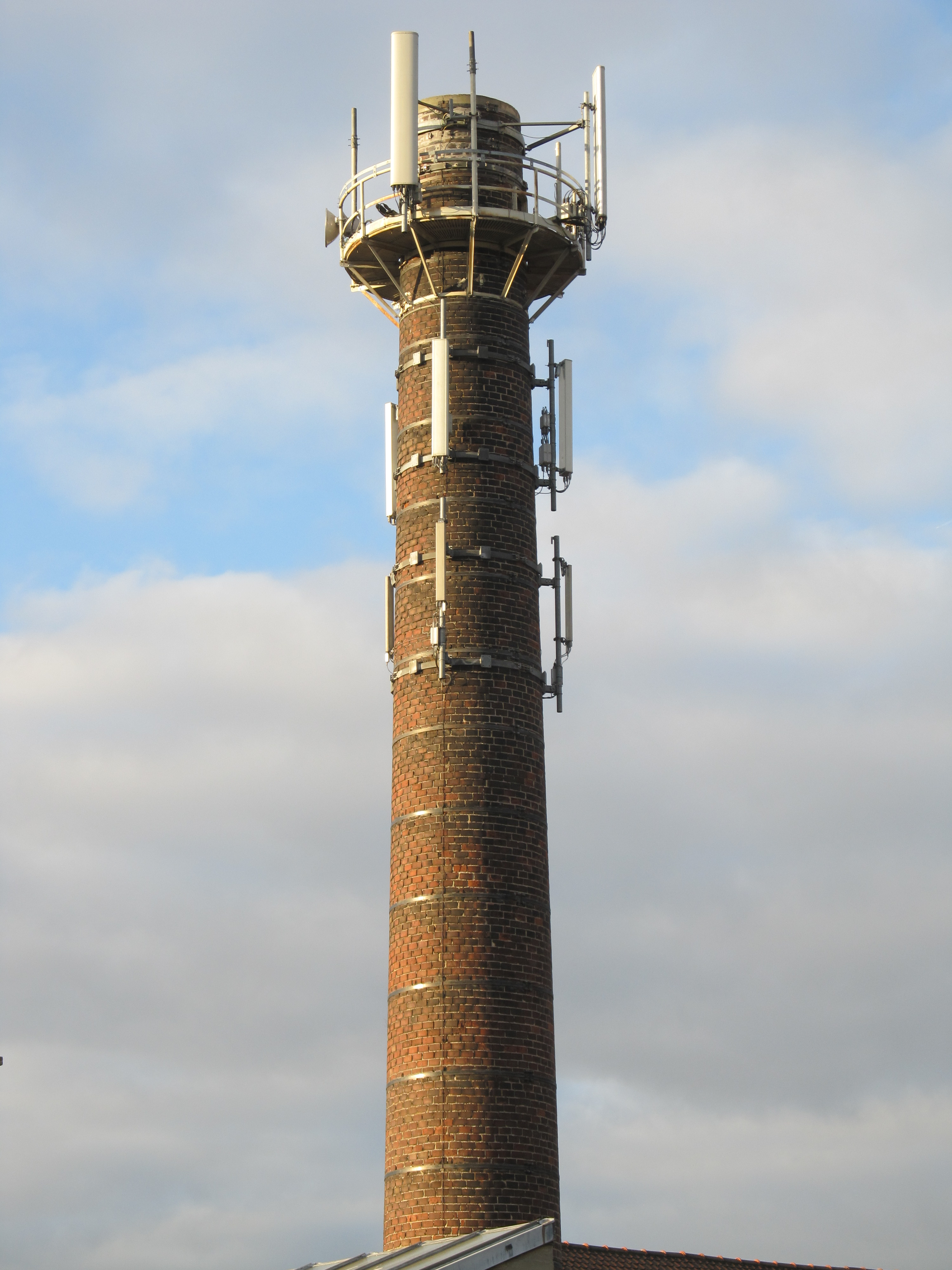
Antennes-relais sur une cheminée à Zaventem (Belgique).

Le devenir des cheminées de sites industriels désaffectés peut créer le débat à l'échelle locale, entre partisans d'une démolition et défenseurs d'une patrimonialisation,.

### Cheminées contemporaines
Pour autant, un grand nombre d'industries conserve le besoin d'utiliser des cheminées, dont l'architecture évolue au gré des nouvelles exigences industrielles, des possibilités architecturales et des normes techniques et environnementales. Alors que la construction en briques est abandonnée à partir des années 1960, elles sont désormais en acier, ou mêlent métal et béton armé, et disposent d'un « double chemisage » permettant d'isoler au mieux l'extérieur de l'intérieur. Des tests en soufflerie pour éprouver le comportement des édifices face aux vents, des études approfondies sur la résistance des matériaux sont réalisés en amont.
En Europe, les cheminées doivent être conformes à la norme EN 13084 relative aux « cheminées auto-portantes »,. Cette norme incite notamment à des contrôles réguliers, sans les obliger, idéalement tous les deux ans, et la réalisation d'un rapport comportant des recommandations d'entretien et de réparation. En France, plusieurs textes complètent le dispositif réglementaire encadrant la construction et la maintenance des cheminées industrielles, tels l'article R224-18 du code de l'environnement.
Il existe désormais plusieurs types de cheminées industrielles en fonction de l'agencement du ou des conduits : mono-conduit, double enveloppe, multi-conduits, cheminée gigogne.

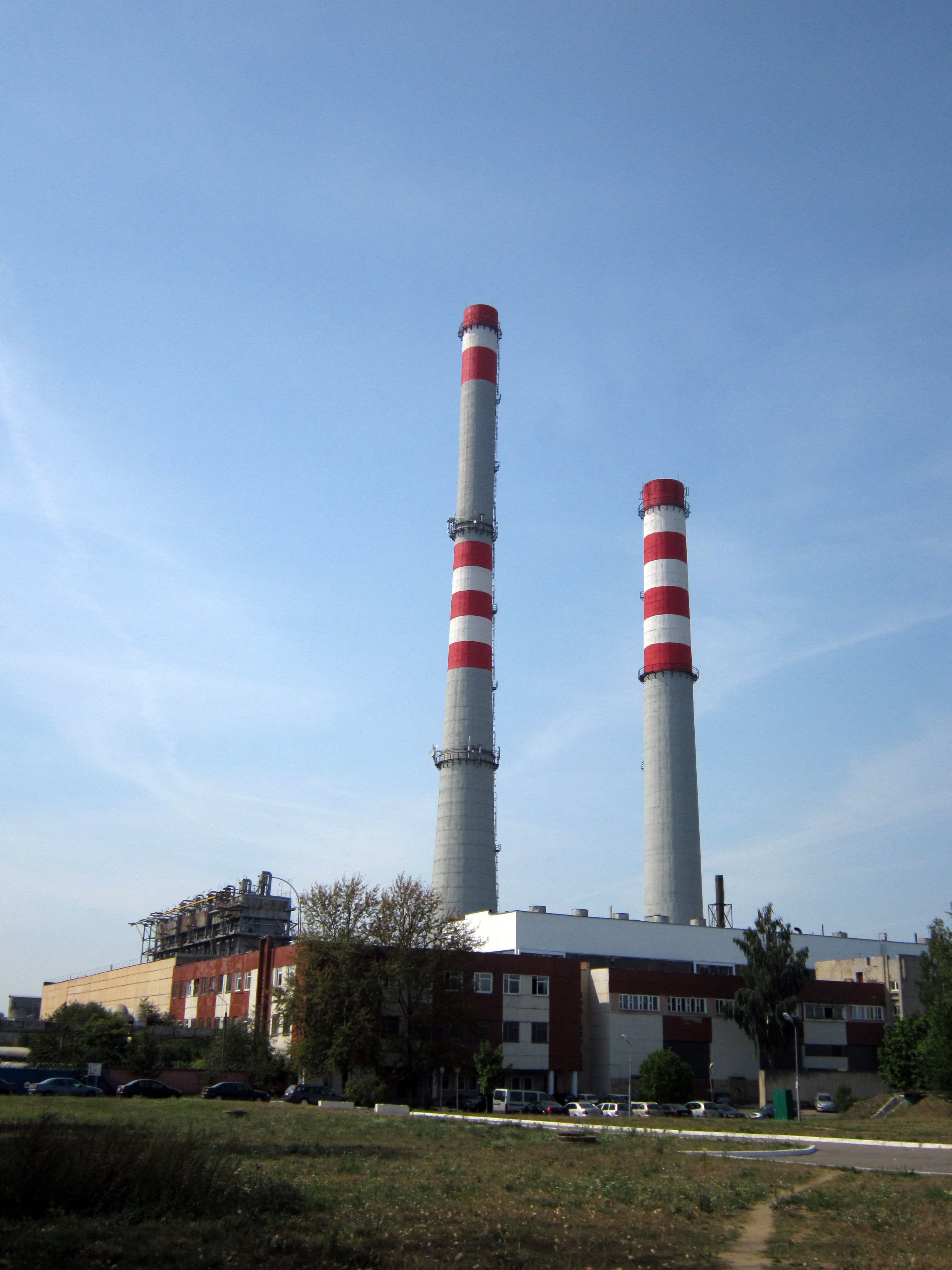
Cheminées à Minsk (Biélorussie).
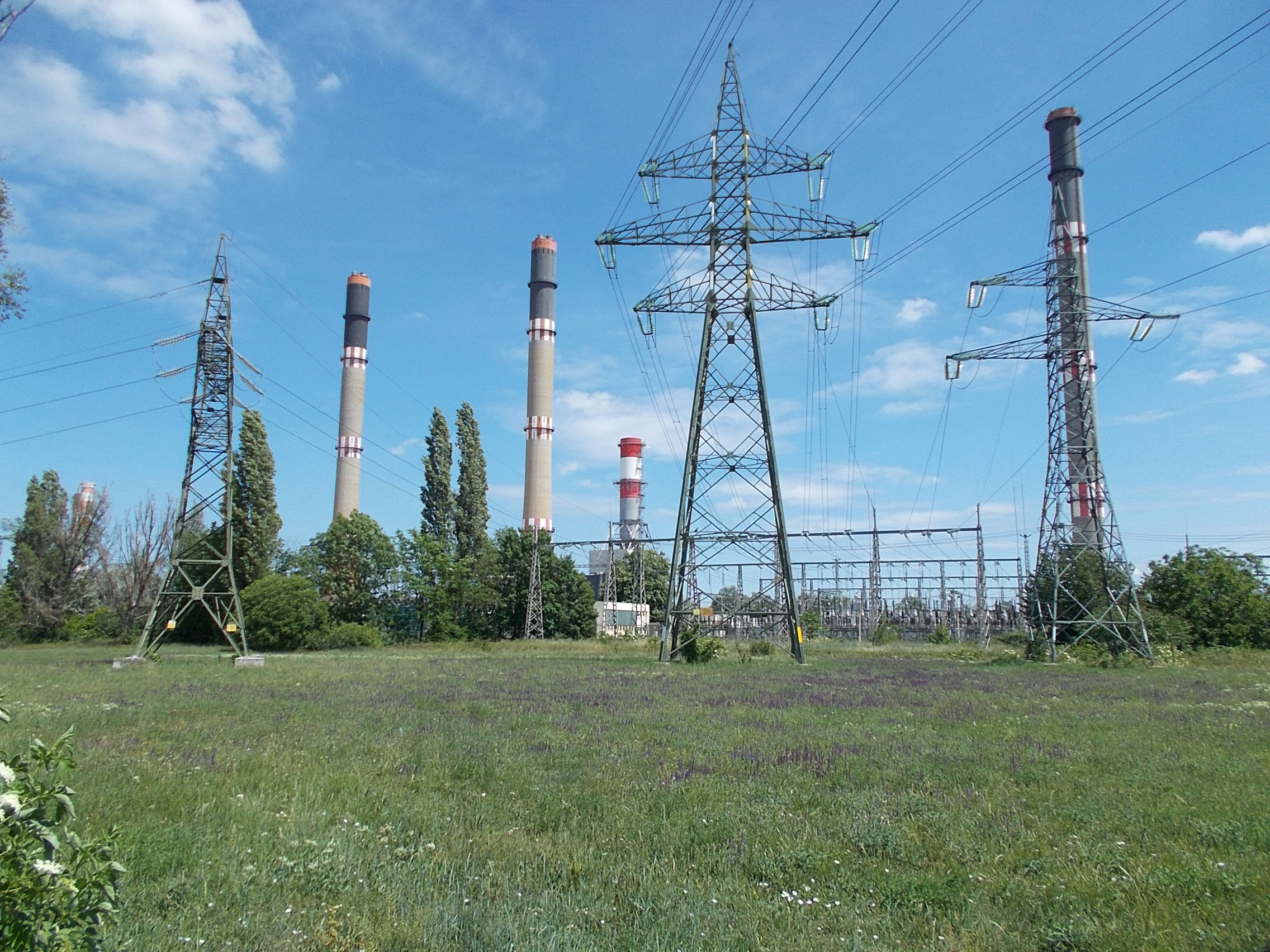
Cheminées à Százhalombatta (Hongrie).

## Construction et maintenance

### Construction

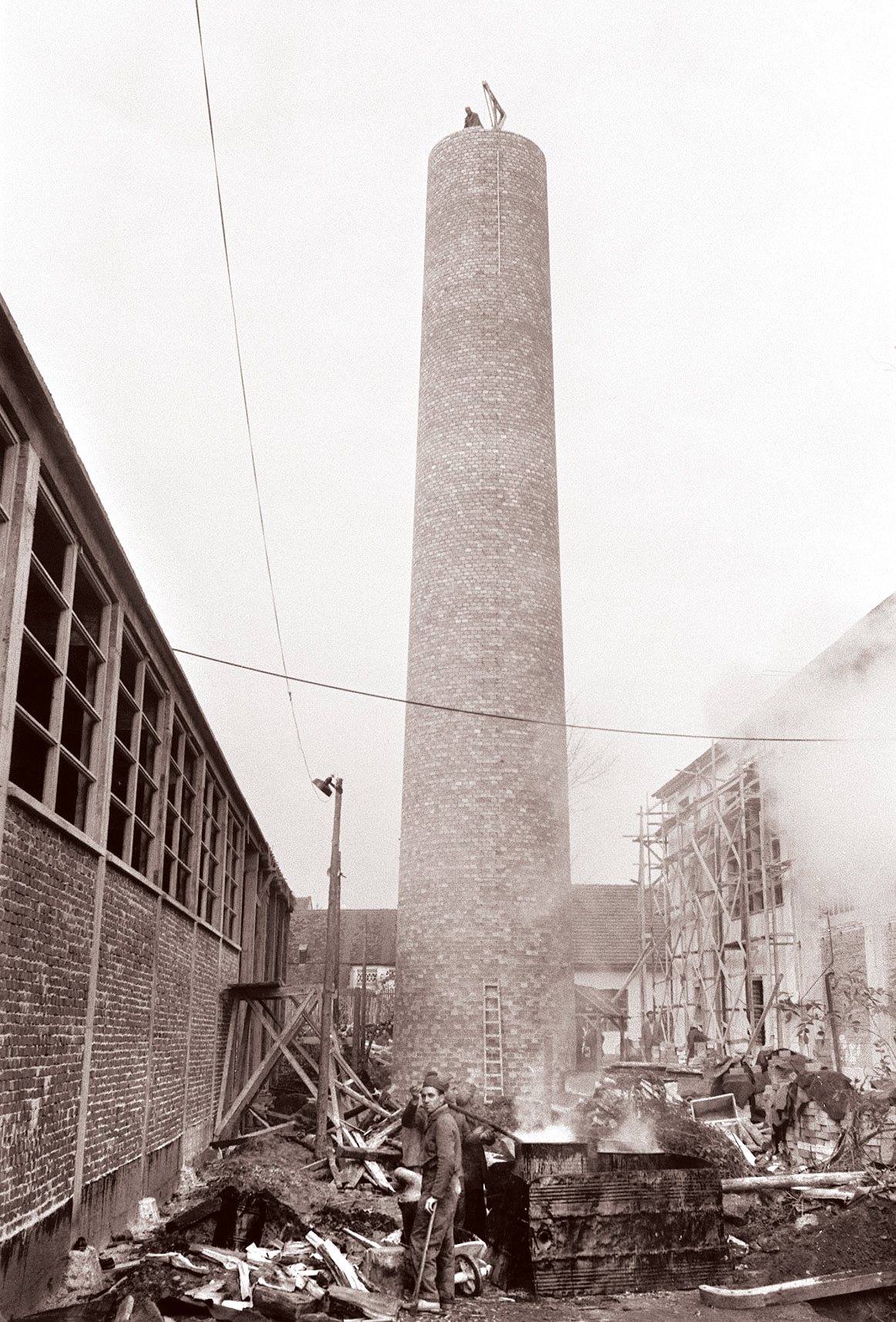
Construction par l'intérieur d'une cheminée en briques en Slovénie, en 1960.

La construction des cheminées obéit à des principes techniques précis, fixés par les ingénieurs du XIXe siècle, déterminés dans un rapport entre la hauteur, le tirage et le rétrécissement du fût.
Dès le XIXe siècle, les cheminées sont majoritairement en briques. Des cheminées en tôle peuvent exister, mais elles sont plus fragiles, soumises aux aléas du vent et de l'oxydation.
L'édification se fait dans un premier temps à l'aide d'échafaudages extérieurs. La hauteur croissante des édifices pousse les ingénieurs à préférer une construction par l'intérieur, et une ascension progressive des ouvriers, installés sur une plateforme temporaire hissée avec eux au gré de l'élévation des parois.
En Europe, une véritable corporation des briquetiers-fumistes se met en place au XIXe siècle. Certains groupes de maçons s'en font la spécialité, comme c'est le cas en France des Limousins et notamment des maçons « de la Creuse », qui en migrant définitivement dans les grandes villes où les chantiers se développent, constituent la grande majorité des fabricants de cheminées industrielles. C'est le cas à Lyon, durant toute la première moitié du XXe siècle, autour des sociétés Paufique, Mouratille ou Joly. Les ouvriers employés par ces entreprises sont également en provenance du plateau de Millevaches, recrutés suivant le phénomène de la « filière migratoire ». Ils développent ensemble leurs lieux de sociabilité, leurs pratiques syndicales et leurs revendications professionnelles. D'autres recherches ont permis d'attester leur activité dans le Midi de la France.
Certaines cheminées arborent une plaque mentionnant l'identité du constructeur.

Exemples de cheminées signées.
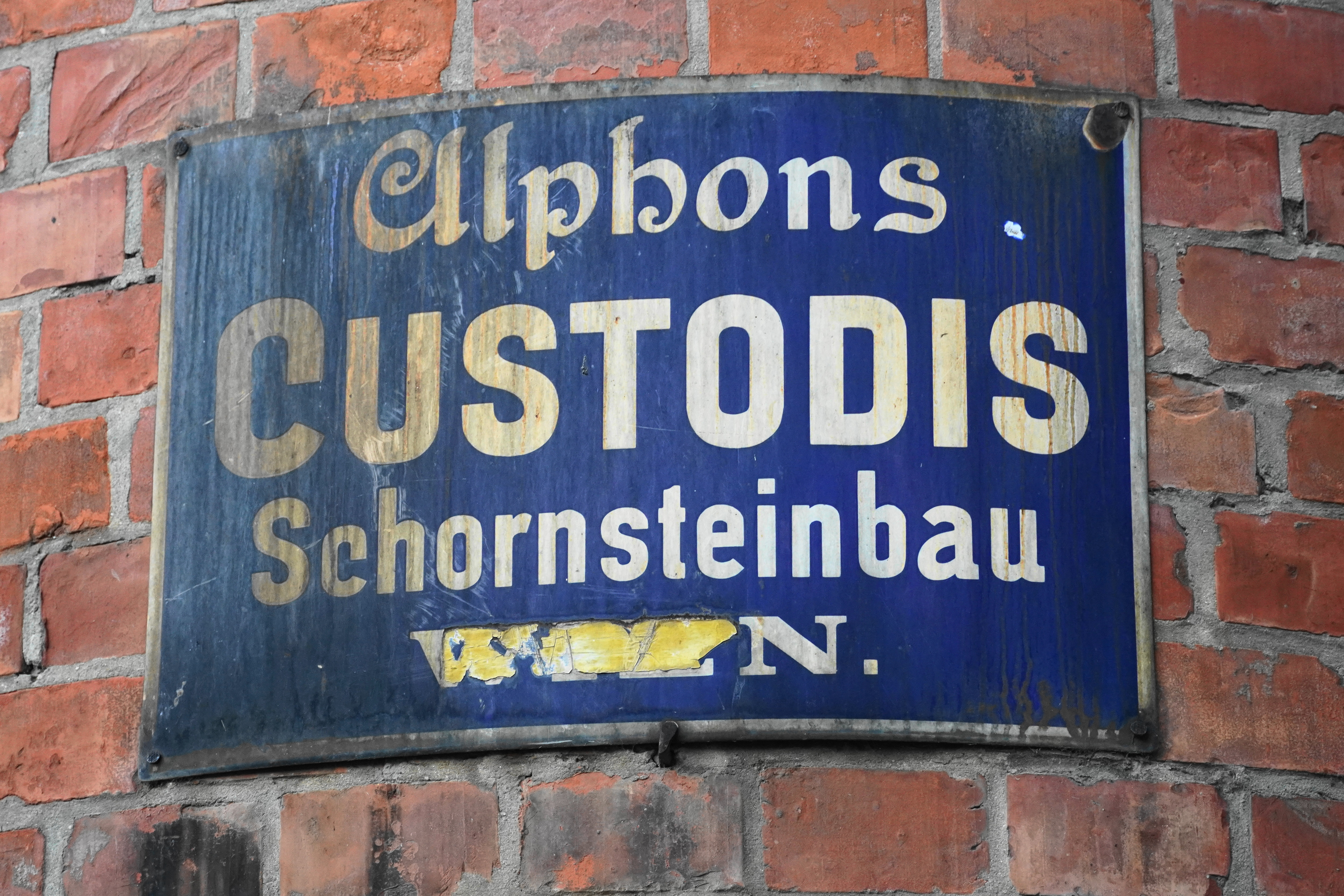
Plaque de cheminée en Autriche.
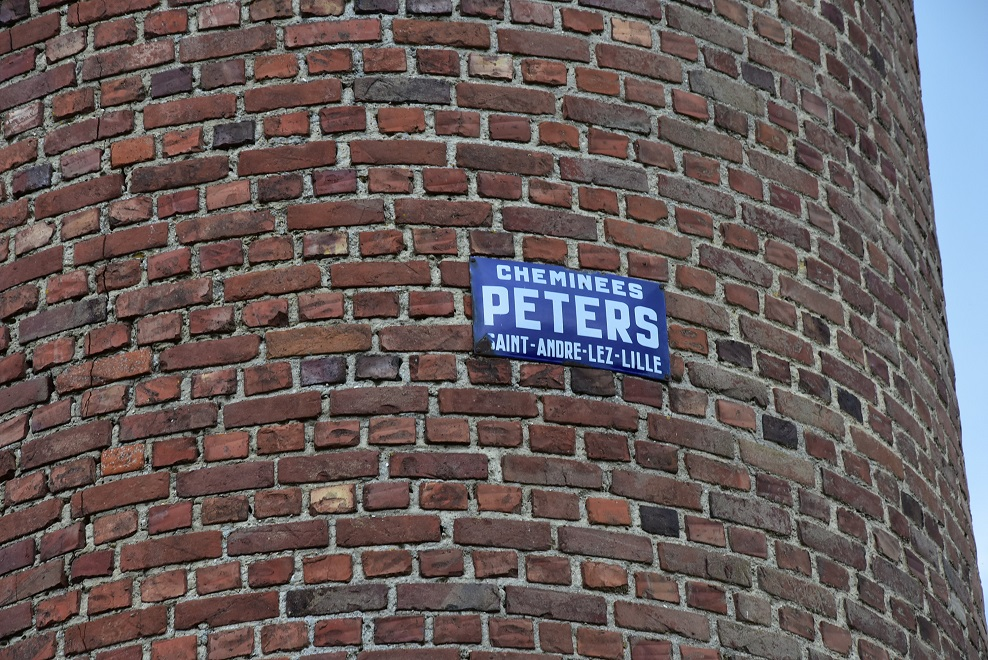
Plaque de cheminée à Saint-André-lez-Lille (France).

### Maintenance

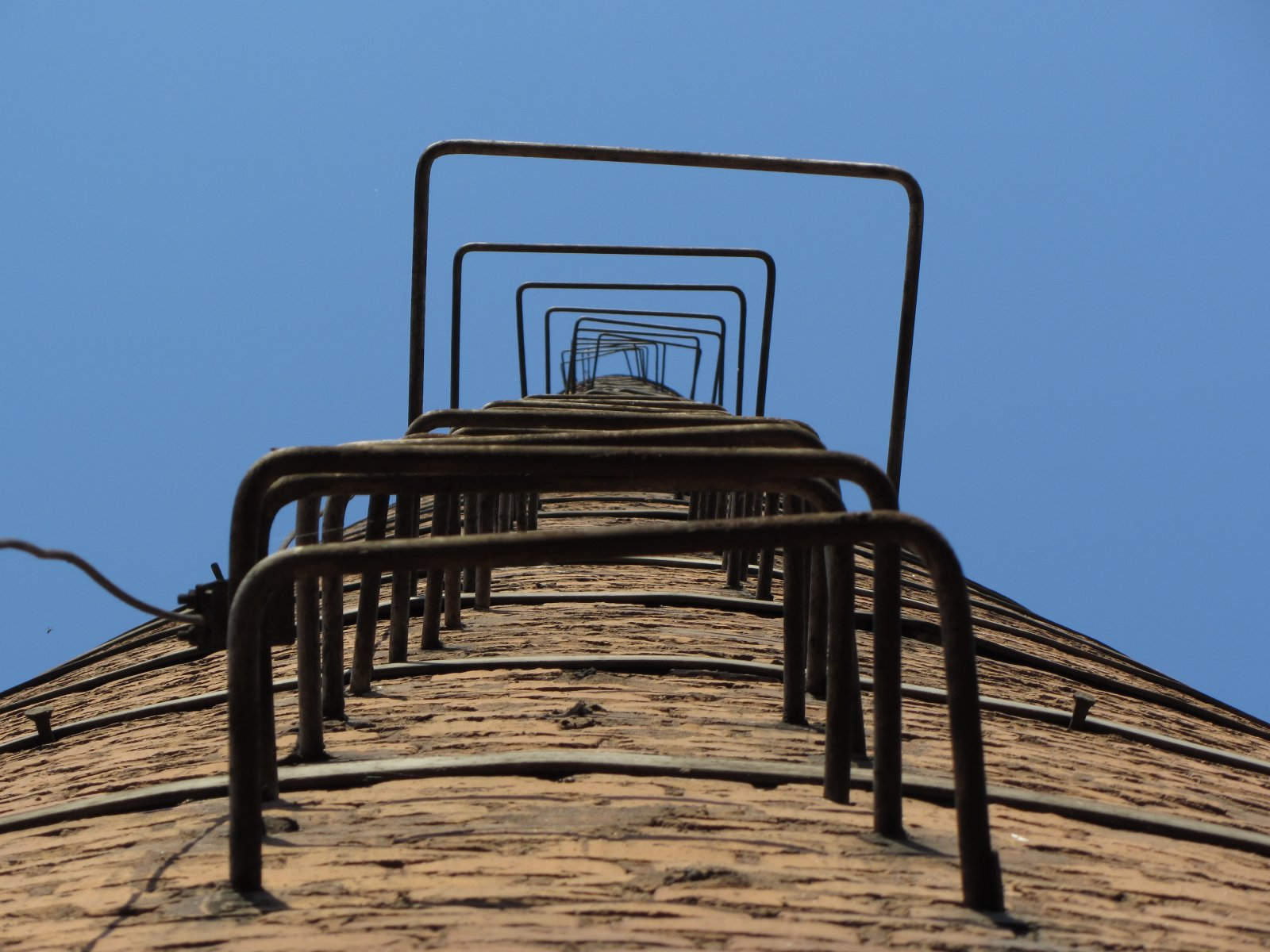
Échelons métalliques à l'extérieur d'une cheminée en Pologne.

La maintenance des cheminées est assurée au moyen d'échelons métalliques disposés à l'extérieur ou à l'intérieur de l'édifice.
Des entreprises sont spécialisées dans la surveillance et la maintenance des cheminées. Elles mobilisent des savoir-faire parfois anciens et périlleux,,.
Plusieurs technologies sont aussi développées en ce sens : intervention de drones, puis réflectométrie par radar pour analyser la structure interne de l'édifice. Les pathologies des cheminées sont variées : décarbonatation, corrosion du béton par les ions chlorures et les sulfates de l'air marin ou des fumées, 
dégradation du mortier des briques par attaques chimiques ou par inclusion de végétaux.
Les cheminées sont en outre soumises à un certain nombre d'aléas naturels qui provoquent ou renforcent leurs fragilités. Les épisodes climatiques intenses (vent, orages, gel) sont particulièrement en cause.

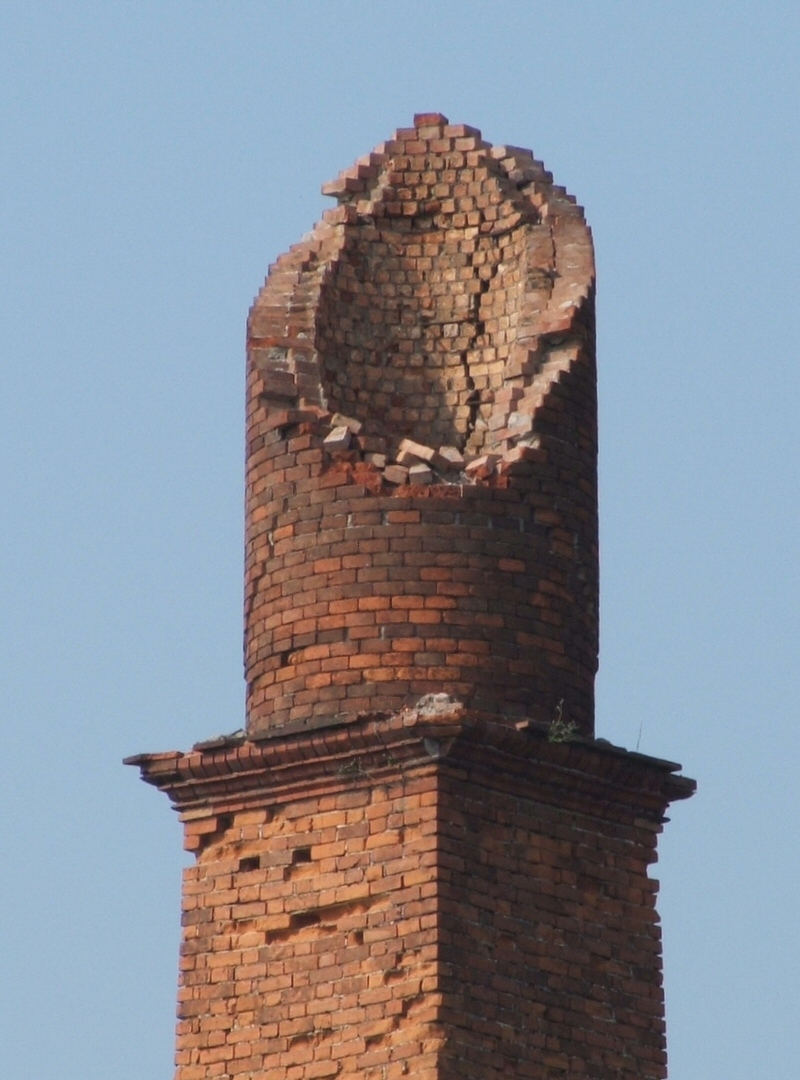
Cheminée endommagée par une tornade en Italie.
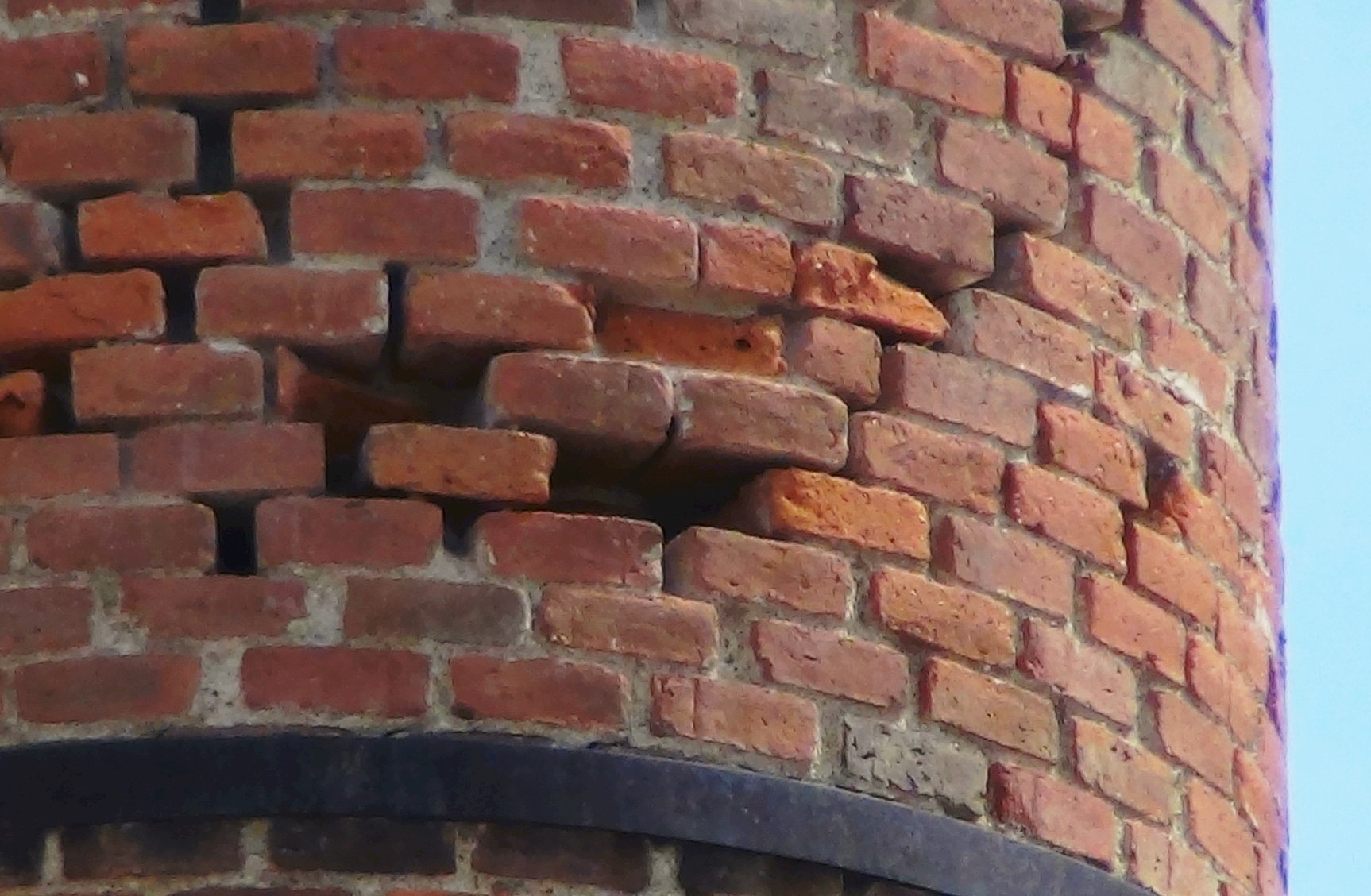
Mortier manquant sur une cheminée en Espagne.
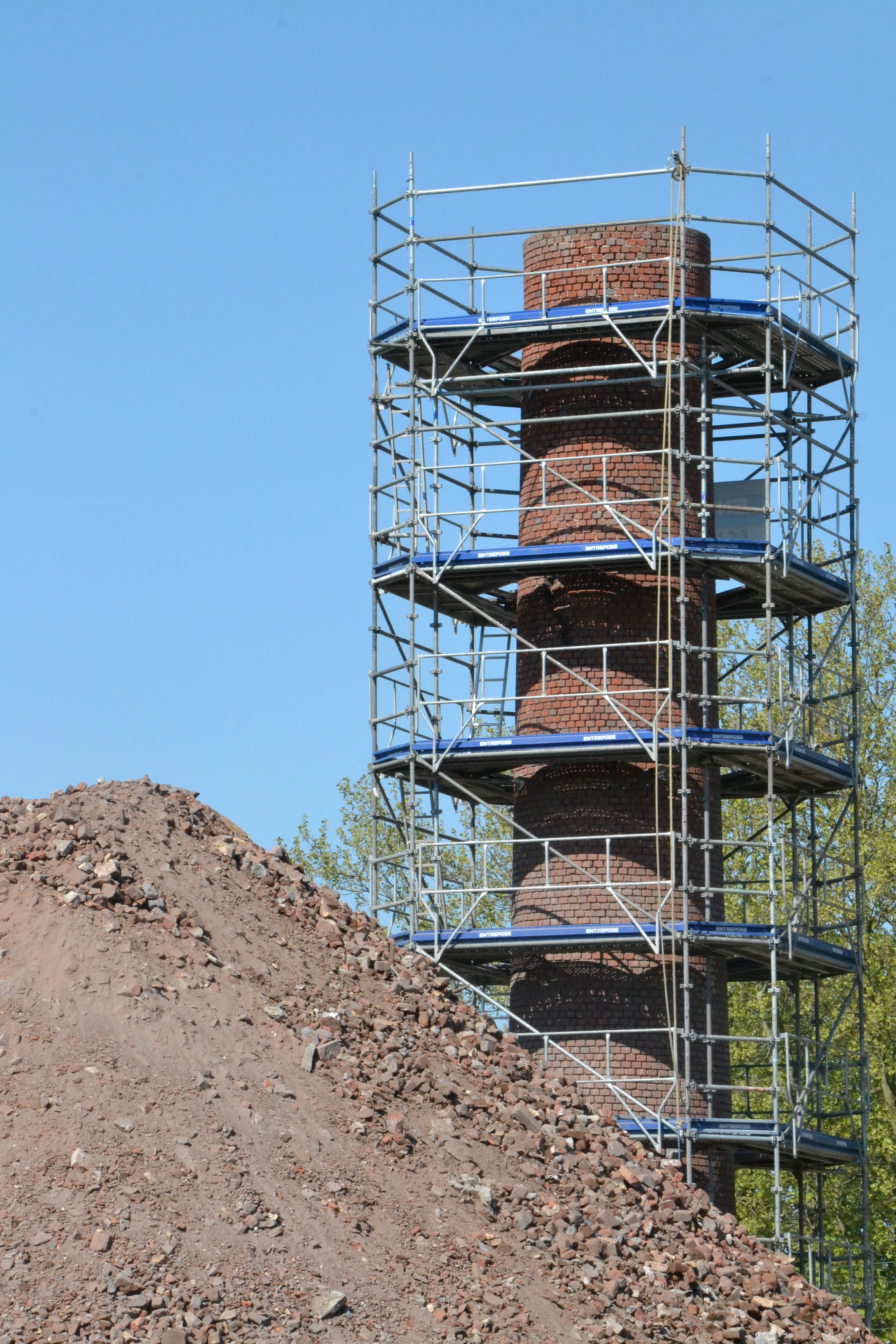
Chantier de maintenance.

### Impact environnemental

#### Pollution
L'impact des rejets des cheminées industrielles sur l'environnement et la santé est considéré depuis les débuts de leur développement. En 1776, les dégâts causés par les fumées sulfureuses de la fonderie sur la végétation sont déjà observés près de Swansea, au pays de Galles. Toutefois, l'image positive que les machines et les cheminées, associées au progrès et même à l'assainissement des anciens quartiers artisanaux, conservent dans une grande partie des imaginaires au XIXe siècle, retarde la réelle prise de conscience à l'égard de l'impact sanitaire et environnemental. Les pollutions sont massives au XIXe siècle.

#### Régulation
En France, la loi Morizet du 20 avril 1932 est l'un des premiers textes législatifs visant à limiter la pollution atmosphérique causée par l'industrie. La difficulté de son application est toutefois un motif récurrent de controverse dans les années qui suivent.
En 1956, au Royaume-Uni, le Clean Air Act, consécutif au grand smog de 1952, est une réponse indirecte à la pollution croissante en contexte urbain.

#### Impact sur la faune
Les cheminées désaffectées peuvent servir d'abri pour l'avifaune.

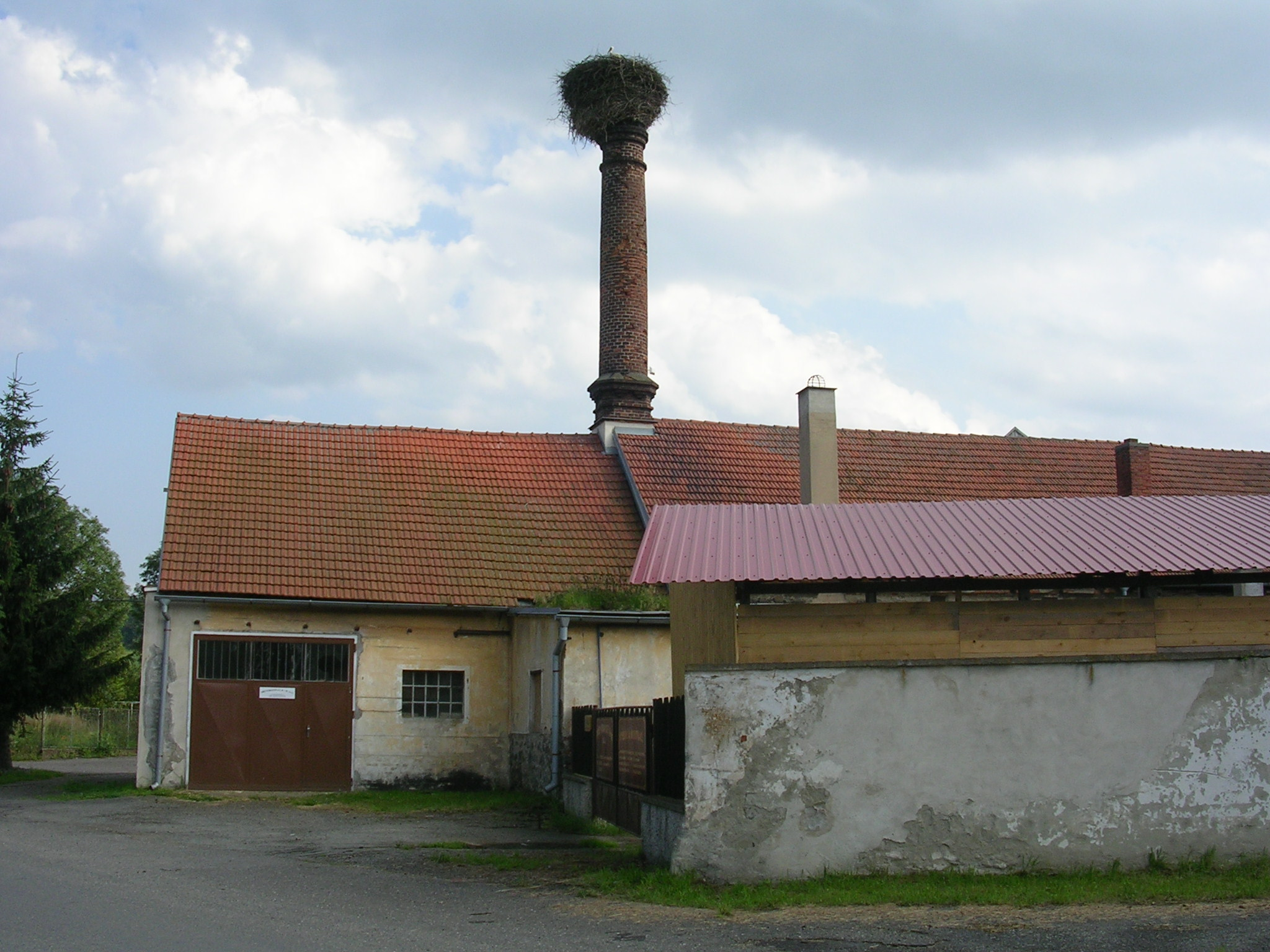
Nid sur une ancienne cheminée à Třebenice (Tchéquie).
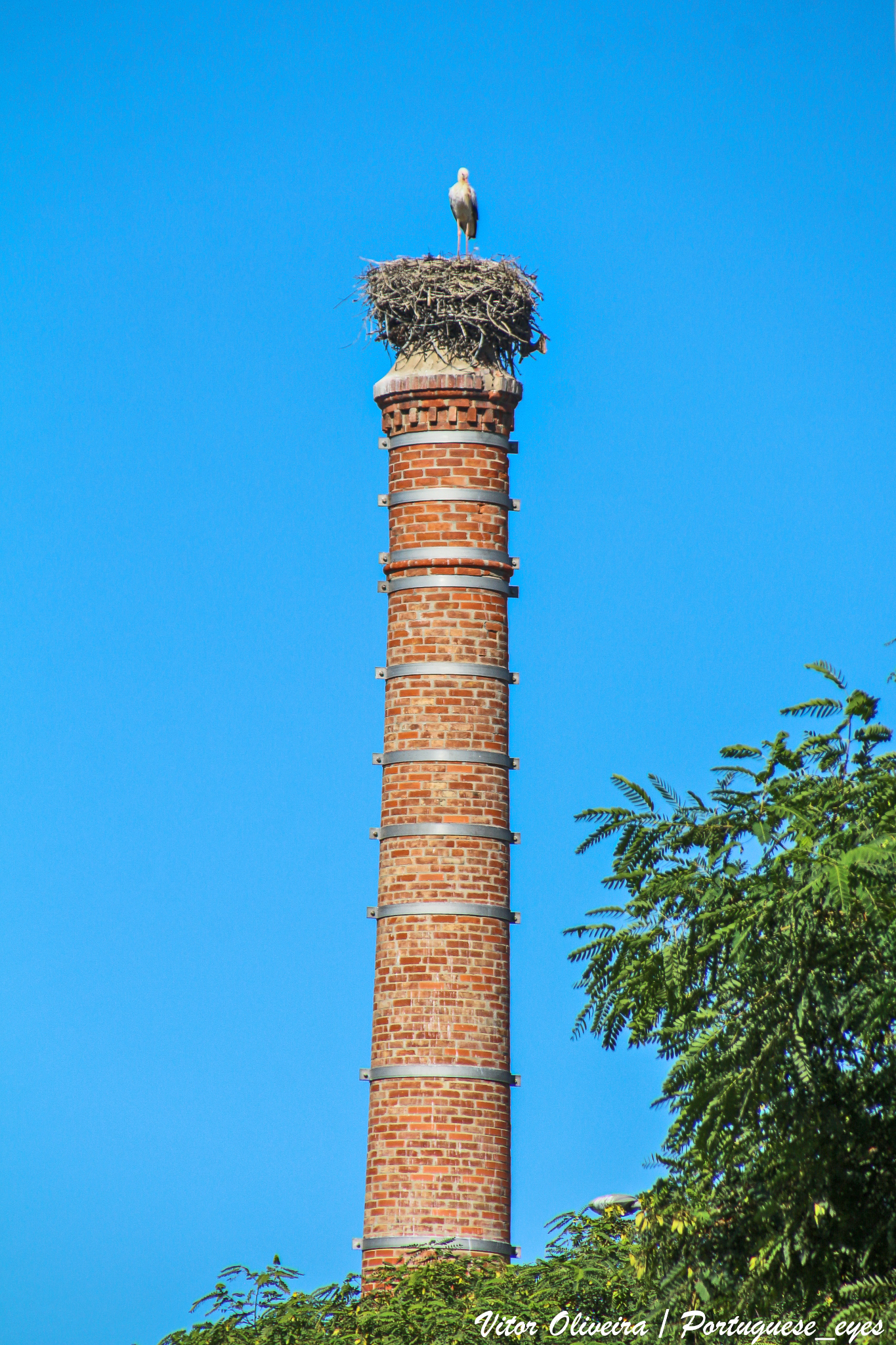
Nid sur une ancienne cheminée à Portimão (Portugal).

## Patrimonialisation

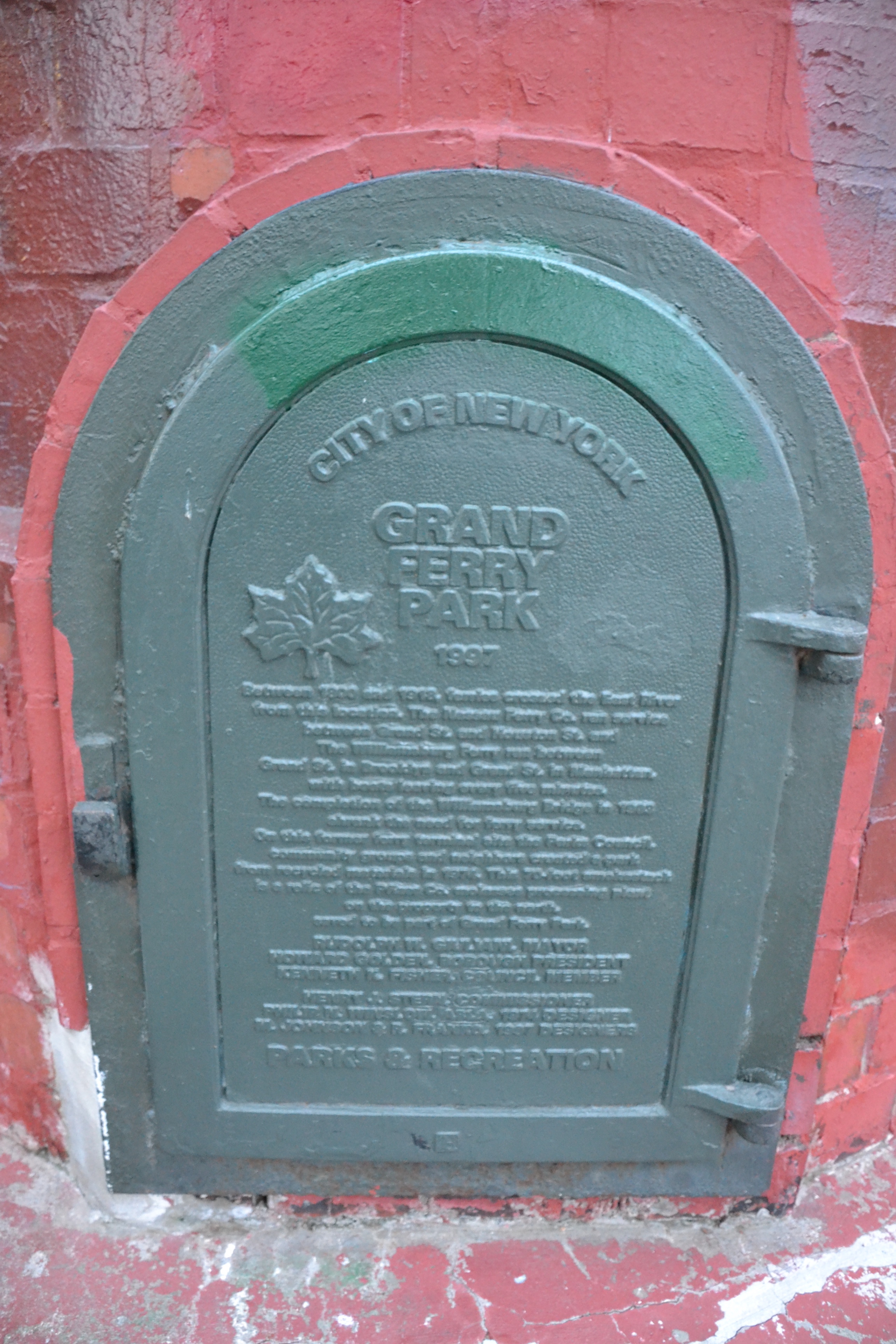
Plaque commémorative et explicative au pied d'une cheminée, Brooklyn.

Certaines cheminées d'usine peuvent acquérir, après abandon, une dimension patrimoniale. Ces processus tiennent au rôle joué par les cheminées, en tant que symboles et repères nécessaires à la construction identitaire des sociétés post-industrielles, qui cristallisent à elles-seules la figure de l'usine de façon métonymique,. La réhabilitation des vestiges industriels, érigés à partir des années 1980 en véritable « patrimoine », profite en partie aux cheminées d'usine, qui progressivement, pour certaines, se voient assigner au rang d'œuvre culturelle, susceptible de générer une « émotion esthétique ».
Plusieurs acteurs engagés dans la défense et la valorisation du patrimoine industriel se mobilisent spécifiquement autour des cheminées. Dès 1997, une fondation dédiée aux cheminées d'usine la Stichting Fabrieksschoorstenen, est créée aux Pays-Bas. La Fédération Européenne des associations de l'Industrie et de l'Héritage Technique (EFAITH) entend créer un réseau européen de partenaires sur ce sujet, en proclamant l'année 2023 « Année de la cheminée d'usine ». Plus localement, des structures culturelles associatives, des institutions politiques ou des particuliers s'organisent pour produire des inventaires de cheminées, préalables à leur valorisation. Il existe ainsi des collectifs organisés à Malaga (Espagne), Turku (Finlande) ou Ramskapelle et Zolder en Belgique. En France, c'est le cas du Non-Lieu à Roubaix, ou du Rize à Villeurbanne.

### Connaissance et animation
Plusieurs acteurs individuels et collectifs se mobilisent pour recenser les cheminées de leur territoire. Des inventaires, préalables à toute action de préservation, sont ainsi réalisés, notamment en France, dans la vallée du Gier dans les années 1990, dans le département du Nord dans les années 2000 puis à nouveau les années 2010, ou encore dans le parc naturel régional des Monts d'Ardèche dans les années 2010. Il existe également des initiatives de recensement à Reims, sur le territoire du pays d'art et d'histoire des Pyrénées Cathares (Ariège) ou en Limousin. Un inventaire participatif des cheminées industrielles patrimoniales du Portugal est également en cours.
Des événements culturels peuvent être mis en place pour susciter la mobilisation du grand public, et ainsi entretenir un sentiment d'appartenance indispensable à tout projet de sauvegarde. Dans le Nord de la France, le festival annuel « Les Beffrois du travail » ou les « Rencontres Cheminées », biennales, permettent de lier création culturelle et réflexion scientifique. 
- Manifestation festive du Rize et du Non-Lieu à Villeurbanne (France), 2023

"Manifestation
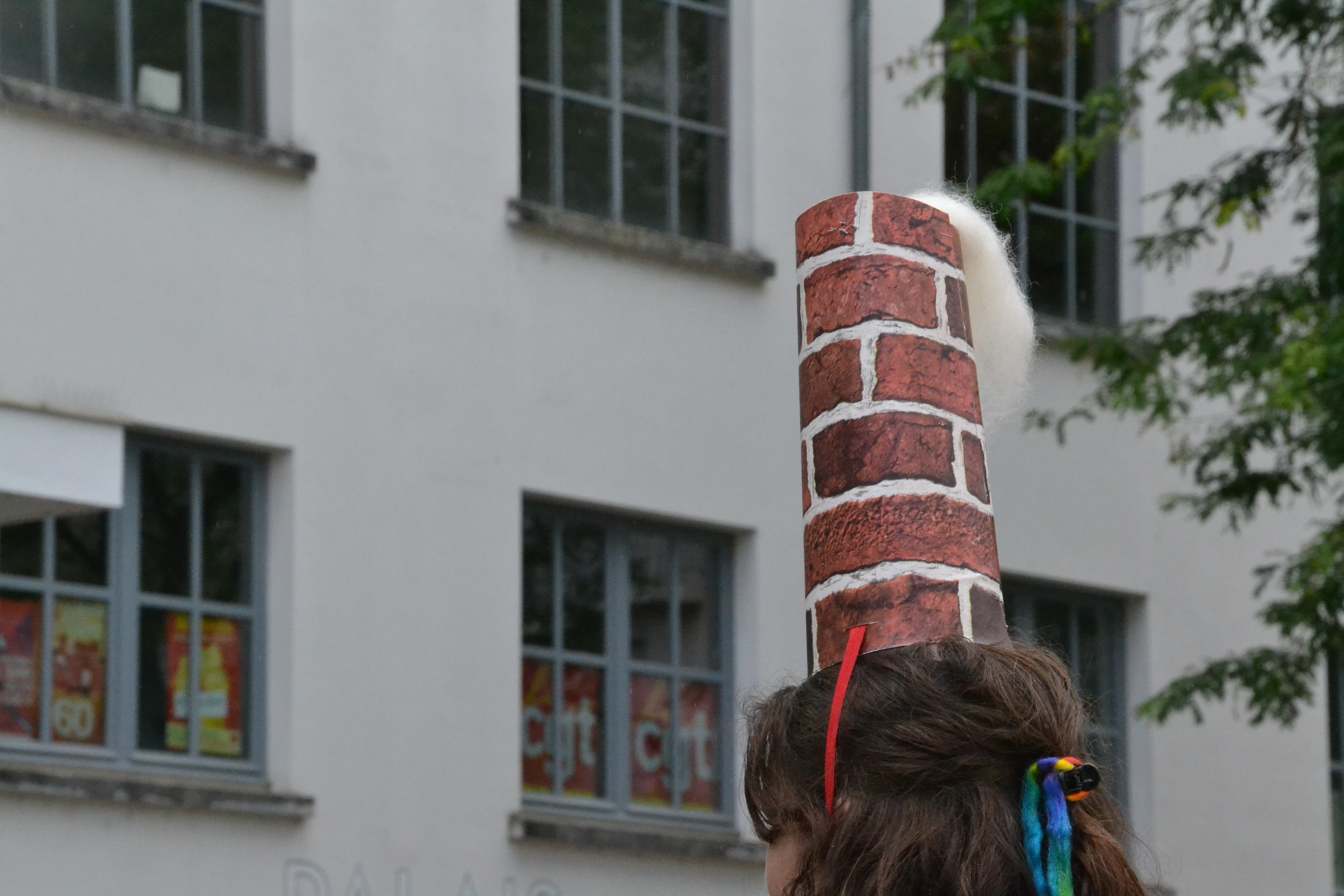
Défilé festif à la gloire du patrimoine industriel.
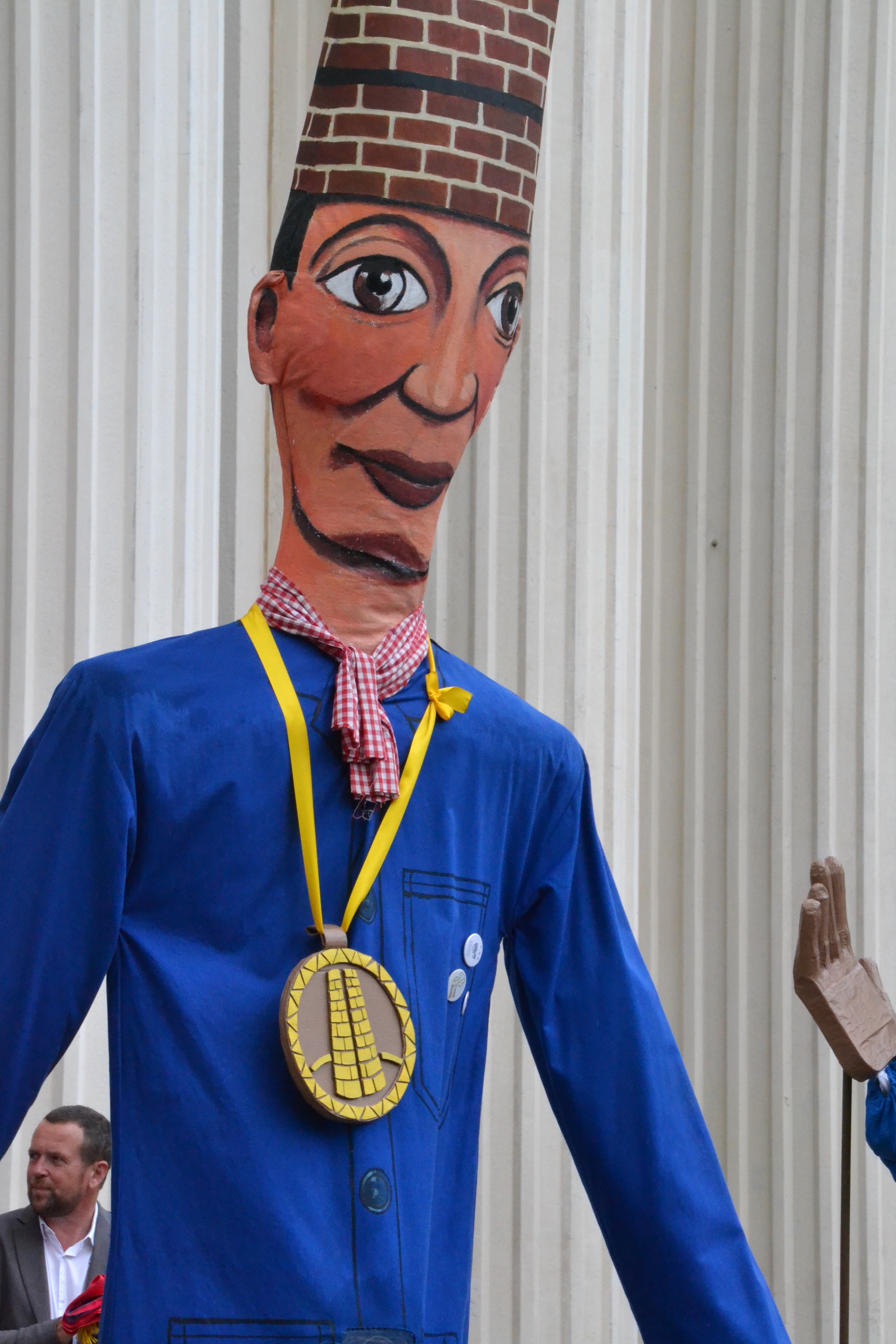
« Géant du Nord » coiffé d'une cheminée.

### Démarches de protection

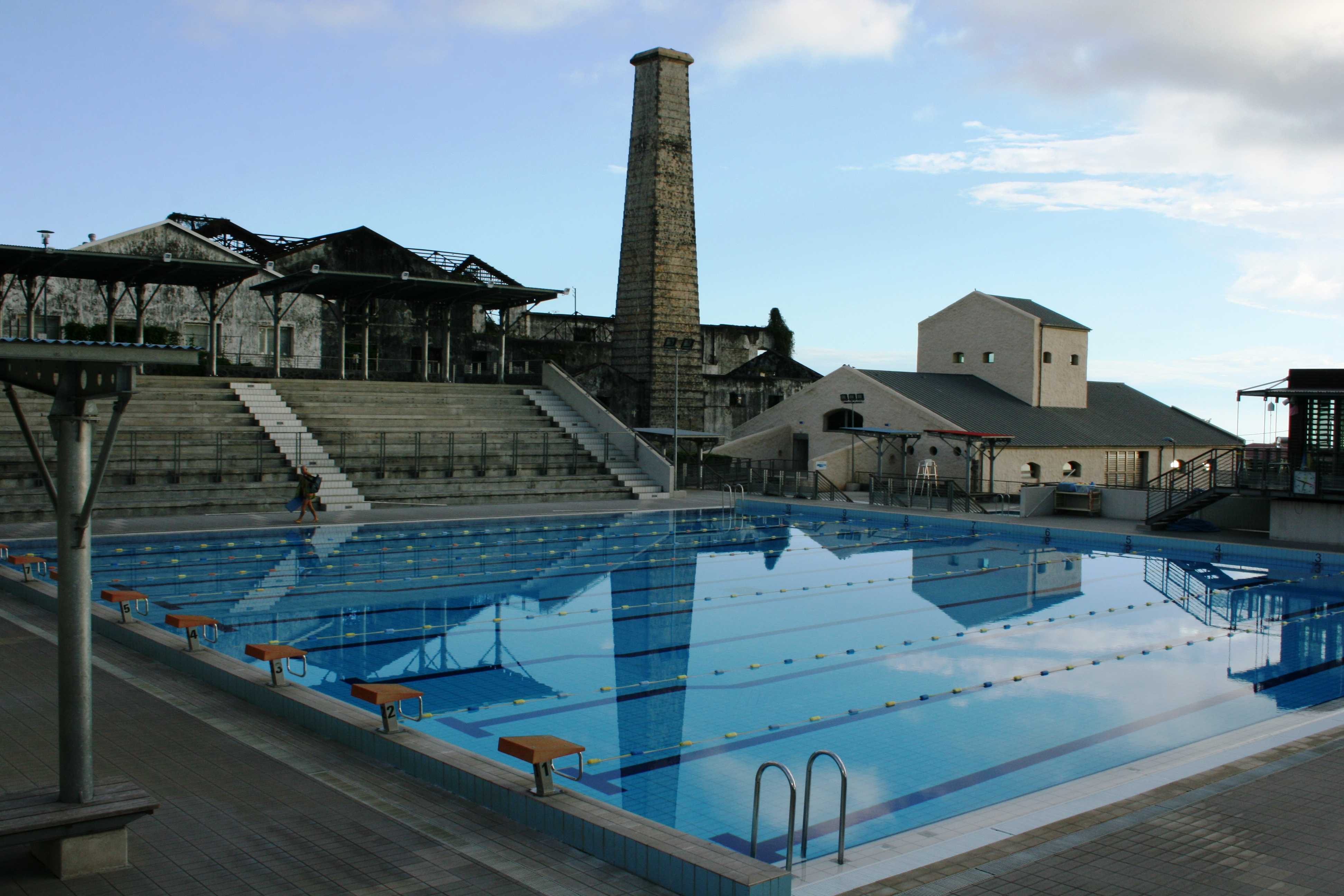
Cheminée Vue Belle, à Saint-Paul de la Réunion, édifice protégé.

Dans certains contextes géographiques et industriels, la patrimonialisation des cheminées comprend une démarche de préservation, comme c'est le cas à La Réunion, où plus d'une trentaine de ces édifices sont considérées comme des Monuments historiques. 
En 2014, 69 cheminées d'usine sont protégées en France, au titre des monuments historiques, mais presque toutes le sont au titre de l'usine à laquelle elles appartiennent (seules 6 sur les 33 bénéficiant d'une protection en France hexagonale sont protégées en leur nom).

### Valorisation paysagère
Plusieurs projets de valorisation esthétique peuvent être mis en place. À Roubaix, ville connue pour son grand nombre d'édifices lui ayant valu le surnom de « ville aux mille cheminées », la cheminée en brique du magasin « l'Usine » a retrouvé sa taille d'origine à la suite d'une réhabilitation avec une extension de 10 m équipée de rubans à LED.

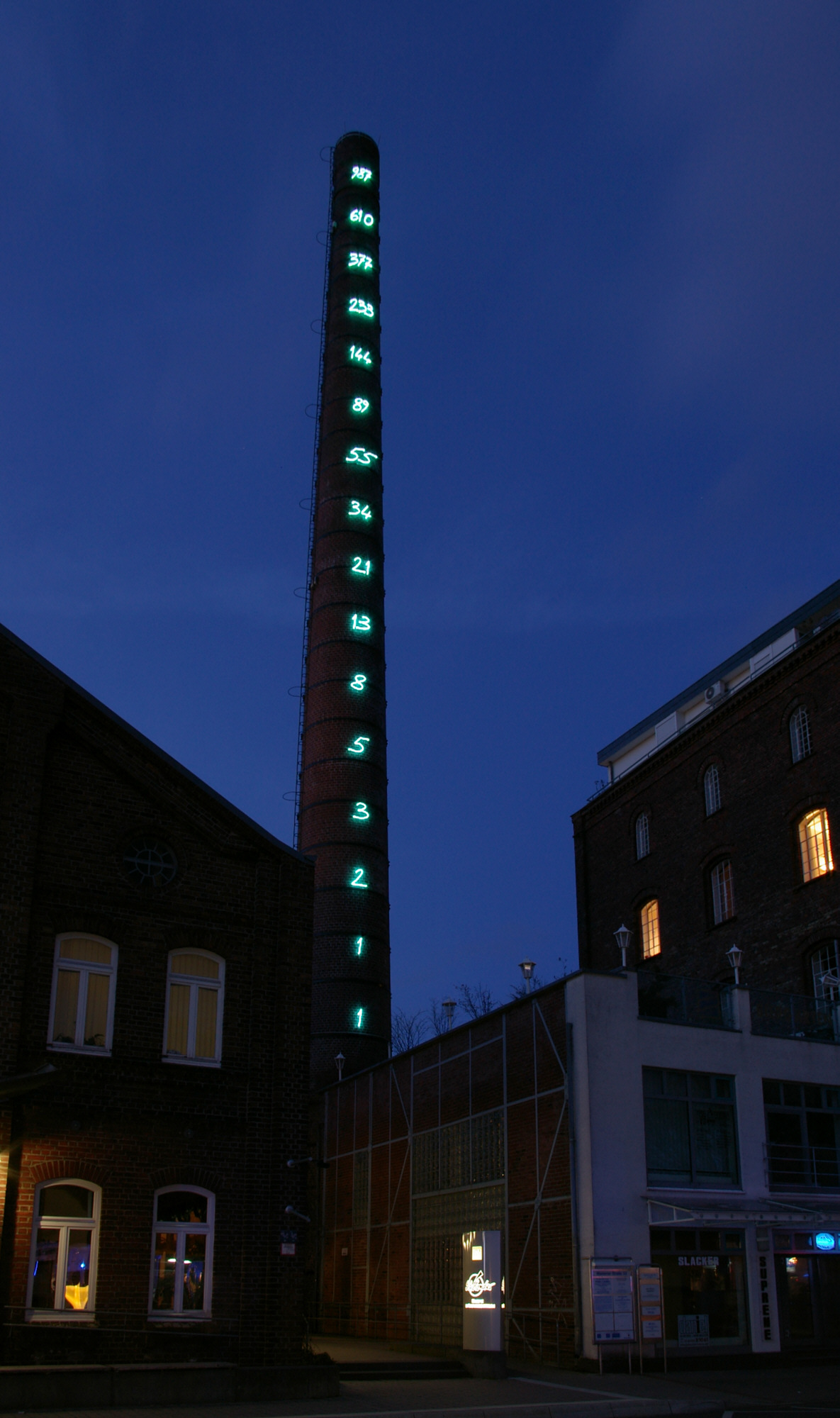
Éclairage conceptuel reprenant la suite de Fibonacci à Unna (Allemagne)

## Dans les arts et la littérature

### Peinture
Les cheminées industrielles sont un motif récurrent de la création artistique, notamment dans les mouvements picturaux contemporains de la Révolution industrielle et soucieux de leur environnement, comme l'impressionnisme et le pointillisme. Aux XIXe et XXe siècles, la simple présence de la cheminée d'usine sur une œuvre suffit à assurer la compréhension du paysage industriel.

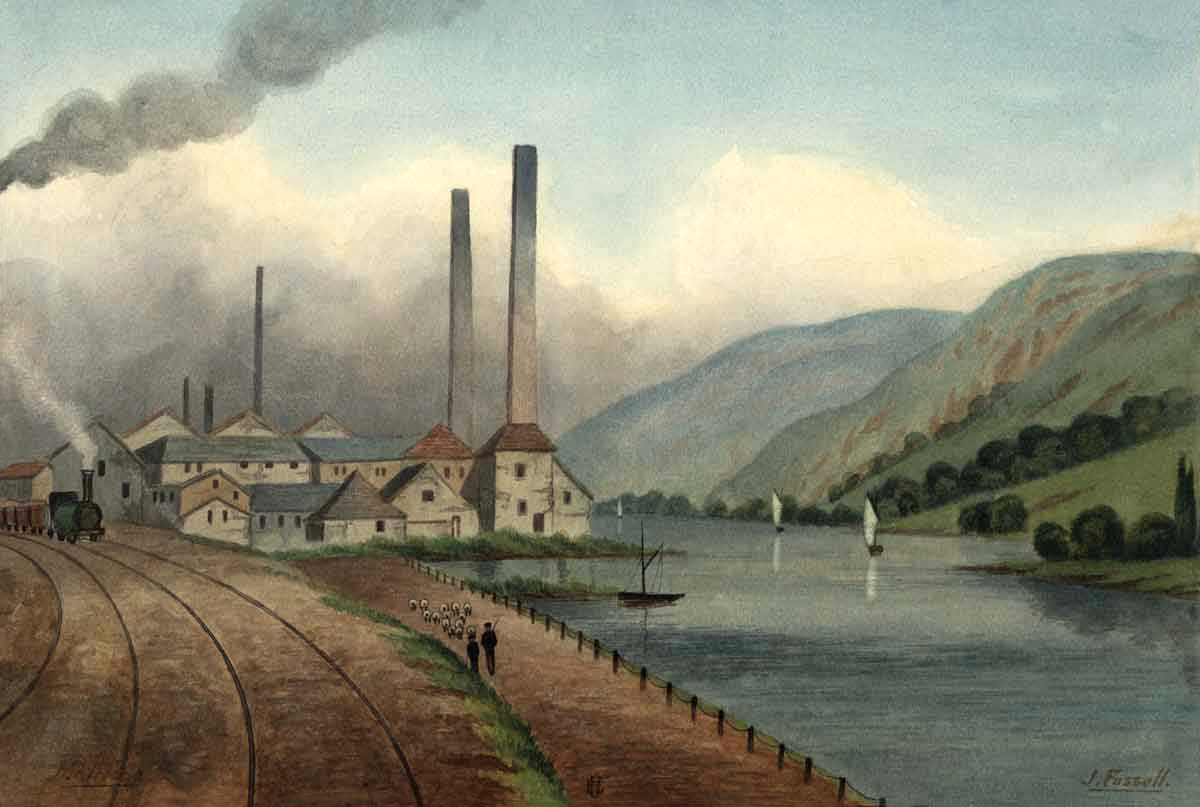
Les usines de la Vieille Montagne à la Mallieue, Joseph Fussell, mi-XIXe siècle
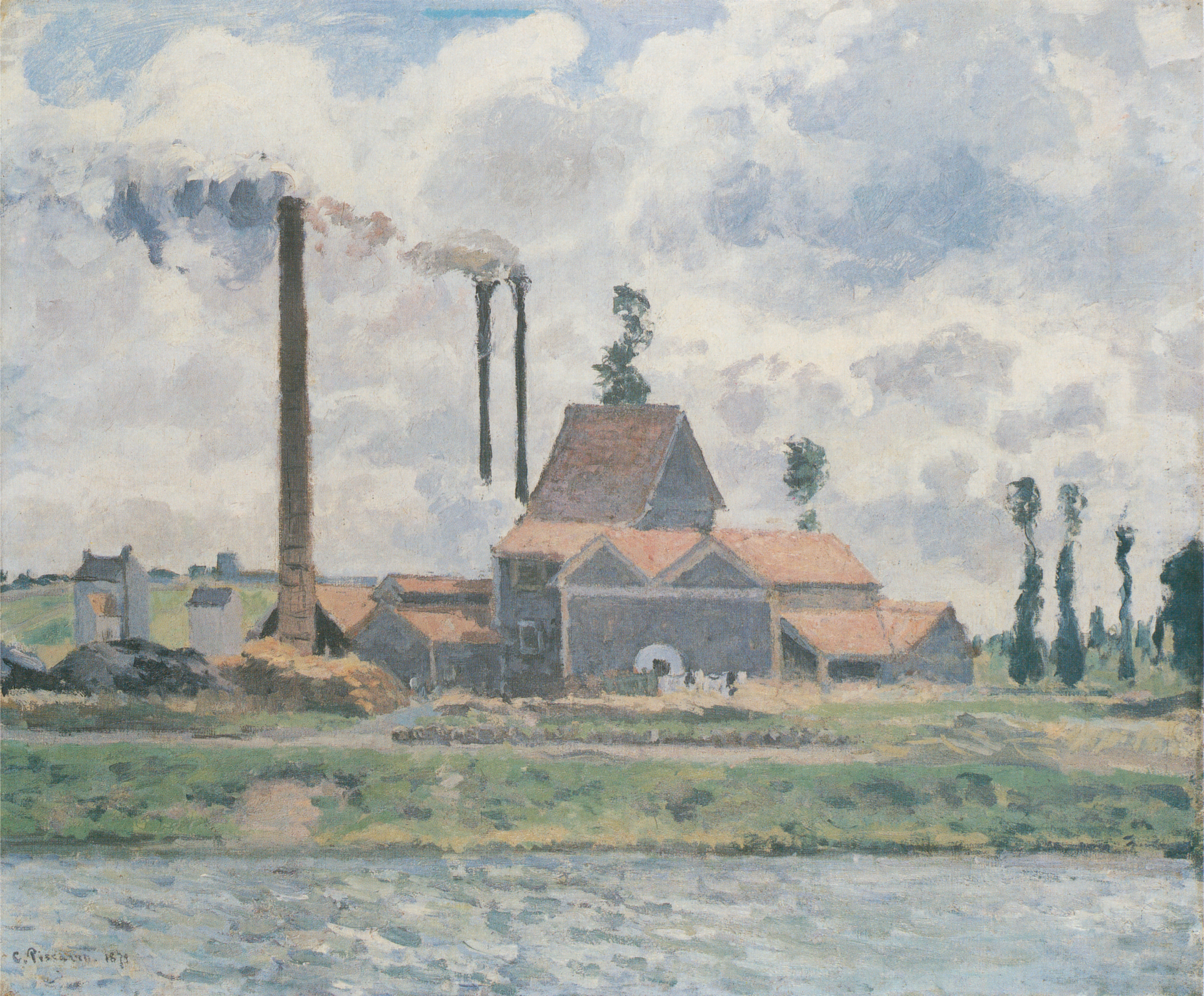
Usine près de Pontoise, Camille Pissarro, 1873.
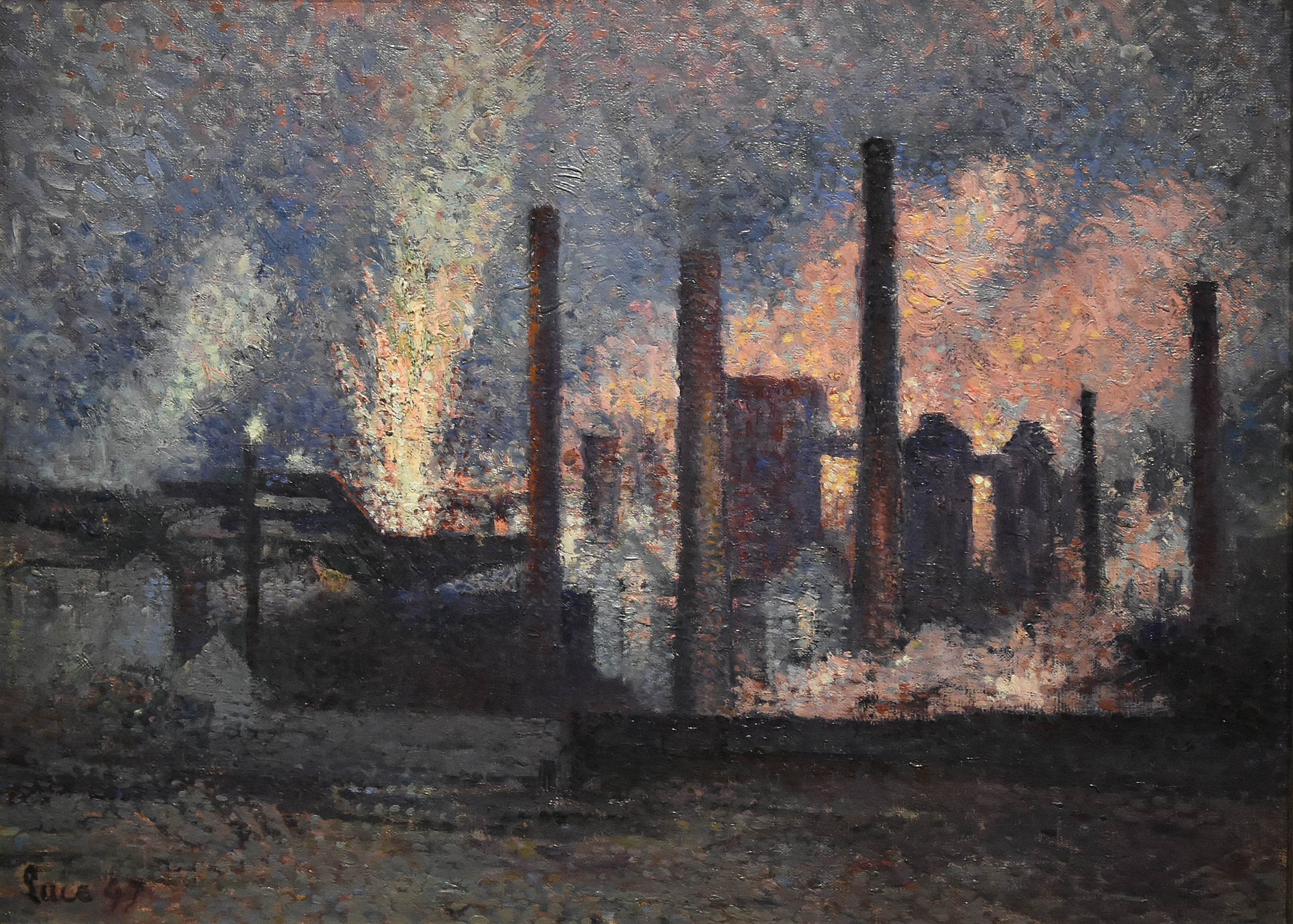
Usines près de Charleroi, Maximilien Luce, 1897.
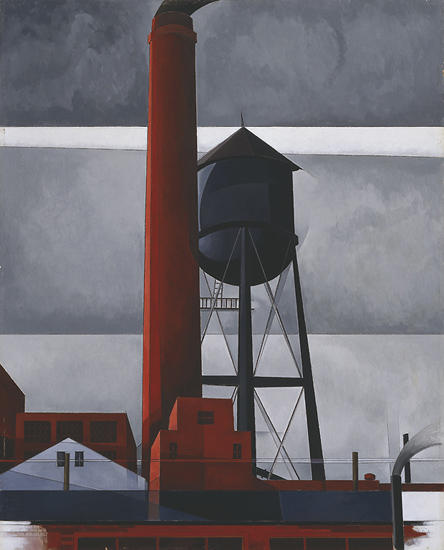
Cheminée et Château d'eau, Charles Demuth, 1931.

### Sculpture

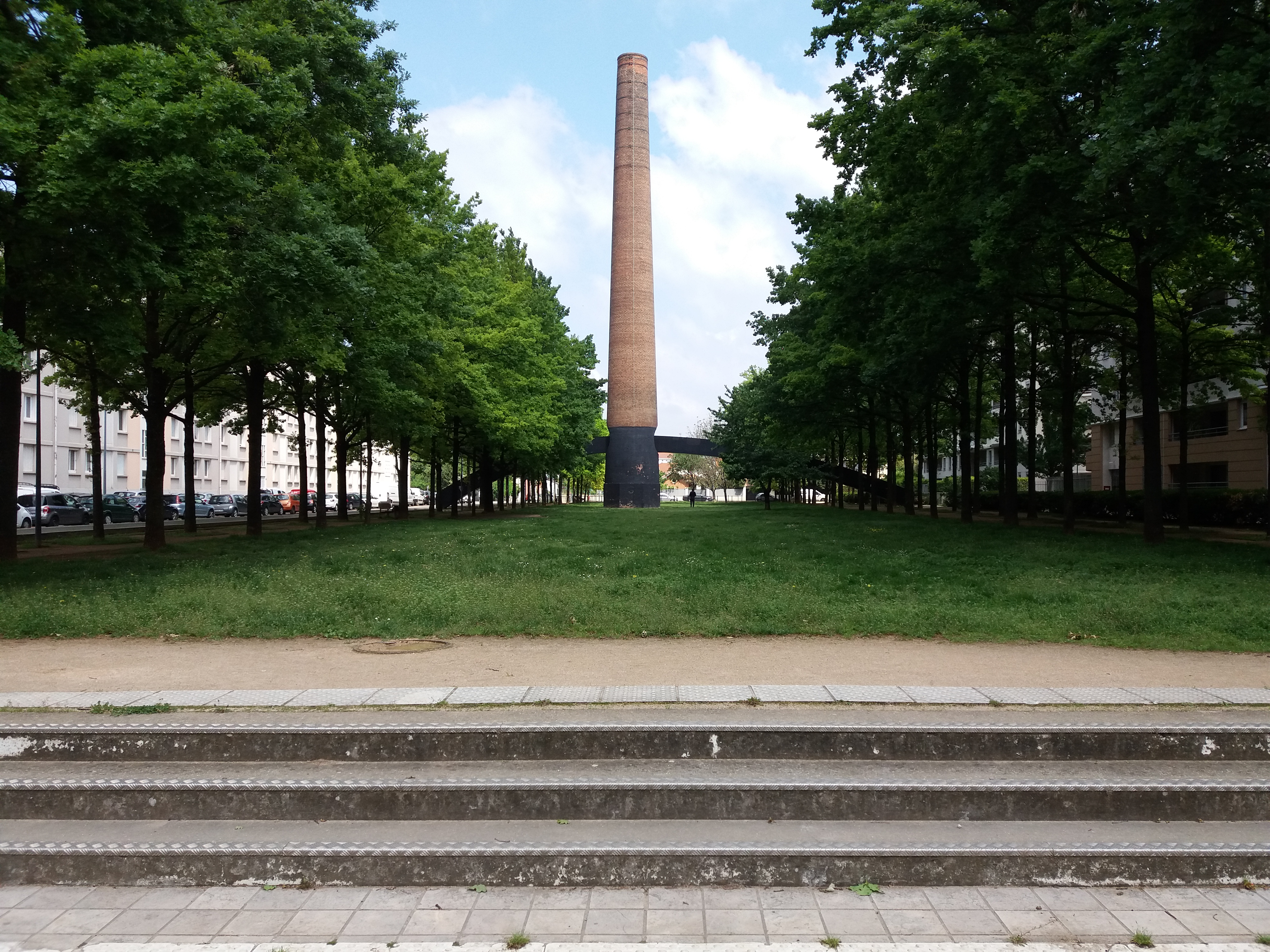
Projet Vue de la cheminée, Villeurbanne.

En 2000, l'artiste suisse Felice Varini et l'architecte Giorgio Tognola intègrent à leur réflexion la cheminée de l'ancienne usine textile Boissier de Villeurbanne, en France, dans le cadre de l'aménagement du parc du Centre ; il est désormais possible de traverser l'édifice à pied.
Le plasticien français Raphaël Zarka est l'auteur d'une sculpture monumentale matérialisant une « nouvelle cheminée » à côté des vestiges d'une ancienne cheminée de la manufacture d'allumettes de Trélazé (Maine-et-Loire). Ce projet, intitulé La Doublure, prend place dans le projet de réhabilitation d'un ancien quartier industriel.

### Littérature
La littérature regorge également de références aux cheminées, y compris de façon critique. En 1854, dans Les Temps difficiles, Charles Dickens les qualifie de « monstrueux serpents de fumée ». Victor Hugo, décrivant la vallée belge de la Meuse près d'Andenne, loue un paysage « encore beau, mais on y voit apparaître un peu trop souvent la cheminée de l'usine, ce triste obélisque de notre civilisation industrielle ».

### Spectacle vivant

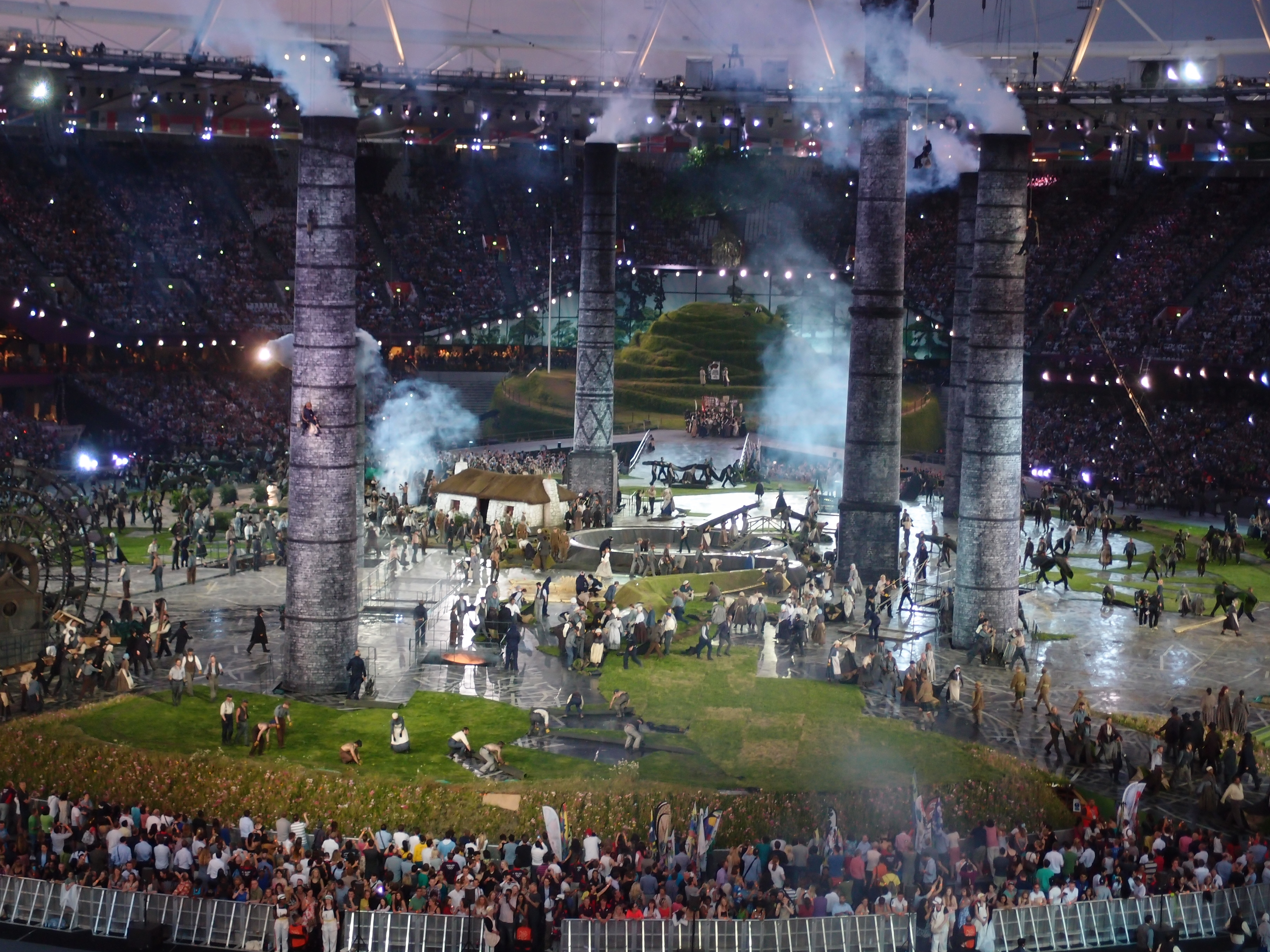
Cheminées monumentales durant la cérémonie d'ouverture des Jeux olympiques de Londres, en 2012.

Les cheminées d'usine, comme symboles de la civilisation industrielle initiée par les Britanniques, apparaissent sur la pelouse du stade olympique dans la cérémonie d'ouverture des Jeux olympiques de Londres en 2012,.